# Kalendarium historii Krakowa

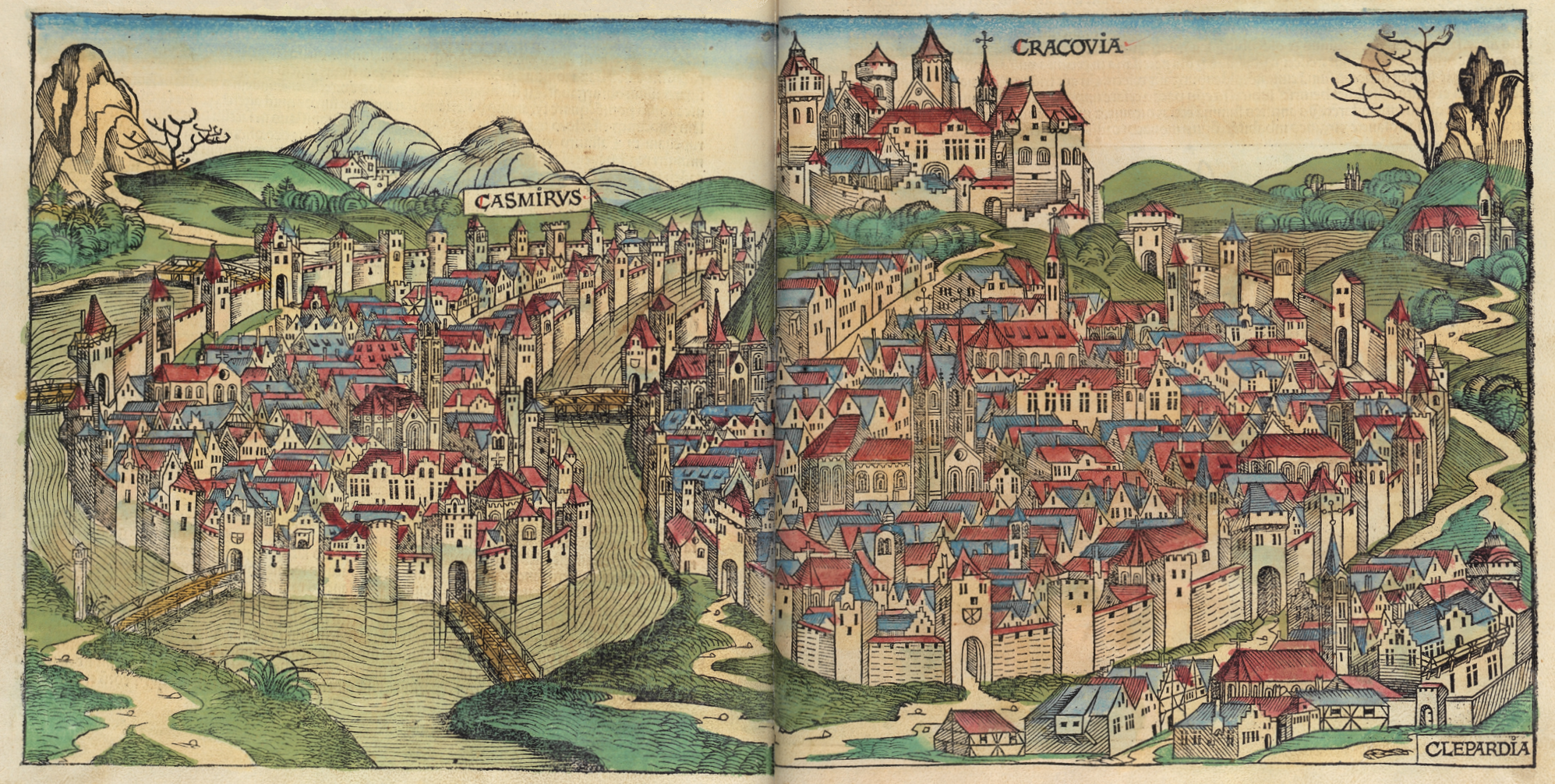

Kalendarium historii Krakowa.

## Lata 800–1137 – okres powstawania państwa polskiego
- 801–850 – Powstanie pierwszej osady otoczonej palisadą.
- 955–965 – przypuszczalnie Kraków znalazł się pod panowaniem czeskim.
- 965/966 – Najstarsza wzmianka o Krakowie, wypowiedziana przez arabskiego podróżnika Ibrahima ibn Jakuba.
- 987–989 – Kraków zostaje włączony do państwa Piastów.
- 990–992 – Mieszko I, wraz z żoną Odą, poddał opiece Stolicy Apostolskiej swoje państwo.
- 1000 – Podporządkowanie biskupa krakowskiego Poppona arcybiskupowi gnieźnieńskiemu podczas wizyty cesarza Ottona III w Polsce[1].
- 1013 – Prowincja krakowska oddana została przez Bolesława I Chrobrego synowi Mieszkowi II. Budowa rezydencji książęcej i nowych obiektów sakralnych na Wawelu.
- 1020 – Bolesław Chrobry rozpoczął budowę pierwszej katedry wawelskiej.
- 1025, 17 czerwca – śmierć Bolesława I Chrobrego, pierwszego koronowanego władcy Polski, panującego również nad Małopolską.
- 1039 – Kazimierz Odnowiciel zajął Wielkopolskę i dawną ziemię Wiślan wraz z Krakowem.
- 1040 – Kraków zaczął pełnić funkcję stolicy Polski, po zrujnowaniu przez Brzetysława I Poznania i Gniezna.
- 1041 – Kazimierz Odnowiciel przeniósł stolicę ze zniszczonego Gniezna do Krakowa. Kraków stał się oficjalnie stolicą Polski.
- 1044 – Fundacja pierwszego klasztoru na ziemiach polskich w Tyńcu pod Krakowem.
- 1046 – Pierwszy metropolita Polski Aaron, którego siedziba znajdowała się w Krakowie.
- 1. połowa XI w. – Budowa drewnianego kościoła św. Wojciecha.
- 1072 – Biskupem Krakowa został Stanisław ze Szczepanowa.
- 1076:
  - 25 grudnia – koronacja na króla Polski Bolesława II Śmiałego w katedrze gnieźnieńskiej.
  - Powołanie mennicy państwowej w Krakowie.
- 1079:
  - Rozpoczęcie budowy kościoła św. Andrzeja, z fundacji palatyna Sieciecha. Kościół ten był główną świątynią osady Okół. Budowę ukończono w roku 1098.
  - 11 kwietnia – zabójstwo biskupa Stanisława ze Szczepanowa przez króla Bolesława II Śmiałego.
  - Ucieczka Bolesława II Śmiałego na Węgry związana z zabójstwem biskupa Stanisława oraz buntem możnych przeciw prowadzonej przez niego polityce.
  - Objęcie władzy zwierzchniej przez Władysława I Hermana. Kraków przestał być stolicą państwa na rzecz Płocka.[potrzebny przypis]
- 1085 – Początek budowy kościoła św. Idziego.
- 1088 – Przeniesienie ciała biskupa Stanisława ze Skałki do katedry wawelskiej.
- ok. 1090 – Władysław I Herman rozpoczął budowę drugiej, romańskiej katedry na Wawelu.
- 1102 – Zajęcie Krakowa przez Bolesława III Krzywoustego.
- 1113 – Gall Anonim rozpoczął pisanie pierwszej kroniki polskiej, w której przedstawił dzieje Polski od początku dynastii Piastów po czasy mu współczesne. Kronikę ukończył w 1116 r.
- 1115 – Konsekracja krypty św. Leonarda w katedrze wawelskiej przez biskupa krakowskiego Maura.
- 1123 – Pierwsza historyczna wzmianka o Prądniku Białym, nosił nazwę Prutnic i należał do biskupów krakowskich.
- 1125 – Pierwszy udokumentowany pożar Krakowa.

## Lata 1138–1319 – okresrozbicia dzielnicowego Polski
- 1138:
  - Bolesław III Krzywousty ustanowił, w statucie sukcesyjnym, Kraków stolicą dzielnicy senioralnej i siedzibą księcia zwierzchniego (princepsa). Kraków odzyskał status stolicy Polski.
  - 28 października – śmierć Bolesława III Krzywoustego. Księciem zwierzchnim został Władysław II Wygnaniec.
- 1142 – Konsekracja drugiej katedry wawelskiej (Hermanowskiej) przez biskupa krakowskiego Roberta.
- 1146:
  - Ucieczka do Niemiec Władysława II Wygnańca po klęsce w wojnie z „juniorami”.
  - Władzę w Krakowie przejął Bolesław IV Kędzierzawy, książę mazowiecki.
- 1162:
  - Sprowadzone zostały z Czech do Krakowa siostry zakonu Norbertanek. Jaksa z Kopanicy ufundował dla nich klasztor.
  - Jaksa z Kopanicy, zamożny szlachcic, późniejszy założyciel zakonu bożogrobców, podarował klasztorowi norbertanek łąkę między Zwierzyńcem a Łobzowem – dzisiejsze Błonia.
- 1173, 5 stycznia – zmarł w Krakowie Bolesław IV Kędzierzawy, pierwszy władca z dynastii Piastów pochowany w Krakowie na Wawelu. Księciem zwierzchnim został Mieszko III Stary, książę Wielkopolski.
- 1177 – W Małopolsce wybuchł bunt możnowładztwa przeciwko Mieszkowi III Staremu. Mieszko Stary został wygnany z kraju, a na tron krakowski powołany Kazimierz II Sprawiedliwy, najmłodszy syn Bolesława III Krzywoustego, który łamiąc postanowienia senioratu zalegalizował swe rządy na zjeździe w Łęczycy.
- 1184 – Sprowadzenie do Krakowa ciała św. Floriana.
- 1185 – Rozpoczęcie budowy kościoła św. Floriana. W 1216 roku kościół konsekrowany został przez biskupa krakowskiego i kronikarza Wincentego Kadłubka.
- 1191 – Tymczasowe opanowanie Krakowa przez Mieszka III Starego.
- 1194 – Władzę w Krakowie przejął małoletni Leszek Biały, książę krakowski. W rzeczywistości rządy sprawowała regencja, na której czele stanęła Helena znojemska. Współregentami zostali wojewoda krakowski Mikołaj i biskup krakowski Pełka.
- 1198:
  - Na mocy porozumienia o opiece nad Leszkiem Białym, władzę przejął Mieszko III Stary.
  - Pierwsza pisana wzmianka o wsi Bawół. Wieś ta stała się jednym z zalążków późniejszego miasta Kazimierz.
- 1200, 5 maja – trzęsienie ziemi w Krakowie.
- 1202, 13 lub 14 marca – śmierć Mieszka III Starego w Kaliszu. Objęcie rządów przez jego syna Władysława III Laskonogiego.
- 1202 lub 1206 – Obalenie przez możnych Władysława III Laskonogiego. Powołanie na tron krakowski Leszka Białego.
- 1205 – spłonęła katedra na Wawelu.
- 1208 – Wincenty Kadłubek, autor Kroniki polskiej (Chronica Polonorum), wybrany został na biskupa krakowskiego. Był pierwszym biskupem powołanym na to stanowisko z wyboru kanonicznego.
- 1210, 9 czerwca – Mieszko I Plątonogi objął rządy, po przywróceniu przez papieża Innocentego III zasady senioratu.
- 1212, 11 maja – pierwsza udokumentowana wzmianka o Bieżanowie. Był to rodzinny zapis testamentowy mówiący o rycerzu Radwanie, który swej bratowej zwraca dobra Bieżanowa.
- 1218, 29 września – Iwo Odrowąż, po wyborze przez kapitułę, został zatwierdzony na biskupa krakowskiego przez papieża Honoriusza III.
- 1220:
  - Biskup krakowski Iwo Odrowąż założył, na Prądniku Białym, pierwszy szpital na terenie dzisiejszego Krakowa, prowadzony przez Zakon Kanoników Ducha Świętego, przeniesiony do Krakowa w 1244 r.
  - Poświadczony po raz pierwszy włodarz Krakowa. Oznacza to początki organizacji krakowskiej gminy miejskiej[2].
- 1222:
  - Powstanie w Krakowie zgromadzenia dominikanów. Ten pierwszy polski zakon wziął w posiadanie kościół św. Trójcy (obecny dominikanów), parafia miejska została przeniesiona do kościołów Mariackiego i Wszystkich Świętych.
  - Biskup krakowski Iwo Odrowąż sprowadził cystersów i osadził ich we wsi Mogiła, ufundował również kościół. Powstało tam, istniejące do dziś, opactwo z klasztorem i kościołem.
- 1223:
  - 12 marca – poświęcono kościół Świętej Trójcy w Krakowie.
  - Z inicjatywy biskupa Iwo Odrowąża, powstała pierwsza w mieście szkoła parafialna.
- 1225 – Nieudana próba opanowania Krakowa przez Henryka Brodatego.
- 1227:
  - 24 listopada – zbrodnia gąsawska. Książę Leszek Biały został zamordowany w Gąsawie.
- 1228:
  - Początek walk o Kraków książąt Konrada mazowieckiego, Władysława Laskonogiego i Henryka Brodatego.
  - Z tytułu opieki nad małoletnim Bolesławem V Wstydliwym władzę przejął Władysław Laskonogi. Osłabiony konfliktem w Wielkopolsce, przekazał rządy Henrykowi Brodatemu.
- 1229 – Krótkotrwałe opanowanie Krakowa przez Konrada I mazowieckiego.
- 1230 – Pożar kościoła katedralnego.
- 1237:
  - Książę Henryk Pobożny sprowadził franciszkanów z Pragi.
  - Doprowadzenie do Krakowa w okolice dzisiejszego klasztoru oo. reformatów wody rzeki Rudawa, za pomocą koryta Młynówki Królewskiej.
  - Powstały Górne Młyny Królewskie, przedsiębiorstwo działające w rejonie rozwidlenia dzisiejszych ulic Łobzowskiej i Garbarskiej[3].
- 1238, 19 marca – śmierć Henryka I Brodatego w Krośnie Odrzańskim, władzę przejął jego syn Henryk Pobożny.
- 1239 – Kunegunda (Święta Kinga), córka króla Węgier Beli IV została zaślubiona księciu Bolesławowi Wstydliwemu według kanonicznej formy sponsalia de futuro.
- 1241:
  - 18 marca – I najazd mongolski na Polskę: bitwa z Tatarami pod Chmielnikiem, zakończona klęską rycerstwa krakowskiego i sandomierskiego.
  - 28 marca – Tatarzy zdobyli i ograbili Kraków.
  - 31 marca – spalenie Krakowa. Ocalał jedynie kamienny kościół św. Andrzeja i Wawel. Zginęło około 3 tys. ludzi.
  - 1 kwietnia – połączenie sił tatarskich w rejonie Krakowa. Po połączeniu sił Batu-chan wyruszył na Śląsk.
  - 9 kwietnia – śmierć księcia Henryka Pobożnego w bitwie pod Legnicą.
  - 10 lipca – książę Konrad mazowiecki wkroczył do zniszczonego przez Tatarów Krakowa.
- 1244 – Z Prądnika pod Krakowem do Krakowa, za sprawą biskupa Jana Prandoty, zostali sprowadzeni duchacy (Zakon Kanoników Ducha Świętego)[4].
- 1243, 25 maja – Małopolanie pobili pod Suchodołem upominającego się o Kraków Konrada mazowieckiego. Władzę nad Małopolską objął syn Leszka Białego, Bolesław Wstydliwy.
- 1246 – Ostatni, nieudany najazd na Kraków pod wodzą Konrada mazowieckiego.
- 1249 – Konsekracja kościoła św. Franciszka w Krakowie.
- 1254:
  - Biskup Jan Prandota powitał na Błoniach poselstwo z Asyżu przekazujące bullę kanonizacyjną biskupa Stanisława ze Szczepanowa, zamordowanego w 1079 r. przez króla Bolesława II Śmiałego.
  - maj – Uroczystości kanonizacyjne biskupa Stanisława w Krakowie. Na uroczystości przybyło wielu książąt piastowskich, wśród nich książę krakowski Bolesław Wstydliwy, książę wielkopolski Przemysł I, książę kujawski Kazimierz, książę mazowiecki Siemowit oraz książę opolski Władysław. W związku z kanonizacją katedra wawelska otrzymała szereg przywilejów odpustowych.
- 1257:
  - Przed 1257, a więc przed lokacją – Budowa fundamentów murowanego kościoła Najświętszej Panny Marii, na miejscu przyszłego Rynku.
  - Przed 1257, a więc przed lokacją – Powstanie ul. Grodzkiej, wychodzącej z Rynku nie pod kątem prostym, czyli niezgodnie z zasadami prawa lokacyjnego.
  - Przed 1257, a więc przed lokacją – Powstanie ul. Brackiej, Kanoniczej, Mikołajskiej. Ulice te zachowały krzywizny w celu uniknięcia już istniejących obiektów, czyli niezgodne z zasadami prawa lokacyjnego.
  - Przed 1257, a więc przed lokacją – Powstanie kościołów św. Jana i św. Wojciecha, stojących ukośnie do wszystkich osi, czyli niezgodnie z zasadami prawa lokacyjnego.
  - 5 czerwca – lokacja Krakowa na prawie magdeburskim. Książę sandomierski i krakowski, Bolesław zwany Wstydliwym, ogłosił uroczyście akt lokacji Krakowa, w przytomności matki księcia, Grzymisławy, jego świątobliwej małżonki Kunegundy, duchownych i świeckich dostojników[5].
  - Wytyczenie Rynku krakowskiego.
  - Z inicjatywy Bolesława Wstydliwego sprowadzeni zostali do Polski zakonnicy reguły św. Augustyna – Markowie.
- 1259:
  - 31 stycznia – trzęsienie ziemi w Krakowie o sile szacowanej na 4,8 stopni w skali Richtera.
  - Początek budowy na wzgórzu wawelskim zamku kamiennego.
  - Drugi najazd tatarski, pod wodzą chana Burondy, na Polskę. Kraków został zdobyty, ocalał tylko Wawel. Książę Bolesław V Wstydliwy schronił się przed najeźdźcami na Węgrzech. Walki trwały do 1260 r.
- 1265 – Początek budowy drewnianego grodu na wzgórzu wawelskim.
- 1267 – Zaczęto prowadzić Rocznik kapituły krakowskiej – bezcenne źródło informacji o tym okresie.
- 1270, 17 sierpnia – rozpoczęła się trzydniowa pielgrzymka króla węgierskiego Stefana V do Krakowa.
- 1279, 10 grudnia – w krypcie kościoła franciszkanów w Krakowie pochowano księcia Bolesława V Wstydliwego[6].
- 1282 – Biskup Paweł z Przemiankowa i wojewoda sandomierski Janusz Starży stanęli na czele buntu możnowładztwa przeciw Leszkowi Czarnemu.
- 1285:
  - Drugi bunt możnowładztwa przeciw Leszkowi Czarnemu.
  - Książę Konrad Mazowiecki podczas walk z księciem Leszkiem Czarnym opanował Kraków, nie mogąc jednak zdobyć Wawelu spalił miasto.
  - Z inicjatywy Leszka Czarnego, Kraków zaczęto otaczać fortyfikacjami obronnymi w postaci fos oraz budowli drewniano-ziemnych[7].
- 1287 – Trzeci najazd na Kraków Tatarów pod wodzą Tole Buki i Nogaj-chana. Dzięki wybudowanym fortyfikacjom miasto nie zostało zdobyte. Oblężenie trwało do 1288 r.
- 1288:
  - 30 września – władca Polski książę Leszek Czarny zmarł bezpotomnie w Krakowie.
  - Zajęcie Krakowa przez księcia wrocławskiego Henryka IV Prawego, który był desygnowany przez Leszka Czarnego, jego rządy trwały do 1290 r.
- 1290:
  - Za panowania Przemysława II Kraków na krótko stracił status stolicy, stolicę stanowił ponownie Poznań.
  - Na miejscu drewnianej świątyni, rozpoczęto budowę kościoła Mariackiego. Budowa kościoła zakończona została w roku 1300.
  - Wacław II Czeski, późniejszy król polski, wybrany został przez możnowładztwo na tron krakowski.
  - Władysław Łokietek, na krótko, zajął Kraków.
- 1291 – Kraków zajęty został przez wojska czeskie na okres 15 lat.
- 1294 – Jan Muskata, poplecznik czeskich królów i zagorzały przeciwnik Władysława Łokietka, objął biskupstwo w Krakowie.
- 1296 – Za panowania Wacława II Czeskiego, Kraków stał się ponownie stolicą Polski.
- 1298 – Z inicjatywy Wacława II Czeskiego rozpoczęto budowę murowanych z kamienia fortyfikacji oraz poszerzono miasto ku północy do dzisiejszej Bramy Floriańskiej (wzmiankowane w 1306 r.).
- 1299 – Liczba mieszkańców Krakowa wynosiła około 2.000.
- 1300:
  - Sierpień – koronacja na króla Polskiego, Wacława II Czeskiego w katedrze gnieźnieńskiej. Koronacji dokonał arcybiskup gnieźnieński Jakub Świnka, dotychczasowy przeciwnik rządów czeskich w Polsce.
  - Podjęto prace przy rozbudowie zamku wawelskiego.
  - Pierwsze wzmiankowanie Rynku krakowskiego pod nazwą Ring[8].
- 1304 – Pierwsza wzmianka o Żydach zamieszkujących Kraków i o ulicy Żydowskiej, obecnie ul. św. Anny.
- 1305:
  - 21 czerwca – w Pradze zmarł Wacław II Czeski, objęcie rządów przez jego syna Wacława III Czeskiego (tytularny król polski – niekoronowany).
  - Pożar strawił katedrę wawelską.
- 1306:
  - 8 maja – wybuchł wielki pożar koło kościoła Wszystkich Świętych. Zniszczył on nie tylko okoliczne domy, ale zniszczył również zamek z katedrą.
  - 15 maja – książę Władysław Łokietek zajął Wawel, jednak sam Kraków pozostał wierny Czechom. Dopiero po śmierci króla Wacława III Czeskiego (4 sierpnia 1306 r.) poddał się Łokietkowi.
  - 4 sierpnia – Wacław III Czeski został zamordowany w Ołomuńcu.
  - Zajęcie Krakowa przez Władysława Łokietka, który nadał miastu przywileje podatkowe i handlowe (m.in. prawo składu), oraz potwierdził autonomiczność miasta.
- 1311:
  - Bunt wójta Alberta przeciw Władysławowi Łokietkowi.
  - Połączenie podgrodzia Okół z resztą miasta Krakowa, po rozebraniu murów od strony Wawelu. Stopniowo nowe mury podciągnięto po Wawel tworząc miasto i zamek.
- 1312 – Po stłumieniu buntu niemieckiego mieszczaństwa pod wodzą wójta Alberta, Władysław Łokietek cofnął przywileje nadane Krakowowi w 1306 r. i ograniczył samorząd miejski.
- 1315, 27 czerwca – książę Władysław Łokietek zawarł w Krakowie sojusz z władcami Danii, Szwecji, Norwegii, Meklemburgii, książętami z Rugii i Pomorza Zachodniego skierowany przeciw margrabiemu Brandenburgii Waldemarowi Wielkiemu, który był sojusznikiem króla Czech Jana Luksemburskiego, wroga Łokietka roszczącego sobie pretensje do korony polskiej.

## Lata 1320–1385 – okresZjednoczonego Królestwa Polskiego
- 1320:
  - 20 stycznia – koronacja Władysława Łokietka i jego żony, Jadwigi, w ocalałej po pożarze części katedry wawelskiej. Od tego momentu Kraków stał się miejscem koronacji królów Polski. Koronacja Władysława Łokietka kończy okresu rozbicia dzielnicowego Polski.
  - Z inicjatywy biskupa Nankera rozpoczęta została budowa nowej gotyckiej, trzeciej z kolei, katedry wawelskiej (1 – przedromańska, 2 – romańska, 3 – gotycka). Budowa została zakończona w roku 1364.
- 1322 – Sąd ziemski przysądził kapitule katedralnej wieś Bawół, której grunty weszły później w obręb miasta Kazimierz.
- 1324 – Umowa handlowa z Koszycami.
- 1331 – Władysław Łokietek nadał Krakowowi przywileje wolności od ceł na terenie całego państwa.
- 1333:
  - 2 marca – zmarł Władysław Łokietek. Był pierwszym władcą Polski pochowanym w katedrze na Wawelu, która od tego momentu zaczęła pełnić rolę nekropolii królewskiej.
  - 25 kwietnia – Kazimierz Wielki i jego żona Aldona Anna Giedyminówna zostali koronowani w katedrze na Wawelu.
- 1335 – Król Kazimierz Wielki założył przy Krakowie miasto, któremu nadał własne imię (Kazimierz).
- 1338 – Przywilej królewski Kazimierza Wielkiego dla kupców krakowskich.
- 1340 – Nadanie przez Kazimierza Wielkiego wsi Bawół miastu Kazimierz.
- 1342:
  - Dokument Kazimierza Wielkiego określający zasady sprzedaży sukna w Krakowie. Przywożone sukno mogło być sprzedawane tylko w kramach, później zwanych sukiennicami.
  - Kazimierz Wielki sprowadził z Czech do Krakowa zakon augustianów. Augustianie objęli później kościół św. Katarzyny.
- 1345, 12 lipca – oblężenie Krakowa: pod Kraków podeszły wojska Jana Luksemburczyka, króla czeskiego, ale zostały odrzucone od miasta i pobite.
- 1347 – Dekret Kazimierza Wielkiego zwany „Statutem Żup Krakowskich”, regulujący przemysł górniczy.
- 1348 – Epidemia dżumy (czarnej śmierci), która trwała do 1351 r.
- 1349, 13 grudnia – Kazimierz Wielki nakazał utopić w Wiśle kaznodzieję i wikarego katedry wawelskiej, księdza Marcina Baryczkę. Za ten czyn król został obłożony klątwą przez papieża Klemensa VI.
- 1350 – Papież nakazał Kazimierzowi Wielkiemu, w celu zdjęcia klątwy nałożonej za zabójstwo księdza Baryczki, budowę szeregu kościołów. W tych okolicznościach powstały na Kazimierzu kościoły św. Katarzyny i Bożego Ciała.
- 1352 – Król pożyczył od rajców wielką kwotę 1.600 kop groszy.
- 1353 – Dekret królewski zabraniający korzystania z drogi na Ruś obcym kupcom. Dekret ten stworzył krakowianom monopol na handel.
- 1354 – Dekret królewski zabraniający handlu w Krakowie pomiędzy kupcami nie krakowskimi (tzw. Dekret handlu „gościa gościem”).
- 1355 – Z fundacji Mikołaja Wierzynka (starszego) rozpoczęta została budowa prezbiterium kościoła Mariackiego w Krakowie. Budowa zakończona została w 1365 r.
- 1356:
  - 5 października – Kazimierz Wielki powołał do życia Sąd wyższy prawa niemieckiego na zamku krakowskim.
  - 5 października – Kazimierz Wielki ustanowił Sąd Sześciu Miast, w którym ławnicy z Wieliczki zasiadali na równi z ławnikami z Krakowa, Olkusza, Kazimierza, Sącza i Bochni.
- 1357 – Na terenach podkrakowskiej wsi Łobzów, Kazimierz Wielki wzniósł zamek, przekształcony później przez Stefana Batorego w renesansowy pałac.
- 1358:
  - Przywilej Kazimierza Wielkiego nadany miastu Kraków, regulujący zasady funkcjonowania instytucji miejskich.
  - Kazimierz Wielki zrzekł się na rzecz miasta Krakowa prawa do większości należących do króla obiektów na Rynku krakowskim.
- 1360 – Zaraza i głód w Krakowie.
- 1362 – Książę austriacki Rudolf IV uzgodnił z Kazimierzem Wielkim warunki kontaktów handlowych pomiędzy Krakowem i Wiedniem.
- 1363:
  - 21 maja – w Krakowie odbył się ślub króla Czech i cesarza rzymskiego Karola IV z wnuczką króla Kazimierza Wielkiego, Elżbietą pomorską.
  - Poselstwo polskie w Awinionie przedstawiło papieżowi Urbanowi V prośby króla Kazimierza Wielkiego, a wśród nich postulat założenia w Krakowie uniwersytetu.
- 1364:
  - 28 marca – w obecności króla Kazimierza Wielkiego arcybiskup gnieźnieński Jarosław Bogoria Skotnicki dokonał uroczystej konsekracji katedry wawelskiej, co kończyło rozpoczętą 44 lata wcześniej budowę.
  - 12 maja – Kazimierz Wielki powołał do życia Akademię Krakowską.
  - 22 maja – Kazimierz Wielki nadał prawa miejskie Skawinie.
  - 1 września – papież Urban V wydał bullę powołującą do życia Akademię Krakowską.
  - Wrzesień – zjazd monarchów w Krakowie, na którym miano rozstrzygnąć konflikt pomiędzy Habsburgami i Andegawenami dotyczącego patriarchatu akwilejskiego. W zjeździe udział wzięli: cesarz Karol IV, król Węgier Ludwik Andegaweński, Waldemar Duński, król Cypru Piotr, Rudolf IV książę Austrii, Siemowit III książę mazowiecki, Władysław Opolczyk książę opolski, Bogusław V Pomorski książę słupski oraz książę Bolko Świdnicki. Według legendy monarchów miał podejmować ucztą patrycjusz krakowski Mikołaj Wierzynek (młodszy), bankier króla Kazimierza Wielkiego.
- 1366:
  - Kazimierz Wielki założył przy Krakowie miasto na prawie magdeburskim, któremu nadał nazwę Florencja, pochodzącą od wezwania kościoła parafialnego. W XV w. pierwotną nazwę Florencja wyparła nazwa Kleparz (Clepardia).
  - Siostry Norbertanki zawarły umowę z magistratem Krakowa, zamieniając ziemię dzisiejszych Błoń krakowskich na kamienicę przy ulicy Floriańskiej.
- 1367:
  - Kazimierz Wielki przeprowadził reformę monetarną i wprowadził do obiegu grosz krakowski.
  - Kazimierz Wielki nadał przywileje Żydom małopolskim.
  - Wielki pożar Krakowa.
- 1368:
  - 21 kwietnia – król Kazimierz Wielki wydał Statut żupny.
  - Kazimierz Wielki mianował bankiera żydowskiego Lewko, na żupnika największego zakładu przemysłowego w ówczesnej Europie – Żupy krakowskiej.
- 1370:
  - 5 listopada – król Kazimierz Wielki umarł o wschodzie słońca.
  - 17 listopada – Ludwik Andegaweński został koronowany na Wawelu na króla Polski (Polska Andegawenów).
  - Zaraza morowa.
- 1373 – Władze miejskie Krakowa wydały zarządzenie o obowiązku utrzymywania w czystości ulic przez właścicieli przyległych kamienic.
- 1374 – Rada miejska Krakowa uchwaliła pierwszy porządek ogniowy obowiązujący w mieście.
- 1376 – Pierwsza pisana wzmianka o osadzie Stradom.
- 1378:
  - Ludwik Andegaweński potwierdził przywileje miasta Krakowa w zamian za prawo do sukcesji tronu polskiego.
  - Konsekracja kościoła św. Katarzyny Aleksandryjskiej i św. Małgorzaty przez biskupa krakowskiego Jana.
- 1380:
  - 29 grudnia – zmarła Elżbieta Łokietkówna. Namiestnikami Zjednoczonego Królestwa Polskiego zostali przywódcy stronnictwa prowęgierskiego: krakowski biskup Zawisza z Kurozwęk i czterej wielkorządcy.
  - Początek przebudowy krakowskich Sukiennic, wybudowanych w okresie panowania w Krakowie księcia Bolesława Wstydliwego. Prace zakończono w roku 1400, Sukiennice uzyskały charakter budowli gotyckiej.
- 1382, 10 września – w Trnawie zmarł król Polski i Węgier, Ludwik Andegaweński.
- 1383 – Ukończona została budowa Wieży Ratuszowej w Krakowie.
- 1384, 15 października – Jadwiga została koronowana na króla Polski, na zamku w Krakowie, przez arcybiskupa gnieźnieńskiego Bodzantę.
- 1385 – Przybycie poselstwa wielkiego księcia litewskiego Jagiełły z prośbą o rękę Jadwigi (Unia w Krewie).

## Lata 1386–1453 – okrespanowania pierwszych Jagiellonów
- 1386:
  - 15 lutego – Władysław Jagiełło ze swoim bratem Wiguntem przyjęli chrzest w kościele św. Franciszka z Asyżu w Krakowie.
  - 18 lutego – Jadwiga i Władysław Jagiełło uroczyście zawarli związek małżeński w katedrze na Wawelu.
  - 4 marca – koronacja Władysława Jagiełły na króla Polski przez arcybiskupa gnieźnieńskiego Bodzantę.
- 1387 – Kraków jest poświadczony jako miasto członkowskie Hanzy.
- 1388 – Miasto Kraków zakupiło wieś Grzegorzowice (Grzegórzki), a w roku następnym wieś Dąbie.
- 1389 – Z inicjatywy Kongregacji Kupieckiej, został ustanowiony pierwszy w Krakowie cennik na towary rzemieślnicze.
- 1392 – Rozpoczęcie przebudowy kościoła Wniebowzięcia Maryi Panny (kościoła Mariackiego) z typu halowego na bazylikowy. Przebudowa ukończona została w 1397 r.
- 1393 – Królowa Jadwiga założyła przy katedrze Kolegium Psałterzystów.
- 1394 – Mieszczanin Piotr Gerardorf nabył kamienicę zwaną Lapidea Magna, prawdopodobnie na zlecenie króla. Kamienica ta, uwolniona od długów i zobowiązań wobec żydowskich sąsiadów, stała się zalążkiem i siedzibą Collegium Maius.
- 1395:
  - Władysław Jagiełło i jego żona Jadwiga ufundowali kościół Nawiedzenia Najświętszej Marii Panny z klasztorem Karmelitów Trzewiczkowych na Garbarach.
  - Kulminacja sporu między Krakowem a Lwowem.
- 1397:
  - 11 stycznia – dzięki staraniom Jadwigi Andegaweńskiej, Akademia Krakowska uzyskała zezwolenie papieskie na organizację wydziału teologicznego.
  - Jadwiga Andegaweńska i Władysław Jagiełło sprowadzili do Krakowa zakon Karmelitów.
- 1399:
  - 17 lipca – na skutek komplikacji poporodowych zmarła Jadwiga Andegaweńska, królowa Polski. Na krótko przed śmiercią powiedziała przebywającemu w Krakowie krzyżackiemu komturowi: „Dokąd ja żyję, potrwa pokój, ale kiedy umrę, macie pewną wojnę z Polską”[9].
  - Pierwsza pisemna wzmianka o miejskim wodociągu „rurmusie”, zasilanym wodami rzeki Rudawy.
- 1400:
  - 24 lipca – w Collegium Maius odbyły się pierwsze wykłady akademickie.
  - 26 lipca – Władysław Jagiełło nadał przywilej Akademii Krakowskiej, reaktywując działalność uczelni. Fundusze na uczelnię pochodziły ze sprzedaży klejnotów zmarłej królowej Jadwigi.
- 1402, 29 stycznia – ślub Władysława Jagiełły z Anną Cylejską w katedrze wawelskiej.
- 1403:
  - 25 lutego – koronacja Anny Cylejskiej, drugiej żony Władysława Jagiełły.
  - Trzęsienie ziemi w Krakowie.
- 1405:
  - 26 maja – powstał ogień koło kościółka św. Piotra. Ogarnął on swym działaniem domy przy ulicy Grodzkiej i Kanoniczej oraz kościoły: św. Piotra, św. Marcina, św. Marii Magdaleny, św. Andrzeja i Collegium Juridicum.
  - Władysław Jagiełło sprowadził z Kłodzka zakon Kanoników Regularnych i osadził ich przy kościele Bożego Ciała w podkrakowskim Kazimierzu.
- 1406, 7 grudnia – ścięto oskarżonego o kradzież pieniędzy miejskich Andrzeja Wierzynka, rajcę, potomka znanej i bogatej rodziny kupieckiej Wierzynków.
- 1407 – Podczas rozruchów przeciw Żydom, od ognia rozpalonego przy kościele św. Anny zapaliła się cała zachodnia część miasta.
- 1409:
  - Przybyły z Pragi w roku 1400, Mikołaj Isner, uczony i pedagog, założył w Krakowie bursę dla ubogich studentów z Litwy i Rusi.
  - Delegacja Uniwersytetu Krakowskiego wzięła udział w soborze w Pizie.
- 1410:
  - Władysław Jagiełło opuścił Kraków, udając się na wojnę z zakonem krzyżackim (Bitwa pod Grunwaldem).
  - Kongregacja Kupiecka, składająca się w większości z osadników niemieckich, wsparła finansowo wyprawę króla.
- 1411 – W katedrze wawelskiej zawieszono chorągwie zdobyte podczas wojny z Zakonem Krzyżackim.
- 1414 – Wystąpienie Pawła Włodkowica, rektora Akademii Krakowskiej, na soborze w Konstancji.
- 1417:
  - 19 listopada – koronacja Elżbiety Pileckiej, trzeciej żony Władysława Jagiełły.
  - Decyzja Władysława Jagiełły o rozbudowie Akademii Krakowskiej.
  - Całkowite zaćmienie Słońca widoczne w Krakowie.
- 1418 – Władysław Jagiełło nadał prawo patronatu nad kościołem św. Anny mistrzom Akademii Krakowskiej oraz opatowi mogilskiemu. Od tego moment kościół ten stał się kościołem akademickim.
- 1419 – Wielka powódź w Krakowie, która rozniosła drewno składowane w krakowskim porcie rzecznym.
- 1420 – Powstanie najstarszej udokumentowanej pieczęci Akademii Krakowskiej.
- 1421, 8 kwietnia – w Krakowie został podpisany antykrzyżacki sojusz zaczepno-obronny między Władysławem Jagiełłą a margrabią Brandenburgii, Fryderykiem I.
- 1422:
  - 27 września – Kraków świadkował na akcie pokoju melneńskiego, zawartego z Zakonem Krzyżackim.
  - 4 października – akt fundacyjny Kapituły Krakowskiej, ustanawiający parafię w Bieżanowie. W dokumencie tym jest mowa o budowie kościoła drewnianego i o wyznaczeniu dochodu dla plebana.
  - Władysław Jagiełło zezwolił na budowę fosy wokół Kazimierza.
- 1423 – Biskupem krakowskim został Zbigniew Oleśnicki, znany ze wzmacniania wpływów kościoła na politykę państwa.
- 1424:
  - 12 lutego – koronacja Zofii Holszańskiej, czwartej żony Władysława Jagiełły.
  - 31 października – urodził się syn Władysława Jagiełły, Władysław, zwany później Warneńczykiem.
- 1425 – Chrzest syna Jagiełły, Władysława Warneńczyka w katedrze wawelskiej.
- 1427, 30 listopada – urodził się syn Władysława Jagiełły, Kazimierz, zwany później Jagiellończykiem.
- 1428, 14 lutego – chrzest syna Władysława Jagiełły, Kazimierza Jagiellończyka.
- 1431:
  - Kilkudniowa dysputa przedstawicieli środowiska uniwersyteckiego z husytami na zamku wawelskim.
  - Zmarł Stanisław ze Skalbmierza, pierwszy rektor odnowionej w 1400 roku Akademii Krakowskiej, prawnik, kanonik kapituły katedralnej na Wawelu.
- 1432:
  - Władysław Jagiełło nadał przywilej zezwalający Radzie Miejskiej Krakowa ustanowić trzy jarmarki, w maju, w czerwcu i wrześniu.
  - Ukończona została budowa fosy wokół Kazimierza.
- 1433:
  - 9 stycznia – Władysław Jagiełło ogłosił w Krakowie tzw. drugi wielki przywilej dla szlachty.
  - Wykłady humanistyczne Grzegorza z Sanoka w Akademii Krakowskiej.
- 1434:
  - 1 czerwca – w Gródku Jagiellońskim zmarł Władysław Jagiełło.
  - czerwiec – uroczystości pogrzebowe króla Władysława Jagiełły. Król został pochowany na Wawelu.
  - 25 lipca – koronacja Władysława III Warneńczyka na króla Polski, przez arcybiskupa gnieźnieńskiego i prymasa Polski Wojciecha Jastrzębca.
- 1435:
  - Król Władysław III Warneńczyk zatwierdził Krakowowi zwolnienia podatkowe z lat 1428 i 1431.
  - Zmarł Paweł Włodkowic, rektor Akademii Krakowskiej.
- 1438 – Przyjazd do Krakowa poselstwa czeskiego z wiadomością o elekcji nieletniego Kazimierza IV Jagiellończyka na tron czeski.
- 1439 – Spłonęły ulice św. Anny, Szewska, Szczepańska i św. Mikołaja w Krakowie.
- 1440 – Poselstwo węgierskie powołało uroczyście Władysława III Warneńczyka na króla Węgier.
- 1443, 5 czerwca – trzęsienie ziemi w Krakowie. W jego wyniku zawaliło się m.in. sklepienie kościoła św. Katarzyny[potrzebny przypis] i kościoła Mariackiego[10].
- 1444, 10 listopada – śmierć Władysława III Warneńczyka w bitwie pod Warną nad Morzem Czarnym.
- 1447:
  - 25 czerwca – po trzyletnim bezkrólewiu, odbyła się koronacja Kazimierza IV Jagiellończyka na króla Polski, dokonana przez arcybiskupa gnieźnieńskiego i prymasa Polski Wincentego Kota.
  - Jan z Ludziska, profesor katedry wymowy Akademii Krakowskiej (był oficjalnym mówcą uniwersyteckim), wygłosił mowę w obronie chłopów.
- 1448 – Marcin Król z Żurawicy ufundował na Uniwersytecie krakowskim pierwszą katedrę astrologii.
- 1449 – Działał Jędrzej Gałka, zwolennik poglądów Jana Husa, autor Pieśni o Wiklefie i traktatów łacińskich.
- 1451 – Wybuch epidemii w Krakowie.
- 1452 – Wielka epidemia w Krakowie.
- 1453 – Kazania Jana Kapistrana, franciszkanina, włoskiego kaznodziei, wzywające do walki z innowiercami.

## Lata 1454–1795 – okresI Rzeczypospolitej
- 1454:
  - 10 lutego – koronacja Elżbiety Rakuszanki, żony Kazimierza IV Jagiellończyka.
  - 6 marca – ogłoszenie przez króla Kazimierza IV Jagiellończyka aktu inkorporacji Prus. Początek wojny trzynastoletniej.
  - Kazimierz Jagiellończyk wydał przywilej cerekwicki i statuty nieszawskie
  - Pożar w Krakowie.
- 1455 – Wielki pożar w Krakowie.
- 1456 – Zbigniew Oleśnicki ufundował bursę Jeruzalem.
- 1457:
  - 21 września – urodziła się Jadwiga Jagiellonka, królewna polska i księżniczka litewska, księżna bawarska.
  - Kazimierz Jagiellończyk zabronił kupcom polskim i ruskim omijania Krakowa, a kupcom norymberskim i innym obcym handlowania w Krakowie poza jarmarkami.
- 1461, 16 lipca – starosta rabsztyński Andrzej Tęczyński został zlinczowany przez tłum krakowskich mieszczan w odwecie za pobicie miejscowego płatnerza.
- 1462, 27 kwietnia – wybuchł pożar w klasztorze OO. Dominikanów, od którego zapaliły się domy przy ulicy Grodzkiej, Brackiej, Gołębiej, Poselskiej i św. Anny, a także kościół i klasztor OO. Franciszkanów oraz pałac biskupi.
- 1464 – Wobec przygotowywanej krucjaty przeciw Turkom, doszło do wystąpień antyżydowskich.
- 1465, 7 kwietnia – spalił się Stradom z kościołem i szpitalem św. Jadwigi.
- 1466 – Zaraza morowa w Krakowie.
- 1467:
  - Kazimierz Jagiellończyk ustanowił Jana Długosza wychowawcą swoich synów.
  - Ponowna zaraza w Krakowie. Król Kazimierz Jagiellończyk z królową udali się na Litwę, dzieci królewskie przebywały w klasztorze tynieckim.
  - Powstał tryptyk Trójcy Świętej w katedrze wawelskiej.
- 1469 – Jan Thurzo założył hutę miedzi i srebra w podkrakowskiej Mogile.
- 1470:
  - Wybuch epidemii w Krakowie.
  - Początek odbudowy części Collegium Maius po pożarze oraz rozbudowy budynków uniwersyteckich. Prace trwały do 1491 r.
- 1472 – Wybuch epidemii w Krakowie.
- 1473:
  - Jan Długosz nabył dom, w którym powstała nowa Bursa Kanonistów.
  - Ukazał się pierwszy druk wykonany przez Kaspra Straube „Almanach na rok 1474”.
  - Śmierć Jana z Kęt[11].
  - Pożar w Krakowie.
- 1475:
  - 31 marca – spaliła się cała dzielnica koło Nowej Bramy i Bramy Mikołajskiej, spłonęło ponad 100 domów.
  - Rada Miejska wykupiła wójtostwo krakowskie, pozostające dotąd – jako dziedziczne – w rękach prywatnych.
  - Wydrukowano pierwszą na ziemiach polskich książkę Explanatio in psalterium.
  - Szczytowy okres rozwoju Akademii Krakowskiej, trwający do 1525, zwłaszcza dla katedry matematyki i astronomii.
- 1476 – Pożar kościoła św. Franciszka w Krakowie.
- 1477:
  - Przybył z Norymbergi Wit Stwosz (Veit Stoss).
  - 25 maja – Wit Stwosz, we współpracy z rzemieślnikami krakowskimi, rozpoczął pracę nad Ołtarzem Mariackim w Krakowie. Prace trwały do 1489 r.
  - Burmistrzem Krakowa został Jan Thurzo – kupiec, przedsiębiorca i patrycjusz z węgierskiego rodu von Bethlemhalva (z Betlanovców).
- 1480:
  - Polski historyk Jan Długosz, Filip Kallimach – włoski humanista i pisarz piszący w języku łacińskim, Konrad Celtis – niemiecki humanista, założyli Sodalitas Litterarum Vistulana (Nadwiślańskie Towarzystwo Literackie), pierwsze w Polsce towarzystwo literackie.
  - Wybuch epidemii.
- 1482:
  - Wybuch epidemii.
  - 18 lipca – zmarł Szymon z Lipnicy, który w czasie epidemii pomagał dotkniętym chorobą. W wyniku tego wkrótce sam zachorował i zmarł[12].
- 1483 – Szwajpolt Fiol założył drukarnię, w której po raz pierwszy na świecie drukowano cyrylicą (były to księgi liturgiczne w języku cerkiewnosłowiańskim).
- 1485 – Gmina żydowska wyrzekła się uprawiania handlu i pośrednictwa w Krakowie, z wyjątkiem sprzedaży rzeczy zastawionych.
- 1489 – Adam z Bochynia, lekarz, humanista, profesor Akademii Krakowskiej, opublikował pracę przyrodniczą i medyczną Fundamentum scienciae nobilissimae secretorum naturae.
- 1491:
  - W Krakowie rozpoczął studia Mikołaj Kopernik.
  - Na zebraniu doktorów i magistrów uchwalono, że studenci mają mieszkać w bursach, a nie w kwaterach mieszczan.
  - We wsi Prądnik Czerwony wybudowano pierwszy młyn papierniczy na terenie Polski.
- 1492:
  - 7 czerwca – w Grodnie zmarł Kazimierz Jagiellończyk.
  - Pogrzeb Kazimierza Jagiellończyka na Wawelu.
  - 23 września – koronacja Jana Olbrachta na króla Polski, którą poprowadził arcybiskup gnieźnieński i prymas Polski Zbigniew Oleśnicki.
  - Ponowny pożar budynku Collegium Maius.
- 1493:
  - Hartmann Schedler wydał w Norymberdze Chronicon mundi (Kroniki świata) z widokami miast europejskich, między innymi pierwszym najstarszym znanym widokiem miasta Krakowa.
  - Król Jan Olbracht potwierdził prawa miejskie Krakowa.
  - Zmarł Marcin Bylica, astronom, astrolog i lekarz.
- 1494:
  - Czerwiec – ogień ogarnął północną część miasta od Nowej Bramy do ulicy Szewskiej, ogień strawił 8 ulic.
  - W murze Collegium Maius odkryto skarb: monety, pierścienie i inne kosztowności.
  - Dekretem króla Jana I Olbrachta Żydzi zamieszkujący rejon placu Szczepańskiego w Krakowie zostali przesiedleni do wschodniej części miasta Kazimierz.
- 1495:
  - Mikołaj Kopernik ukończył studia na Uniwersytecie Krakowskim.
  - Zmarł Wojciech Brudzewski, astronom, filozof, matematyk, profesor Akademii Krakowskiej. Jego uczniem był prawdopodobnie Mikołaj Kopernik.
  - Pogrom Żydów, jakiego dopuścili się zebrani w Krakowie uczestnicy krucjaty antytureckiej, spowodował usuwanie się ludności żydowskiej do Kazimierza.
  - Pierwszy przypadek choroby wenerycznej.
- 1496 – Wybuch epidemii.
- 1497:
  - Wybuch epidemii.
  - Na kopcu Krakusa odbyły się tajemne obrzędy zaduszek wiosennych, z ucztą pogrzebową i paleniem ogni. Praktyki te krytykowane były w Kazaniach trzemieśniańskich Michała z Żarnowca.
- 1498 – Na przedpolu Bramy Floriańskiej wzniesiony został barbakan – najpotężniejsze umocnienie Krakowa.
- 1499:
  - 6 maja – w Krakowie została zawarta unia krakowsko-wileńska.
  - Liczba mieszkańców Krakowa wynosiła około 10.000.
  - Pożar zamku wawelskiego.
  - W Krakowie sejm.
- 1500 – Początek przebudowy zamku wawelskiego w stylu renesansowym zamku, po ogromnych zniszczeniach spowodowanych pożarem.
- 1501:
  - Przybył do Krakowa Franciszek Florentczyk, sprowadzony do przebudowy zamku wawelskiego.
  - 17 czerwca – w Toruniu zmarł Jan I Olbracht.
  - Pogrzeb w katedrze wawelskiej Jana I Olbrachta.
  - 12 grudnia – koronacja Aleksandra Jagiellończyka na Wawelu przez arcybiskupa gnieźnieńskiego i prymasa Polski kardynała Fryderyka Jagiellończyka.
- 1503:
  - Kasper Hochfeder założył pierwszą stałą drukarnię.
  - Ukazał się najstarszy krakowski druk Kaspra Hochfedera.
- 1504 – Spłonął Kazimierz.
- 1505:
  - 30 sierpnia – zmarła polska królowa Elżbieta Rakuszanka, przez 38 lat żona króla Kazimierza IV Jagiellończyka w szczęśliwym i dobranym małżeństwie; była nazywana „matką królów”, spośród jej potomstwa czterej synowie: Władysław, Jan, Aleksander i Zygmunt zostali królami, Fryderyk – biskupem i kardynałem, a Kazimierz – ogłoszony świętym; córki zaś wydano za mąż na dworach zachodniej Europy, dzięki czemu Jagiellonowie spokrewnili się z wieloma królewskimi rodami.
  - Piorun uderzył w wieżę zamku wawelskiego zwaną Lubranką.
  - Powstał Kodeks Baltazara Behema.
  - Wybuch epidemii w Krakowie. Epidemia powtarzała się co roku, aż do 1508 r.
  - Utworzenie instytucji lekarza miejskiego w Krakowie.
- 1506:
  - 27 stycznia – drukarnia Jana Hallera wydrukowała Statut Łaskiego, zawierający m.in. tekst Bogurodzicy. Status został rozesłany do wszystkich sądów polskich, stał się fundamentalnym źródłem prawa aż do rozbiorów.
  - 19 sierpnia – w Wilnie zmarł Aleksander Jagiellończyk.
- 1507:
  - 24 stycznia – koronacja Zygmunta I Starego przez arcybiskupa gnieźnieńskiego i prymasa Polski Andrzeja Boryszewskiego.
  - 11 lutego – zmarł w Krakowie Jan z Głogowa, astronom, matematyk i filozof scholastyczny, przedstawiciel przyrodoznawczego nurtu albertyzmu.
  - Zostało opublikowane dzieło filozoficzne Adama z Bochynia, w którym jako niekonwencjonalny myśliciel wysunął hipotezę nieśmiertelności ludzkości jako gatunku.
- 1509 – Ogień strawił Stradom z 3 kościołami.
- 1510, 25 lipca – drukarz pochodzący z Bawarii Florian Ungler założył drukarnię.
- 1512:
  - 8 lutego – koronacja Barbary Zápolya, pierwszej żony Zygmunta I Starego.
  - Wybuch epidemii.
- 1513 – Drukarnia Floriana Unglera wydrukowała pierwszą książkę w języku polskim Raj duszny, autorstwa Biernata z Lublina.
- 1514 – Triumfalny wjazd do miasta, kniazia, hetmana wielkiego litewskiego, Konstantego Ostrogskiego po zwycięstwie nad Moskwą.
- 1515:
  - Na zamku wawelskim rozpoczął obrady sejm walny.
  - Wybuch zarazy.
- 1517:
  - Powstała drukarnia Hieronima Wietora.
  - Na Rynku odbył się turniej rycerski, w obecności króla Zygmunta Starego i posła cesarskiego, po którym przyjmowano monarchę na ratuszu.
  - Wybuch epidemii.
- 1518:
  - 18 kwietnia – koronacja księżniczki mediolańskiej Bony Sforzy, na królową Polski i jej zaślubiny z Zygmuntem I Starym w katedrze wawelskiej.
  - Król Zygmunt Stary zezwolił zamieszkać w Polsce emigrantom żydowskim wygnanym z miast czeskich i morawskich. Osiedlali się oni licznie w Kazimierzu.
- 1519 – Wybuch epidemii.
- 1520 – W Akademii Krakowskiej odbył się pierwszy wykład z języka greckiego.
- 1521:
  - 9 lipca – na wieży katedralnej zawieszono dzwon Zygmunt. Według legendy, dzwon ten został odlany z dział zdobytych w bitwie pod Orszą. Głos tego dzwonu towarzyszy odtąd doniosłym wydarzeniom.
  - 13 lipca – Krakowianie po raz pierwszy usłyszeli głos dzwonu Zygmunt.
  - Powstała instytucja kontrolna złożona z 32 mężów, a od 1548 z 40 osób, mająca za zadanie łagodzenia konfliktów między patrycjatem a pospólstwem Krakowa.
- 1522 – w Krakowie odbył się pierwszy proces przeciw luteranom.
- 1523:
  - 8 września – zmarł Maciej Miechowita, wielokrotny rektor Akademii Krakowskiej, lekarz, historyk, geograf.
  - Wybuch epidemii w Krakowie.
- 1525:
  - 8 kwietnia – Zygmunt I Stary i Albrecht Hohenzollern podpisali Traktat krakowski, na mocy którego 2 dni później odbył się hołd pruski.
  - 10 kwietnia – koniec wojny z zakonem krzyżackim, książę pruski Albrecht Hohenzollern złożył na Rynku krakowskim hołd lenny królowi Zygmuntowi Staremu.
  - Pierwsze przejawy działalności reformatorskiej wśród rzemieślników Krakowa.
  - Wybuch epidemii w Krakowie.
- 1526 – Dwukrotna epidemia w Krakowie.
- 1528:
  - 27 kwietnia – pożar, który powstał koło Gródka, zniszczył całą północną część miasta z kościołami: św. Krzyża, św. Ducha, św. Marka, a za murami miejskimi kościół św. Mikołaja, św. Krzyża na Kleparzu i św. Filipa.
  - 18 maja – spalił się klasztor na Zwierzyńcu, skąd ogień przerzucił się na Kazimierz, gdzie obrócił w popiół ratusz oraz południową i wschodnią część miasta.
  - Na uniwersytecie odbyły się pierwsze wykłady z prawa rzymskiego i języka hebrajskiego, do tej pory wykładano tylko prawo kanoniczne.
- 1530:
  - 20 lutego – Arcybiskup gnieźnieński i prymas Polski Jan Łaski koronował dziesięcioletniego Zygmunta Augusta, vivente rege, na króla Polski w katedrze wawelskiej.
  - Zmarł Jan ze Stobnicy, astronom i geograf, autor globusa z zaznaczoną Ameryką.
  - Powstała pierwsza w Europie Środkowej żydowska drukarnia Heliczów. Drukowano w niej książki po hebrajsku i w jidysz.
- 1533:
  - 8 czerwca – poświęcono kaplicę Zygmuntowską na Wawelu. Kaplica Zygmuntowska została ukończona według projektu Bartłomieja Berrecciego.
- 1534:
  - Zakaz królewski studiowania w niektórych miastach niemieckich objętych luteranizmem.
  - Drukarnia Heliczów wydrukowała przetłumaczony na jidysz, Nowy Testament.
  - Katastrofalny wylew Wisły w Krakowie.
  - 9 listopada – zmarł Michał Wrocławczyk, profesor Akademii Krakowskiej, filozof, astronom i matematyk. Jego wykładów słuchał prawdopodobnie Mikołaj Kopernik.
- 1535:
  - 18 października – uległ pożarowi świeżo zbudowany pałac królewski na Wawelu.
  - Zygmunt I Stary nadał szlachectwo wszystkim profesorom i doktorom Akademii Krakowskiej, którzy przez 20 lat prowadzili zajęcia.
  - Kościół św. Anny podniesiony został do godności kolegiaty.
  - Just Ludwik Decjusz wybudował renesansowy pałacyk znajdujący się na terenie Woli Justowskiej, zwany Willą Decjusza.
  - Powstał park Decjusza.
- 1536:
  - Zmarł Marcin Biem z Olkusza, profesor Akademii Krakowskiej, astronom i matematyk, reformator kalendarza.
  - Na uniwersytecie został zreformowany wydział filozoficzny, filozofia chrześcijańska, a właściwie katolicka, stała się podstawą wykładów.
  - Pożar zamku królewskiego na Wawelu, ogień ogarnął górne piętro i dachy pałacu.
- 1537:
  - Ponowny pożar zamku królewskiego na Wawelu.
  - Zmarł Bartolommeo Berrecci, królewski architekt i rzeźbiarz, autor projektu kaplicy Zygmuntowskiej na Wawelu.
- 1539:
  - 19 kwietnia – na Małym Rynku została spalona na stosie pod zarzutem apostazji 79-letnia Katarzyna Weiglowa.
  - Pożar Kleparza.
- 1540 – Zygmunt Stary ufundował kapelę Rorantystów.
- 1541 – Zmarł Stanisław Samostrzelnik, malarz epoki renesansu, autor wielu malowideł ściennych, cysters.
- 1542 – Do Kazimierza napłynęła kolejna po 1518 fala wypędzonych z Pragi emigrantów żydowskich.
- 1543:
  - 6 maja – koronacja Elżbiety Habsburżanki, pierwszej żony Zygmunta II Augusta.
  - Wybuch epidemii w Krakowie.
  - W Krakowie wydane zostały dzieła: Mikołaja Reja – Krótka rozprawa między trzema osobami: Panem, Wójtem i Plebanem, Stanisława Orzechowskiego – Fidelis subditus, Andrzeja Frycza Modrzewskiego – O karze mężobójstwa.
- 1546 – Andrzej Trzecieski, jeden z tłumaczy Biblii brzeskiej, założył kółko różnowiercze.
- 1547 – Na Prądniku Białym biskup krakowski Samuel Maciejowski zbudował pałac stanowiący letnią rezydencje biskupów krakowskich.
- 1548:
  - 1 kwietnia – w Krakowie zmarł Zygmunt I Stary.
  - Na Wawelu odbył się pogrzeb króla Zygmunta Starego, królem Polski został Zygmunt II August, ostatni król z dynastii Jagiellonów.
  - Zygmunt August zakupił pierwsze z flamandzkich arrasów. Królewska kolekcja gobelinów tworzona była do roku 1553.
- 1549:
  - Rozruchy studenckie spowodowane śmiercią jednego ze scholarów, spory między scholarami a strażą miejską i demonstracyjne wyjście żaków z Krakowa[13].
  - Wykonano karę śmierci na dziewczynie lekkich obyczajów, która zabiła matkę. Najpierw była „kleszczami targana”, potem zaś zaszyto ją w worku razem z psem i kotem i utopiono.
  - Pożar części zamku królewskiego na Wawelu, tym razem strony południowej. Akcją gaszenia pożaru kierował osobiście król Zygmunt II August.
- 1550:
  - 7 grudnia – koronacja Barbary Radziwiłłówny, drugiej żony Zygmunta II Augusta.
  - Włoch Franciszek Stankar, wykładowca języka hebrajskiego w Akademii Krakowskiej, został aresztowany i osadzony w więzieniu na zamku Lipowieckim za szerzenie poglądów heretyckich.
- 1551:
  - 8 maja – zmarła królowa Polski Barbara Radziwiłłówna.
  - Według tradycji mistrz czarnoksięstwa Twardowski wywołał na zamku wawelskim ducha zmarłej królowej Barbary Radziwiłłówny i ukazał go królowi.
  - W Krakowie ukazało się dzieło Andrzeja Frycza Modrzewskiego De Republica emendanda (O poprawie Rzeczypospolitej) oraz Kronika wszystkiego świata Marcina Bielskiego.
  - Konrad Krupka został pozwany przed sąd przez biskupa Andrzeja Zebrzydowskiego. Pozwany został oskarżony o organizowanie nabożeństw, podawanie komunii pod dwoma postaciami i demoralizowanie otoczenia.
  - Zaraza w miastach Kraków i Kazimierz. Epidemia trwała do 1552 r.
- 1552:
  - Pierwsze w Krakowie jawne nabożeństwo ewangelickie, zorganizowane przez syna Justa Decjusza w willi ojca na Woli Justowskiej.
  - Rozpoczął swą działalność w Krakowie Grzegorz Paweł z Brzezin, pisarz i teolog braci polskich, jeden z głównych twórców i propagatorów radykalnego nurtu braci polskich. Działał w mieście do roku 1561.
  - Wykładowca Akademii Krakowskiej Franciszek Stankar, po ucieczce z więzienia, wydał dzieło o reformie kościoła w Polsce.
- 1553:
  - 30 lipca – koronacja Katarzyny Habsburżanki, trzeciej żony Zygmunta II Augusta.
  - Powiększenie obszaru miasta żydowskiego na Kazimierzu, o tereny odkupione od chrześcijan.
  - Na Kazimierzu powstał najstarszy i istniejący do dziś w Krakowie cmentarz żydowski Remuh.
- 1554 – Szczyt produkcji materiałów budowlanych w cegielniach miejskich Krakowa wyprodukowano 383.000 cegieł, 11.500 dachówki okrągłej, 9.000 dachówki szerokiej oraz 59.000 płyt posadzkowych.
- 1555:
  - Powstał pierwszy zbór ewangelicki.
  - Od ognia zaprószonego w jatkach garbarskich zajęły się Sukiennice. Pożar zniszczył znaczną część budynku.
- 1556:
  - 3 maja – spłonął szpital św. Jadwigi i kościół św. Agnieszki na Stradomiu, ogień zdołał przedostać się przez Wisłę, gdzie zrujnował kościół św. Katarzyny i św. Jakuba.
  - Pożar części zamku królewskiego i wieży ratuszowej w Krakowie.
  - Odbudowa spalonych Sukiennic w Krakowie przez Jana Marię Padovano.
  - Jerzy Izrael minister braci czeskich wizytował miasto Kraków.
- 1557:
  - 19 października – rozruchy na pogrzebie innowierczyni Filipowskiej i kontrdemonstracja różnowiercza w Krakowie.
  - Pożar części miasta żydowskiego Kazimierz wraz z drewnianą wówczas synagogą Remuh.
  - Jan Łaski, ksiądz katolicki, biskup wesprymski, następnie pastor i teolog protestancki, polski działacz reformacji, humanista i dyplomata, nauczał w kamienicy Jana Bonera w Krakowie.
- 1558:
  - 18 października – powstała Poczta Polska. Król nadał przywilej na organizację pierwszej na ziemiach polskich poczty, łączącej Kraków z Wenecją. Organizatorem był Włoch Prosper Prowana, a od 1569 przywilej królewski został przeniesiony na Waleriana Montelupiego.
  - Początek prac budowlanych na Kazimierzu przy nowej, murowanej synagodze Remuh, stawianej w miejscu spalonej drewnianej synagogi.
- 1559:
  - czerwiec – król Zygmunt II August na zawsze opuścił Kraków. Za jego panowania rezydencjalny charakter Krakowa zaczął wyraźnie zanikać.
  - Andrzej Patrycy Nidecki skorzystał z gościny Piotra Myszkowskiego, chroniąc się w okresie szalejącej w mieście zarazy w jego rezydencji w Bieżanowie.
- 1561 – W Krakowie odbył się synod, na którym doszło do ostrej dyskusji pomiędzy zwolennikami kalwinizmu i braci polskich.
- 1562 – W Krakowie zmarł Jan Boner, patron kalwinów.
- 1564:
  - Powstała szkoła kalwińska.
  - Zmarł Mikołaj z Szadka Prokopowicz, profesor astrologii, kustosz biblioteki uniwersyteckiej, autor oficjalnych kalendarzy w języku polskim, z których jeden został wydrukowany przez Hieronima Wietora w 1528.
- 1565:
  - Zygmunt II August podarował Bractwu Kurkowemu, słynnego srebrnego kura.
  - Rozłam zboru małopolskiego na większy, czyli kalwiński, i mniejszy, braci polskich.
- 1566:
  - Na terenie Rynku znajdowały się 342 kramy. Handlowe życie Rynku i obyczaje przekupniów opisał Mikołaj Rej w Zwierciadle.
  - Maciej Wirzbięta wydrukował dzieło Dworzanin polski, autorstwa Łukasza Górnickiego.
- 1568 – W drukarni Macieja Wirzbięty wykonano z pięknymi drzeworytami Zwierciadło Mikołaja Reja.
- 1569 – Zygmunt II August wyraził zgodę na budowę szkoły i szpitala dla wyznawców protestantyzmu w Krakowie. Powstał również cmentarz różnowierczy (Borg).
- 1571:
  - Otwarcie stałego zboru ewangelickiego, zwanego Brogiem, przy obecnej ulicy Szpitalnej w Krakowie.
  - Klęska głodu.
- 1572, 7 lipca – w Knyszynie zmarł Zygmunt II August.
- 1574:
  - Pogrzeb na Wawelu ostatniego władcy z dynastii Jagiellonów, Zygmunta II Augusta.
  - 18 lutego – uroczysty wjazd króla Henryka Walezego, wybranego na elekcji w Warszawie.
  - 21 lutego – koronacja Henryka Walezego na Wawelu.
  - 18/19 czerwca – Henryk Walezy, w nocy, potajemnie, w przebraniu, opuścił Wawel i udał się pospiesznie w kierunku granicy, by objąć wakujący po śmierci swojego brata Karola tron francuski.
  - 10 października – wielki tumult na tle religijnym i pierwsze zburzenie zboru ewangelickiego (zbór został odbudowany). Początki kontrreformacji w Krakowie.
  - 26 października – przed krakowskim ratuszem ścięto pięciu uczestników tumultu z 10 października.
- 1575, 24 czerwca – tzw. „tumult cmentarny” w Krakowie – zajścia na tle religijnym, w trakcie których wykopane zostały zwłoki ewangelika Stanisława Myszkowskiego, wojewody krakowskiego, oraz innych osób. Wykopane zwłoki włóczone były przez uczestników zajść po mieście i stawiane pod murem nogami do góry.
- 1576:
  - Do Krakowa przybyła Anna Jagiellonka, aby tu oczekiwać na ślub ze Stefanem Batorym.
  - 1 maja – koronacja Stefana Batorego i Anny Jagiellonki.
- 1577:
  - Sprofanowanie nagrobków na cmentarzu innowierczym.
  - Przy utrzymującym się konflikcie religijnym, król ostro monituje o utrzymanie porządku.
- 1579 – Przybycie pierwszych jezuitów – dwaj Włosi założyli placówkę misyjną. Zatrzymali się przy parafii św. Szczepana.
- 1584, 26 maja – na dziedzińcu zamku wawelskiego został ścięty hetman kozacki Samuel Zborowski, którego wcześniej skazano na wygnanie za morderstwo kasztelana przemyskiego Andrzeja Wapowskiego; Zborowski nie respektując wyroku, wrócił do kraju, gdzie jako banita został pojmany i stracony.
- 1586 – Powstała pierwsza świecka szkoła średnia Kolegium Nowodworskiego[14].
- 1587:
  - 14 października-29 listopada – oblężenie Krakowa przez wojska arcyksięcia austriackiego Maksymiliana Habsburga, w związku z jego pretensjami do korony polskiej.
  - Udział młodzieży akademickiej w obronie miasta przed wojskami Maksymiliana.
  - 24 listopada – generalny szturm na Kraków wojsk arcyksięcia Maksymiliana Habsburga. Atak wojsk arcyksięcia został odparty.
  - 29 listopada:
    - wojska arcyksięcia Maksymiliana Habsburga zostały pobite i odrzucone od murów miejskich Krakowa.
    - podczas oblężenia Krakowa przez arcyksięcia Maksymiliana Habsburga pastwą płomieni padły przedmieścia: Kleparz, Garbary i Smoleńsk aż po Groble.

  - Uroczysty wjazd króla elekta Zygmunta III Wazy.
  - 27 grudnia – koronacja Zygmunta III Wazy na króla Polski.
  - Przysięga wierności królowi złożona przez mieszczan na Rynku.
  - Rozruchy antyprotestanckie, napaść i podpalenie zboru protestanckiego.
- 1588:
  - 23 maja – w krypcie katedry wawelskiej odbył się pogrzeb króla Stefana Batorego.
  - Jan Zamoyski wyruszył z Krakowa na ostateczną rozprawę z arcyksięciem Maksymilianem (Bitwa pod Byczyną).
  - Przy Akademii Krakowskiej postanowiono powołać do życia tzw. szkoły prywatne.
  - Wybuch epidemii.
- 1589 – Pożar kramów w Rynku i spłonął cały Kleparz.
- 1591:
  - Kulminacja działań kontrreformatorskich w Krakowie.
  - Ponowne rozruchy antyprotestanckie, zakończone spaleniem borgu ewangelickiego i zniszczeniem cmentarza.
  - Zbór ewangelicki przeniesiono do Aleksandrowic.
  - Wybuch epidemii i pożar na Stradomiu.
- 1592:
  - 31 maja – w Krakowie odbył się ślub Zygmunt III Waza i Anny Habsburżanki oraz jej koronacja na królową Polski.
  - Wybuch epidemii i dwukrotny pożar na Rynku.
- 1593 – Dwukrotna powódź.
- 1594:
  - 29 stycznia – pożar ogarnął część Zamku Królewskiego na Wawelu od „Kurzej Stopy” ku kościołowi.
  - 9 czerwca – doszczętnie został zniszczony przez pożar Zamek Królewski na Wawelu.
  - Uroczysty wjazd Zygmunta III Wazy, wracającego ze Szwecji po koronacji na króla szwedzkiego.
- 1595:
  - Powstał plan budowy kościoła św. św. Piotra i Pawła, prawdopodobnie autorstwa Giovanniego de Rossie.
  - Wybuchł pożar, w którym spłonęła północno-wschodnia część Zamku Królewskiego na Wawelu.
- 1596:
  - 12 listopada – w Krakowie odbył się pogrzeb królowej Polski Anny Jagiellonki.
  - Zygmunt III Waza wyjechał na sejm do Warszawy. Historycy warszawscy uznali to za datę „przeniesienia stolicy do Warszawy”.
- 1597:
  - Poświęcenie kamienia węgielnego pod jezuicki kościół św. św. Piotra i Pawła. Budowę rozpoczął Józef Brizio.
  - Pożar na Kazimierzu.
- 1598 – Dwukrotny wylew Wisły.
- 1599:
  - Wybuch epidemii.
  - Liczba mieszkańców Krakowa wynosiła około 30.000.
- 1601 – Wybuch epidemii.
- 1603:
  - Rozpoczął obrady ostatni zwołany do Krakowa sejm zwyczajny.
  - Marszałek wielki koronny Mikołaj z Podhajec Wolski sprowadził zakon kamedułów.
  - Ukazał się pierwszy drukowany przewodnik po krakowskich kościołach: Przewodnik albo kościołów krakowskich krótkie opisanie.
  - Wydanie pierwszego indeksu ksiąg zakazanych przez biskupa Bernarda Maciejowskiego.
- 1604:
  - Do Krakowa przybył Dymitr Samozwaniec, podający się za syna Iwana IV Groźnego, pretendenta do tronu moskiewskiego. Był to powód do interwencji militarnej. W wyniku tego polskie wojska zdobyły Moskwę.
  - Pożar Kazimierza.
  - Początek budowy klasztoru Kamedułów i kościoła Wniebowzięcia Najświętszej Maryi Panny. Prace trwały do 1630 r.
- 1605:
  - Giovanni Trevano rozpoczął ostatnią fazę budowy kościoła św. św. Piotra i Pawła, nadającą ostateczny kształt. Był to pierwszy barokowy kościół w Krakowie. Budowę rozpoczęto ok. 1595, a ukończono w 1619 r.
  - Katastrofalny wylew Wisły.
  - 28 listopada – przybycie do Krakowa karmelitów bosych.
  - 11 grudnia – koronacja Konstancji Habsburżanki, żony Zygmunta III Wazy.
- 1606 – Ponowny katastrofalny wylew Wisły.
- 1609:
  - 24 maja – po pożarze Wawelu, Zygmunt III Waza opuścił wraz z rodziną Wawel i przeniósł się do Warszawy, która od tego momentu stopniowo przejmuje funkcje stolicy.
  - Mieszczanin krakowski i kupiec Walerian Montelupi sprowadził z Włoch do Krakowa zakon Bonifratrów.
- 1611:
  - Pożar Stradomia.
  - Rozpoczęcie przebudowy kościoła św. Wojciecha, prace trwały do 1618 r. Po przebudowie kościół uzyskał kształt wczesnobarokowy.
- 1612, 27 września – zmarł Piotr Skarga, jezuita, kaznodzieja królewski. Został pochowany w kościele św. św. Piotra i Pawła.
- 1617 – Pierwszy zapis fundacyjny Bartłomieja Nowodworskiego na rzecz tzw. szkół prywatnych, przygotowujących do studiów uniwersyteckich; następny w 1619 r.
- 1620 – Kupiec Wolf Popper ufundował synagogę Poppera przy ul. Szerokiej na Kazimierzu (istniejąca do dziś).
- 1621:
  - 24 września – poświęcono kościół św. Tomasza Apostoła w Krakowie.
  - Uroczysty wjazd do Krakowa królewicza Władysława po zwycięstwie nad Turkami pod Chocimiem. Królewicz odbył pielgrzymkę do siedmiu kościołów krakowskich.
- 1623 – Wybuch epidemii i głód.
- 1625:
  - W Krakowie osiedlili się bracia zakonu reformatów.
  - Na rynku spalono skonfiskowany nakład antyjezuickiego druku Gratis.
- 1626:
  - Dekret królewski kładący kres długiemu sporowi między radą miejską i pospólstwem.
  - 7 grudnia – zmarł Sebastian Petrycy z Pilzna, lekarz, filozof, tłumacz. Zwolennik umiarkowanego racjonalizmu i empiryzmu.
- 1627 – Utworzenie zgromadzenia prezentek.
- 1632 30 kwietnia – w Warszawie umiera król Zygmunt III Waza.
- 1633:
  - Pogrzeb króla Zygmunta III Wazy i królowej Konstancji Habsburżanki. Zostali pochowani w podziemiach kaplicy Wazów w katedrze wawelskiej.
  - 6 lutego – koronacja Władysława IV Wazy na Wawelu.
- 1635:
  - Profesor Akademii Krakowskiej, Stanisław Rudłowski, po otrzymaniu probostwa św. Mikołaja na Wesołej, urządził tam pracownię fizyczną i obserwatorium astronomiczne.
  - Powódź.
- 1636 – Jan Fox, archidiakon katedry krakowskiej, przeznaczył cały swój majątek na budowę murowanego kościoła w Bieżanowie.
- 1637 – Dobudowano do Ratusza na Rynku, spichlerz, jatki szewskie i jatki garbarskie, prace trwały do 1640 r.
- 1638, 30 kwietnia – rozpoczęcie budowy, w żydowskiej części Kazimierza, synagogi Izaaka (Ajzyka), której fundatorem był kupiec Izaak Jakubowicz. Budowę ukończono w 1644 r.
- 1640 – Jan Sobieski, późniejszy król polski, przyjechał do Krakowa, po nauki. Kształcił się w Kolegium Nowodworskim, podległym Akademii Krakowskiej.
- 1642 – Konsekracja kościoła Kamedułów na Bielanach.
- 1646, 15 lipca – koronowana została Ludwika Maria Gonzaga, żona Władysława IV Wazy, potem Jana Kazimierza.
- 1647:
  - Powstała Synagoga Kupa. Jest to ostatnia synagoga powstała w okresie istnienia miasta żydowskiego.
  - Ukazał się drukowany przewodnik po Krakowie Klejnoty stołecznego miasta Krakowa, zawierający opis 59 kościołów miasta.
- 1649:
  - Pogrzeb zmarłego Władysława IV Wazy w katedrze wawelskiej.
  - 17 stycznia – koronacja Jana Kazimierza na Wawelu.
  - Pożar zamku królewskiego.
- 1650, 17 stycznia – zmarł Tomasz Dolabella, malarz włoski, jeden z głównych twórców malarstwa barokowego.
- 1651:
  - 18 lipca – stracenie na Krzemionkach przywódców powstania chłopskiego na Podhalu: Aleksandra Kostkę-Napierskiego, Stanisława Łętowskiego i Marcina Radockiego.
  - Do Krakowa dotarła ze wschodu wielka epidemia „czarnej śmierci”, prawdopodobnie czarnej ospy lub dżumy, która zdziesiątkowała ludność miasta.
- 1652:
  - Wybuch epidemii.
  - lipiec – wylew Wisły, zalany został Kazimierz i część Krakowa.
  - 21 listopada – zmarł Jan Brożek z Kurzelowa, matematyk i astronom, rektor Akademii Krakowskiej.
- 1654 – W Krakowie osiedlił się zakon pijarów.
- 1655:
  - Potop szwedzki;
  - 19 września – do Krakowa przybył Jan Kazimierz wraz z kilkoma tysiącami żołnierzy oraz pospolitym ruszeniem.
  - 20 września – odbyła się rada senatu, na której król i senatorowie zapewnili się o wytrwałości wobec niebezpieczeństw. Początkowo król polski Jan Kazimierz myślał nawet o pozostaniu w mieście i obronie Krakowa jednak pomysł ten wyperswadowali mu senatorowie.
  - 24 września – nocą Jan Kazimierz opuścił Kraków, powierzając obronę miasta Stefanowi Czarnieckiemu. Marszałek wielki koronny Jerzy Sebastian Lubomirski wywiózł insygnia koronacyjne i inne klejnoty Skarbca Koronnego do swego zamku w Lubowli na Spiszu.
  - 25 września – wojska szwedzkie zajęły przedmieścia oraz Kazimierz i rozpoczęły oblężenie Krakowa. Miasta bronią mieszczanie, młodzież akademicka i nieliczne oddziały pod dowództwem hetmana Stefana Czarnieckiego.
  - 13 października – decyzja o kapitulacji i zakończenie oblężenia.
  - 17 października – formalna kapitulacja miasta.
  - 19 października – wymarsz wojsk polskich.
  - 19 października – po południu król Karol Gustaw wjechał do zdobytego miasta, rozpoczęła się okupacja Krakowa. Wojska szwedzkie zniszczyły wiele budynków w Krakowie i zrabowały wiele cennych dzieł sztuki.
  - Podczas najazdu, od 25 kwietnia, Szwedzi spalili wszystkie kościoły i klasztory poza murami miasta. Zniszczenia i pożary spowodowane wojną trwały do 1657 r.
- 1656 – Próba odbicia miasta – Jerzy Lubomirski rozpoczął oblężenie Krakowa.
- 1657:
  - Najazd Jerzego Rakoczego na Kraków.
  - Okupacja szwedzko-siedmiogrodzka Krakowa.
  - 23 sierpnia – Szwedzi podpisali akt kapitulacji i opuścili miasto.
  - Król Jan Kazimierz wjechał do Krakowa.
- 1659 – Rektor Akademii Krakowskiej polecił wykonać dwie nowe pieczęcie uniwersytetu. Poprzednie pieczęcie zaginęły podczas wojny ze Szwedami. Do herbu z dwóch bereł dodano koronę.
- 1661:
  - 3 stycznia – zaczęła wychodzić pierwsza polska gazeta periodyczna „Merkuriusz Polski”.
  - Rektor Akademii Krakowskiej Adam Rosczewicz zarządził ponowne otwarcie uczelni.
- 1667 – Król Jan Kazimierz wystawił akt fundacyjny kaplicy Wazów w katedrze wawelskiej.
- 1668, 16 września – abdykacja Jana Kazimierza.
- 1669:
  - 30 kwietnia – król Jan Kazimierz, wyjeżdżając z Polski do Francji, zatrzymał się na dłużej w Krakowie, gdzie zamieszkał w Pałacu „Krzysztofory”.
  - 29 września – koronacja nowo obranego króla Michała Korybuta Wiśniowieckiego na Wawelu.
- 1671 – Wylew Wisły.
- 1674:
  - 6 października – w Krakowie został wydany zbiór utworów Wespazjana Kochowskiego Niepróżnujące próżnowanie.
  - Powstał zalążek drukarni uniwersyteckiej.
- 1676:
  - Styczeń – król Jan III Sobieski odprawił uroczysty wjazd do Krakowa.
  - 31 stycznia – przed koronacją Jana III Sobieskiego na Wawelu pochowano jego dwóch poprzedników: Jana Kazimierza oraz Michała Korybuta Wiśniowieckiego.
  - 2 lutego – koronacja Jana III Sobieskiego i jego żony Marii Kazimiery na Wawelu. Po koronacji król odebrał od mieszczan krakowskich przysięgę wierności.
- 1677:
  - Przywilej Jana III Sobieskiego, nadający radzie miejskiej prawo wyboru nowych członków.
  - Przez cztery lata z przerwami wybuchała epidemia, zmarło 22 tys. osób.
- 1680, 23 maja – spłonęła wieża ratuszowa, od uderzenia pioruna. Odbudowywano ją w latach 1683–1686, twórcą nowego hełmu był budowniczy królewski Piotr Beber.
- 1682 – Początek poważnych rozruchów antyżydowskich.
- 1683:
  - Piotr Beber, królewski architekt, rozpoczął odbudowę wieży ratuszowej po pożarze. Prace trwały do 1686 r.
  - Katastrofalna powódź. Król Jan III Sobieski przeznaczył 6.000 talarów na regulacje Wisły.
  - 29 lipca – Jan III Sobieski wyruszył z Krakowa kierując się w stronę Wiednia (Bitwa pod Wiedniem).
  - grudzień – Jan III Sobieski wjechał uroczyście do Krakowa. Następnego dnia zawiesił przy grobie św. Stanisława na Wawelu zdobytą chorągiew turecką.
- 1685 – Zamknięcie mennicy na Wawelu.
- 1687 – Powódź.
- 1689 – Wyburzono stary gotycki kościół św. Anny i zastąpiono obecnym, wykonanym według projektu Tylmana z Gameren. Uchodzi za jedną z najpiękniejszych budowli barokowych w Polsce. Budowę zakończono w 1703 r.
- 1695:
  - W mieście rozpoczął działalność barokowy rzeźbiarz i sztukator pochodzenia włoskiego, Baltazar Fontana.
  - Przybycie do Krakowa kapucynów.
- 1696, 17 czerwca – zmarł w Wilanowie Jan III Sobieski.
- 1697:
  - 15 września – koronacja Augusta II Sasa. Koronacji dokonał biskup kujawski Stanisław Dąmbski, gdyż prymas Michał Radziejowski był zwolennikiem wybranego przez większość księcia Ludwika Franciszka Conti.
  - Obradował ostatni w Krakowie sejm koronacyjny.
- 1698 – Zaczęło wychodzić czasopismo „Mercurius Polonicus”.
- 1702:
  - 7 sierpnia – do Krakowa wkroczyły wojska szwedzkie Karola XII. Gubernatorem został generał Magnus Stenbock.
  - 10 sierpnia – dewastacja Wawelu przez żołnierzy szwedzkich.
  - 22–27 września – podczas najazdu Karola XII, w lazarecie Szwedów na Wawelu powstał pożar od ognia palonego na posadzce. Ogarnął on cały zamek zniszczył go całkowicie.
  - Wojska szwedzkie opuściły Kraków.
- 1703 – Kolejne konsekracje przebudowanych kościołów: kapucynów, kościoła św. Józefa przy klasztorze bernardynek, kościoła akademickiego św. Anny.
- 1704:
  - Początek marca – ucieczka króla Augusta II Sasa przed wojskami szwedzkimi z Krakowa do Niepołomic. Szwedzi pod wodzą gen. Renskjölda ponownie rozpoczęli okupację Krakowa.
  - 14 marca – wojska szwedzkie wycofały się z Krakowa.
- 1705:
  - Po raz trzeci oddziały szwedzkie wkroczyły do Krakowa.
  - Koronacja Stanisława Leszczyńskiego w Warszawie, na którą Kraków musiał pod naciskiem Szwedów wysłać swoich reprezentantów. Była to pierwsza nowożytna koronacja króla poza Krakowem.
- 1707 – Wybuch epidemii tyfusu, trwającej do 1708 r. W Krakowie zmarło 7223, w okolicy Krakowa – 12 047 osób.
- 1709 – Szwedzi czwarty raz okupowali Kraków.
- 1711 – Do Krakowa wkroczyły oddziały rosyjskie. Garnizon rosyjski stacjonował na Wawelu do roku 1716.
- 1713 – Na uniwersytecie wprowadzono kursy języków nowożytnych (francuskiego i niemieckiego).
- 1719, 26 lipca – spalił się kościół św. Piotra, Kollegium oo. Jezuitów, kościół św. Magdaleny, Kollegium prawnicze i wszystkie domy wokół.
- 1722 – Odnowienie Krakowskiej Kongregacji Kupieckiej na podstawie przywileju Augusta II.
- 1729 – Po wielu latach próżnego domagania się na sejmach wyznaczenia odpowiednich sum na odbudowę zniszczonego podczas pożaru w 1702 r. zamku wawelskiego, uzyskano fundusze i rozpoczęto restaurację gmachu (ukończono ją w 1731 r.).
- 1732 – Powstał projekt przebudowy gotyckiego kościoła Paulinów na Skałce.
- 1733 – Początek przebudowy kościoła na Skałce w stylu późnobarokowym. Budowa kościoła ukończona została w stanie surowym w 1742 r.
- 1734:
  - Uroczysty wjazd nowo obranego króla polskiego Augusta III.
  - 15 stycznia – ostatnie pogrzeby królewskie na Wawelu – w podziemiach katedry pochowano Marię Kazimierę, Jana III Sobieskiego oraz Augusta II.
  - 17 stycznia – koronacja Augusta III i jego żony Marii Józefy na Wawelu. Była to ostatnia koronacja w Krakowie.
  - 19 stycznia – zwołany w Krakowie ostatni sejm koronacyjny, nie odbył się z powodu zbyt małej liczby zebranych.
- 1735 – Przemarsz przez Kraków wojsk rosyjskich biorących udział w wojnie o sukcesję polską.
- 1745:
  - Akademia Krakowska otworzyła szkołę rysunku i rzeźby. Powstał zalążek Akademii Sztuk Pięknych.
  - Na potrzeby Akademii Krakowskiej zakupiono teleskop astronomiczny.
- 1747 – Władze kościelne wprowadziły zakaz urządzania w kościołach widowisk jasełkowych.
- 1748 – Andrzej Stanisław Załuski, biskup krakowski podejmuje próbę reformy Akademii Krakowskiej.
- 1755, 13 lipca – powstał pożar w klasztorze PP. Wizytek, który ogarnął Kleparz i zniszczył kościół św. Filipa, św. Szymona, św. Judy oraz św. Floriana.
- 1759 – Wojna siedmioletnia. Przez Kraków przechodziły na Śląsk wojska austriackie, które wzięły udział w III wojnie śląskiej.
- 1760 – W katedrze wawelskiej ukończono pomniki nagrobne Michała Korybuta Wiśniowieckiego i Jana III Sobieskiego, wykonane według projektu Franciszka Placidiego, fundacji Michała Kazimierza Radziwiłła, hetmana wielkiego litewskiego.
- 1762 – Wojska pruskie podeszły do przedmieść miasta.
- 1763 – Oblężenie miasta przez wojska rosyjskie.
- 1764 – Uroczystości religijne związane z kanonizacją Jana z Kęt.
- 1765:
  - Mandat królewski o przeniesieniu z Wawelu do Warszawy archiwum koronnego, tzw. Archiwum Skarbca Koronnego.
  - Do roku 1768, po raz drugi, na Wawelu działała mennica.
- 1768:
  - Przystąpienie większości szlachty województwa krakowskiego do Konfederacji Barskiej.
  - Opanowanie Krakowa przez konfederatów barskich przy poparciu mieszczan.
  - 27 lipca – odparcie pierwszego ataku wojsk rosyjskich na Kraków. Początek oblężenia Krakowa przez wojska rosyjskie. Załoga miasta liczyła około 2 tys. żołnierzy.
  - 5–12 sierpnia – podczas oblężenia Krakowa przez Moskali spłonęły wszystkie przedmieścia: Kleparz, Wielopole, Wesoła, Biskupie, Krupniki, Garbary, Smoleńsk i Nowy Świat.
  - 17 sierpnia – kapitulacja Krakowa przed wojskami rosyjskimi.
  - Wojska rosyjskie opuściły Kraków.
- 1769:
  - Ponowne zajęcie Krakowa przez Rosjan.
  - Zaczął ukazywać się periodyk „Krakowskie Kointelligencje”.
- 1771 – W Tyńcu powstał obóz warowny konfederatów barskich.
- 1772:
  - Atak konfederatów barskich i zdobycie zamku wawelskiego zajmowanego przez wojska rosyjskie.
  - Powrót wojsk rosyjskich, walki z konfederatami.
  - 24 kwietnia – kapitulacja konfederatów w Krakowie.
  - Lipiec – obóz warowny konfederatów barskich w Tyńcu został zdobyty przez wojska rosyjskie.
  - Wojska austriackie wkroczyły na Kazimierz.
  - 5 sierpnia – I rozbiór Polski.
  - Austriacy, wykonując postanowienia traktatu rozbiorowego, zajęli prawy brzeg Wisły.
- 1773:
  - 15 lutego – do Krakowa wkroczyły oddziały austriackie. Do roku 1778 w mieście pozostawał jeszcze garnizon rosyjski.
  - Władze austriackie dokonały kasaty budynku Collegium Jezuitów przy ul. Grodzkiej 52[15].
- 1774 – Wielki wylew Wisły.
- 1776:
  - Na mocy konwencji granicznej Kazimierz powrócił do Rzeczypospolitej.
  - Powstała Komisja Dobrego Porządku (Boni Ordonis) – pierwsza próba reformy administracji miejskiej (analogiczne komisje dla Kleparza i Kazimierza powstały w 1779).
- 1777 – Hugo Kołłątaj, wydelegowany przez Komisję Edukacji Narodowej do przeprowadzenia reformy Szkół Nowodworskich, ogłosił nowe zasady nauczania.
- 1778:
  - Powstanie pierwszej w Krakowie loży masońskiej „Korona pod Trzema Hełmami”.
  - Hugo Kołłątaj wskazał drogi rozwoju Akademii Krakowskiej.
- 1779 – Zlikwidowano karę kuny – wystawiania zakutych w rodzaj kajdan ludzi w miejscu publicznym[16].
- 1780:
  - Założenie pierwszego w Polsce szpitala klinicznego.
  - Ogłoszenie uroczyste aktu reformy Uniwersytetu. W ramach reformy Akademia Krakowska została przemianowana na Szkołę Główną Koronną, wprowadzono wykłady w języku polskim i nowe przedmioty nauczania.
- 1781, 17 października – początek działalności Teatru Starego. Przedstawienia odbywały się w budynku Pałacu Spiskiego przy Rynku Głównym.
- 1782 – Utworzenie w Szkole Głównej Koronnej pierwszej w Polsce katedry naukowej.
- 1783:
  - Założenie Ogrodu Botanicznego w Krakowie.
  - Epidemia febry.
- 1784:
  - 17 stycznia – rozpoczęły się w Wesołej udane eksperymenty ze wzlotem balonu. Inicjatorami byli krakowscy uczeni: Jan Śniadecki, Jan Dominik Jaśkiewicz, Franciszek Scheidt i Jan Szaster. Balon wzniósł się na wysokość około 4,700 m i utrzymywał się w powietrzu przez 33 minuty.
  - Cesarz austriacki Józef II na prawym brzegu Wisły założył konkurencyjne względem Krakowa miasto Podgórze.
  - Dekretem cesarskim, Podgórze zostało podniesione do rangi wolnego miasta i uzyskało liczne ulgi podatkowe.
  - Zaczął ukazywać się tygodnik „Zbiór wiadomości Tygodniowych”. Wychodził do roku 1785.
  - Epidemia ospy.
- 1785 – Z inicjatywy Hugona Kołłątaja opracowano plan miasta Krakowa, zwany kołłątajowskim.
- 1786:
  - 27 lutego i 3 grudnia – dwukrotne trzęsienie ziemi.
  - 9 marca – założona została loża wolnomularska „Przesąd Zwyciężony”.
- 1787
  - Dominik Merlini przeprowadził częściową restaurację zamku wawelskiego.
  - Z inicjatywy Jana Śniadeckiego powstało obserwatorium astronomiczne na Wesołej.
  - Na uniwersytecie, Jan Śniadecki, rozpoczął wykłady algebry po polsku.
  - Król Stanisław August Poniatowski wizytował Kraków.
  - Nalot szarańczy na Kraków.
- 1789:
  - Wykład profesora Józefa Bogucickiego o husytyzmie, w którym pochwalił on wolność wyznaniową w Polsce. Stał się jednak celem ataków fanatycznych teologów.
  - Epidemia zimnicy i ospy.
- 1790 – Powtórny nalot szarańczy na Kraków.
- 1791:
  - Marzec – Tadeusz Czacki, wizytował Wawel, otworzył groby Zygmunta Starego i Zygmunta Augusta, dokonał spisu klejnotów znajdujących się w skarbcu królewskim.
  - Sierpień – starania o rozszerzenie Krakowa przez przyłączenie Kazimierza, Kleparza i okolicznych wsi, rozpoczęte w oparciu o dzieło Komisji Dobrego Porządku.
  - Otwarcie pierwszej w Krakowie wypożyczalni książek i czytelni.
  - Uporządkowanie administracji miasta.
  - Liczba mieszkańców Krakowa wynosiła około 24.000.
- 1792:
  - 14 kwietnia – Franciszek Wielopolski został pierwszym prezydentem Krakowa.
  - 12 września – Maciej Bajer został prezydentem Krakowa.
  - Po zajęciu Krakowa przez wojska rosyjskie odbyła się w kościele Mariackim uroczysta wotywa dla uczczenia zwycięstwa Targowicy.
  - Kraków został podzielony na cztery cyrkuły: Śródmieście, Kleparz z Krowodrzą, Kazimierz, Garbary.
  - Na terenie Krakowa przypisy pożarowe zwane porządkami ogniowymi ustalił magistrat.
  - Na terenie Ogrodu Botanicznego powstała jedna z najstarszych stacji meteorologicznych na terenie Polski[17].
- 1793:
  - 23 stycznia – II rozbiór Polski. Podpisanie traktatu podziałowego przez Katarzynę Wielką i Fryderyka Wilhelma II. Po podpisaniu traktatu wojska pruskie weszły do Wielkopolski, a rosyjskie do wschodniej Polski.
  - Okupacja Krakowa przez wojska rosyjskie.
- 1794:
  - Wojska rosyjskie opuściły Kraków w związku z działaniami brygady kawalerii gen. Antoniego Madalińskiego (początek insurekcji kościuszkowskiej).
  - 6 marca – Filip Nereusz Lichocki został prezydentem Krakowa.
  - 24 marca – około godziny 10 na rynku krakowskim pojawił się Tadeusz Kościuszko, po czym odczytano akt powstania, a Kościuszko złożył przysięgę.
  - 1 kwietnia – wymarsz korpusu Kościuszki w kierunku Kielc.
  - 4 kwietnia – bitwa pod Racławicami. Wojska powstańcze pod wodzą Tadeusza Kościuszki stoczyły zwycięską bitwę z wojskami rosyjskimi.
  - 5 kwietnia – Tadeusz Kościuszko ogłosił w obozie pod Słomnikami Raport narodowi polskiemu o zwycięstwie pod Racławicami.
  - 7 kwietnia – do Krakowa wprowadzono 12 rosyjskich armat zdobytych w bitwie pod Racławicami.
  - 8 kwietnia – Tadeusz Kościuszko mianował Bartosza Głowackiego chorążym regimentu grenadierów krakowskich.
  - 24 kwietnia – Michał Wohlman został prezydentem Krakowa.
  - 31 maja – w Krakowie został ścięty za zdradę katolicki duchowny Maciej Dziewoński.
  - Wyszły dwa numery „Gazety Krakowskiej”.
  - Leżące w skarbcu uniwersyteckim od czasów średniowiecznych kosztowności, zostały oddane na cele powstania.
  - 15 czerwca:
    - komendant Krakowa Ignacy Wieniawski bez walki poddał miasto Prusom.
    - ponownie Maciej Bajer został prezydentem Krakowa.

  - 30 czerwca – korpus austriacki wkroczył do województwa krakowskiego, sandomierskiego i lubelskiego.
  - Magistrat obronę ogniową miasta powierzył Kongregacji Kupieckiej, cechom rzemieślniczym i kominiarzom.
- 1795:
  - Styczeń – rozpoczęto wydawanie periodyku „Monitor Różnych Ciekawości”.
  - 3/4 października – w nocy na rozkaz króla pruskiego Fryderyka Wilhelma II najeźdźcy zrabowali z Zamku Królewskiego na Wawelu insygnia królewskie. Insygnia przewiezione zostały do Berlina i w roku 1811 przetopione na złoto.

## Lata 1795–1917 – okresrozbiorów Polski
- 1795:
  - 24 października – III rozbiór Polski: Polska na 123 lata przestała istnieć jako samodzielne państwo.
  - Wszedł w życie przepis zabraniający grzebania zmarłych na cmentarzach przykościelnych w obrębie murów miejskich Krakowa.
  - Cmentarze przy kościołach św. św. Filipa i Jakuba na Kleparzu oraz św. Piotra na Garbarach zaczęły pełnić funkcję cmentarzy komunalnych.
- 1796:
  - 4 stycznia – wojska pruskie opuściły Kraków.
  - Wkroczenie do Krakowa wojsk austriackich, przyłączenie miasta do monarchii habsburskiej.
  - 27 kwietnia – Austriacy uroczyście przejęli rządy w Krakowie. Prezydent miasta Filip Lichocki odczytał pod ratuszem patent cesarski, który potwierdzał objęcie przez Austrię przypadających jej polskich ziem.
  - Pierwszy pobór młodzieży polskiej do służby w armii austriackiej.
  - Zaczęło wychodzić czasopismo „Gazeta Krakowska”. Ukazywało się do roku 1849.
- 1798:
  - 1 listopada – ponownie Filip Nereusz Lichocki został prezydentem Krakowa.
  - Zaczął wychodzić periodyk „Wiadomości Cudzoziemskie z Krakowa”.
- 1799 – Jacek Kluszewski otrzymał przywilej cesarski na uruchomienie pierwszego stałego teatru w Krakowie. Teatr Stary początkowo miał swoją siedzibę w budynku Pałacu Spiskiego przy Rynku Głównym, potem przeniesiony został do budynku u zbiegu ulicy Jagiellońskiej i placu Szczepańskiego, w którym znajduje się do dziś.
- 1800:
  - Dekret o przyłączeniu Kazimierza do Krakowa i wyznaczeniu nowych granic miasta, wydany przez rezydującą w Wiedniu Kancelarię Nadworną Galicyjską.
  - Decyzją senatu, ludności pochodzenia żydowskiego pozwolono osiedlać się na obszarze całego Krakowa.
  - Odebranie Uniwersytetowi Krakowskiemu autonomii i nadzoru nad szkołami średnimi.
  - Początek adaptacji Wawelu na koszary dla wojska przez władze austriackie.
  - Zamknięcie z przyczyn zdrowotnych żydowskiego cmentarz Remuh na Kazimierzu.
  - Założenie nowego cmentarza żydowskiego poza Kazimierzem, przy obecnej ul. Miodowej w Krakowie.
- 1801:
  - Kraków stał się formalnie stolicą Galicji Zachodniej.
  - Dekret o likwidacji samorządu miejskiego w Krakowie.
  - Założenie nowego cmentarza miejskiego w Krakowie, nazwanego cmentarzem Rakowickim, na wykupionych pokarmelitańskich gruntach. Pierwszą pochowaną osobą była Apolonia z Lubowieckich Bursikowa, pochowana w styczniu 1803 r.
  - Początek likwidacji cmentarzy przykościelnych w Krakowie. Proces ten trwał do 1803 r.
  - Nowo utworzony Urząd Budownictwa Miejskiego zainicjował likwidację średniowiecznych fortyfikacji, zasypywanie fos, burzenie zniszczonych kaplic i kościołów w Krakowie.
- 1802:
  - 22 kwietnia – z rozporządzenia C.K. Gubernium Galicji zachodniej ukazał się "Porządek względem gaszenia pożarów w stołecznym mieście Krakowie", który przy pomocy 140 paragrafów modyfikował strukturę obrony przeciwpożarowej.
  - 1 września – Dominik Drdatzki został prezydentem Krakowa.
  - Otwarty został stary drewniany most na Wiśle u wylotu ul. Mostowej, łączący Kraków z miastem Podgórze. Nazwano go mostem Karola na cześć arcyksięcia austriackiego Karola Ludwika Habsburga.
  - Likwidacja cmentarza przy kościele Mariackim w Krakowie.
- 1803:
  - 13 maja – połączenie Galicji Wschodniej i Zachodniej w jedną prowincję ze stolicą we Lwowie; Kraków przestał być siedzibą władz krajowych, tracąc tym samym status stolicy Nowej Galicji. Zachował jednak dawny tytuł miasta stołecznego.
  - Wprowadzenie w Szkole Głównej Koronnej (Akademia Krakowska) łaciny jako języka wykładowego, zamiast języka polskiego. Stopniowa germanizacja uczelni.
- 1804:
  - Antoni Zieleniewski, czeladnik warszawskiego cechu kowali, przeniósł się do Krakowa i rozpoczął pracę w Kuźni. Kuźnia stała się zalążkiem przyszłych zakładów Zieleniewskiego.
  - Kraków ogłoszony został miastem otwartym. Fakt ten stał się podstawą decyzji o wyburzeniu średniowiecznych murów obronnych.
- 1805:
  - Józef Gollmayer został prezydentem Krakowa.
  - Połączenie na mocy dekretu cesarskiego Szkoły Głównej Koronnej z uniwersytetem we Lwowie i przekształcenie ich w prowincjonalną uczelnię austriacką.
- 1806:
  - Z inicjatywy Feliksa Radwańskiego rozpoczęto wydawanie „Dziennika Gospodarskiego Krakowskiego”. Ukazywał się do 1807 r.
  - Epidemia nieznanej choroby, przywleczona przez rannych żołnierzy (100 osób umiera dziennie).
- 1807 – Rozpoczęcie burzenia dawnych fortyfikacji Krakowa.
- 1808:
  - Powstał szpital żydowski w Krakowie.
  - Początek kursowania dyliżansów na trasie Kraków – Warszawa.
- 1809:
  - 15 lipca – Wkroczenie do Krakowa oddziałów polskich pod dowództwem gen. Aleksandra Rożnieckiego. Wkrótce potem do miasta wjechał uroczyście książę Józef Poniatowski.
  - Lipiec – repolonizacja Uniwersytetu Krakowskiego, do miasta przybył Hugo Kołłątaj. Zaznacza się świeckość uniwersytetu.
  - 13 sierpnia-8 października – Występy Teatru Narodowego Wojciecha Bogusławskiego w Krakowie.
  - 14 października – na mocy traktatu z Schönbrunn Kraków i Podgórze zostały przyłączone do Księstwa Warszawskiego.
  - 18 grudnia – wprowadzenie języka polskiego do urzędów i sądownictwa.
- 1810:
  - 10 kwietnia – formalne przyłączenie Krakowa do Księstwa Warszawskiego. Odebranie od władz administracyjnych i sądowych przysięgi wierności Fryderykowi Augustowi, królowi saskiemu i księciu warszawskiemu.
  - 7–12 maja – Kraków wizytował Książę Warszawski Fryderyk August.
  - 6 czerwca – Kraków uzyskał status wolnego miasta handlowego.
  - Lipiec – reorganizacja administracji – powstanie departamentu z siedzibą prefekta w Krakowie.
  - 1 grudnia – Stanisław Kostka Zarzecki został prezydentem Krakowa.
  - Przywrócony został zwyczaj grania hejnału z wieży kościoła Mariackiego w Krakowie.
  - Bezmyślna i wielce tragiczna w skutkach decyzja Rady Miasta nakazująca wyburzenie średniowiecznych murów obronnych Krakowa.
  - Liczba mieszkańców Krakowa wynosiła około 24.000.
- 1811:
  - Wyburzenie gotyckich kościołów św. Szczepana, św. Mateusza i św. Macieja oraz rozebranie budynków koszarowych w Krakowie, w miejscu których powstał plac Szczepański. Plac ten krótko nosił nazwę placu Gwardii.
  - Wielka posucha i głód.
- 1812:
  - Mały Rynek w Krakowie, w przeszłości zwany Vandetą, Tandetą i Rynkiem Rzeźniczym, po wyburzeniu szkoły Panny Marii i zlikwidowaniu jatek, nabrał obecnego wyglądu.
  - Rozpoczęto druk „Dziennika Departamentowego Krakowskiego”. Ukazywał się do 1816 r.[18]
- 1813:
  - Wobec zajęcia znacznej części Księstwa Warszawskiego przez wojska rosyjskie, najwyższe władze oraz resztki armii Księstwa pod dowództwem ks. Józefa Poniatowskiego przeniosły się do Krakowa.
  - Wymarsz oddziałów polskich z Krakowa. Początek dwuletniej okupacji Krakowa przez wojska rosyjskie.
  - 26 sierpnia – ogromna powódź w Krakowie. Wisła zalała Stradom, Kazimierz i Podgórze, zerwała mosty Karola i Stradomski. Była to największa powódź, jaką odnotowały kroniki miejskie Krakowa.
- 1814 – Zaczął wychodzić periodyk „Miscellanea Cracoviensia”.
- 1815:
  - Lipiec – po uzyskaniu zgody władz, zwłoki księcia Józefa Poniatowskiego zostały przeniesione z kościoła św. Krzyża w Warszawie do Krakowa i uroczyście złożone w katedrze na Wawelu.
  - 24 lipca – założono Towarzystwo Naukowe Krakowskie.
  - Podpisanie w Wiedniu przez Rosję, Austrię i Prusy tzw. traktatu dodatkowego, tworzącego z Krakowa i okolic wolne miasto, nazwane Rzecząpospolitą Krakowską.
  - 18 października – utworzono Wolne Miasto Kraków.
  - Powołanie Senatu Wolnego Miasta Krakowa.
  - Liczba mieszkańców Krakowa wynosiła około 23.000.
- 1816:
  - 1 stycznia – Józef Matecki został prezydentem Krakowa.
  - 11 kwietnia – Feliks Grodzicki został prezydentem Krakowa.
  - 27 lipca – Senat Wolnego Miasta Krakowa przekazał gminie ewangelickiej kościół św. Marcina oraz budynki poklasztorne. Była to pierwsza od 1591 roku świątynia tego wyznania w mieście.
  - Utworzone zostało Towarzystwo Dobroczynności.
  - Zaczął wychodzić „Dziennik Rozporządzeń Rządowych”. Ukazywał się do 1846 r.
  - Zaczął wychodzić „Dziennik Rządowy”. Ukazywał się do 1855 r.
- 1817:
  - 13 stycznia – profesor Feliks Radwański wywalczył w senacie Rzeczypospolitej Krakowskiej decyzję o pozostawieniu fragmentów średniowiecznej fortyfikacji Krakowa. Zachowała się część murów obronnych miasta, barbakan i Brama Floriańska.
  - Rząd austriacki rozwiązał zakon benedyktynów w Tyńcu.
  - Powstało Krakowskie Towarzystwo Miłośników Muzyki obecnie Towarzystwo Muzyczne w Krakowie.
  - Uchwalony został „statut organiczny Uniwersytetu Krakowskiego”, który wprowadził nazwę Uniwersytet Jagielloński.
  - Rozebrany został ratusz miejski na Rynku Głównym w Krakowie, pozostała po nim tylko wieża ratuszowa.
  - Zaczął wychodzić „Rocznik Towarzystwa Naukowego”. Ukazywał się do 1872 r.
- 1818:
  - 23 czerwca – w krypcie św. Leonarda na Wawelu odbył się uroczysty, ponowny pogrzeb Tadeusza Kościuszki, zwłoki zostały sprowadzone ze Szwajcarii.
  - 15 lipca – uroczyste wręczenie Senatowi i Zgromadzeniu Reprezentantów konstytucji Wolnego Miasta Krakowa.
  - Epidemia ospy (śmiertelność u dzieci dochodziła do 80%).
  - Do struktur Uniwersytetu Jagiellońskiego włączona została Szkoła Rysunku i Malarstwa. Zalążek Akademii Sztuk Pięknych w Krakowie.
- 1819:
  - Katastrofalny wylew Wisły.
  - Październik – zaczęło wychodzić czasopismo „Pszczółka Krakowska”. Ukazywało się do roku 1822.
- 1820:
  - 15 września – uroczyste rozpoczęcie sypania kopca Kościuszki w Krakowie.
  - Decyzją senatu Wolnego Miasta Krakowa rozpoczęto wyburzanie miejskich murów obronnych i zasypywanie fos. Prace trwały do 1830 r.
- 1821:
  - Zaczął wychodzić periodyk „Telegraf”.
  - Sebastian Alojzy Sierakowski odnowił salę auli uniwersyteckiej oraz polecił wymalować Michałowi Stachowiczowi sceny z dziejów Uniwersytetu w Krakowie.
- 1822:
  - Początek prac przy zakładaniu „ogrodów miejskich”, czyli Plant Krakowskich.
  - Zaczął wychodzić periodyk „Krakus. Towarzysz liberalny Pszczółki Krakowskiej”.
- 1823:
  - 25 października – zakończono budowę kopca Kościuszki.
  - Zaczęły wychodzić periodyki „Muza Nadwiślańska”, „Pszczółka Polska”, „Pielgrzym z Tenczyna”, „Kronika Codzienna”.
- 1824:
  - Likwidacja cmentarza przy kościele dominikanów w Krakowie.
  - Przebicie ulicy Dominikańskiej do Plant w Krakowie[19].
- 1825 – Zmarł najstarszy obywatel Rzeczypospolitej Krakowskiej Piotr Librowski, który przeżył 124 lata i 6 miesięcy.
- 1826 – Zaczęły wychodzić periodyki „Flora Polska” i „Rozrywki Przyjemne i Pożyteczne”. Oba ukazywały się do 1827 r.
- 1827:
  - Otwarcie klinik uniwersyteckich wydzielonych ze Szpitala św. Łazarza w Krakowie.
  - Początek klinik uniwersyteckich przy obecnej ul. Kopernika w Krakowie.
  - Zaczęło wychodzić czasopismo „Kurier Krakowski”.
- 1828 – Zaczęły wychodzić periodyki „Rozmaitości Naukowe” i „Goniec Krakowski”. Oba ukazywały się do 1831 r.
- 1829 – Zaczęło wychodzić czasopismo „Dziennik Ogrodniczy”. Ukazywało się do roku 1835.
- 1830:
  - 8 stycznia – na Wawelu został pochowany Prymas Królestwa Polskiego Jan Paweł Woronicz, jego pogrzeb przerodził się w wielką manifestację patriotyczną.
  - 29 listopada – wybuch powstania listopadowego w Królestwie Kongresowym.
  - 4 grudnia – powołana została Gwardia Narodowa na wieść o wybuchu powstania w Królestwie Kongresowym. Jej uczestnicy wzmocnili oddziały polskie w Warszawie. Jednak Rzeczpospolita Krakowska zachowała neutralność polityczną wobec powstania.
  - Zaczęło wychodzić czasopismo „Pamiętnik Krakowski”.
  - Powołanie Komitetu Reparacji Zamku Krakowskiego. Apel Senatu Miasta o składki na restaurację Wawelu.
  - Na dziedzińcu wawelskim odbył się nieudany pokaz lotu balonem.
  - Biblioteka Czartoryskich w Krakowie posiadała około 70.000 druków i 3.000 rękopisów.
  - W całej Małopolsce klęska nieurodzaju.
- 1831:
  - 2–3 maja – pożar Tyńca, spłonęły m.in. zabudowania klasztorne i kościół.
  - 18 czerwca – pierwsza epidemia cholery w Krakowie. W mieście zmarło 1417 osób.
  - 27 września-24 listopada – okupacja Krakowa przez wojska rosyjskie.
  - Ustąpienie Stanisława Wodzickiego ze stanowiska prezesa Senatu.
  - Do miasta przybył gen. Józef Chłopicki, były dyktator powstania listopadowego, aby tu spędzić resztę życia.
  - Zaczęło wychodzić czasopismo „Tandeciarz Krakowski”.
  - Reaktywowanie działalności Bractwa Kurkowego w Krakowie.
- 1832:
  - 21 grudnia – trumna ze zwłokami Tadeusza Kościuszki została w tajemnicy przed zaborcami umieszczona w marmurowym sarkofagu na Wawelu.
  - Józef Czech wydał pierwszy rocznik „Kalendarza Krakowskiego”.
  - Utworzenie przez Senat Komitetu Cenzury.
  - Oświadczenie rezydentów mocarstw opiekuńczych o podjęciu „bezpośredniego i skutecznego czuwania nad utrzymaniem porządku i spokojności” w Krakowie.
- 1833:
  - 30 maja – ogłoszono nową konstytucję Wolnego Miasta Krakowa.
  - Zgromadzenie Reprezentantów podjęło decyzje o wprowadzeniu do obiegu monety krajowej.
  - Z Galicji wyruszyły oddziały Józefa Zaliwskiego z zamiarem wywołania powstania w Królestwie Polskim.
  - Zmiana, pod naciskiem Austrii, konstytucji Rzeczypospolitej Krakowskiej. Ograniczenie swobód obywatelskich.
  - Tajny traktat w Münchengrätz dopuszczający aneksję Rzeczypospolitej Krakowskiej przez Austrię w razie wystąpienia ruchów niepodległościowych.
- 1834:
  - 1 sierpnia – senat Wolnego Miasta Krakowa zabronił wypasu bydła na Plantach.
  - Powstał Instytut Techniczny w Krakowie.
  - Zaczęły wychodzić czasopisma „Tygodnik Krakowski” i „Rozmaitości Krakowskie”.
  - Zaczęły wychodzić periodyki „Themis” i „Pamiętnik Farmaceutyczny”. Oba ukazywały się do 1836 r.
- 1835:
  - 11 lutego – założono w Krakowie Stowarzyszenie Ludu Polskiego.
  - Rozpoczęło działalność polityczne ugrupowanie „Młoda Polska”.
  - Zaczęły wychodzić periodyki „Pamiętnik Powszechny Nauk i Umiejętności”, „Przewodnik Wiejski”.
  - Zaczął wychodzić „Kwartalnik Naukowy”. Ukazywał się do 1836 r.
  - Liczba mieszkańców Krakowa miasta wynosiła około 36.000.
- 1836:
  - W Ogrodzie Strzeleckim przy ul. Lubicz w Krakowie rozpoczęto budowę strzelnicy Bractwa Kurkowego.
  - Zaczęło wychodzić czasopismo „Zbieracz Naukowy Krakowski”. Ukazywało się do roku 1837.
  - Początek okupacji Krakowa przez wojska 3 zaborców.
- 1837:
  - Zaczęło wychodzić czasopismo „Pamiętnik Naukowy Krakowski”. Ukazywało się do roku 1838.
  - 15 października – uroczyste otwarcie strzelnicy Bractwa Kurkowego w Ogrodzie Strzeleckim przy ul. Lubicz w Krakowie.
- 1838:
  - 28 lipca – urodził się Jan Matejko.
  - Rozebrany został kościół Wszystkich Świętych w Krakowie. W miejscu kościoła powstał plac o tej samej nazwie.
  - Piotr Steinkeller uruchomił kurierskie połączenie dyliżansami Krakowa z Warszawą.
- 1839:
  - Wskutek protestu Anglii i Francji Kraków opuściły wojska pruskie i rosyjskie. W mieście pozostały wojska austriackie.
  - Zaczęło wychodzić czasopismo „Zbieracz Umysłowych Rozrywek”.
- 1840 – Jan Schindler, austriacki ksiądz, prezes senatu Wolnego Miasta Krakowa, profesor Uniwersytetu Jagiellońskiego, rozpoczął przebudowę architektoniczną uczelni. Do tego roku budynek Collegium Maius pozostawał w niezmienionej średniowiecznej formie. Prace trwały do 1848 r.
- 1841:
  - Wyburzono mur łączący barbakan z Bramą Floriańską.
  - Powstała olejarnia Brzeskiego w Krakowie.
  - Kraków opuściły wojska austriackie.
  - Zaczęło wychodzić czasopismo „Rozrywki Umysłowe”. Ukazywało się do roku 1843.
- 1842, 1 lutego – wszedł w życie projekt Senatu organizacji obrony ogniowej pod nazwą urządzeń ogniowych. Projekt był wzorowany na ustawach antypożarowych miasta Poznania.
- 1844:
  - Lekkie trzęsienie ziemi.
  - Zaczęło wychodzić czasopismo „Kurierka Krakowska”.
  - Zaczął wychodzić „Dwutygodnik Literacki”. Ukazywał się do 1845 r.
  - Obrady ostatniego sejmu Rzeczypospolitej Krakowskiej.
- 1846:
  - 19 lutego-marzec – rzeź galicyjska – wystąpienia chłopów galicyjskich o charakterze pogromu.
  - 21 lutego-4 marca – powstanie krakowskie.
  - 22/23 lutego – ogłoszenie Manifestu Rządu Narodowego.
  - 24 lutego – ogłoszenie ustawy rewolucyjnej, Jan Tyssowski ogłosił się dyktatorem powstania.
  - 26 lutego – Bitwa pod Gdowem.
  - 27 lutego – zginął Edward Dembowski, w trakcie ostrzału przez wojska austriackie procesji patriotycznej idącej przez most z Podgórza do Krakowa.
  - Zaczął ukazywać się „Dziennik Rządowy Rzeczypospolitej Polskiej”.
  - Marzec – kapitulacja oddziałów powstańczych, które wycofały się z Krakowa, na granicę pruską.
  - Do Krakowa wkroczyły wojska austriackie i pruskie.
  - Kwiecień – decyzja trzech państw zaborczych o likwidacji Wolnego Miasta Krakowa i włączeniu jego terenu do monarchii austriackiej.
  - Podpisanie przez cesarza Ferdynanda I aktu wcielenia Rzeczypospolitej Krakowskiej do Austrii.
  - Epidemia duru brzusznego w Krakowie. W mieście zmarło 3900 osób.
- 1847:
  - 17 października – uruchomienie linii Kolei Krakowsko-Górnośląskiej. Linia połączyła Kraków przez Wrocław z Berlinem.
  - Ponowna germanizacja Uniwersytetu Jagiellońskiego na podstawie dekretu Ferdynanda I.
  - Zmarł Florian Straszewski, obywatel ziemski, społecznik, współtwórca krakowskich Plant, współinicjator usypania kopca Kościuszki.
  - Liczba mieszkańców Krakowa wynosiła około 40.000.
- 1848:
  - 17 marca – Wiosna Ludów: masowe demonstracje ludności żądającej uwolnienia więźniów politycznych i demokratyzacji życia.
  - 25 marca – przybycie około 150 amnestionowanych więźniów i emigrantów politycznych.
  - 26–27 kwietnia – Wiosna Ludów: zamieszki na ulicach Krakowa. Wojska austriackie zbombardowały Kraków z Wawelu, w wyniku czego zginęły 32 osoby. Kapitulacja miasta.
  - 29 kwietnia – Wiosna Ludów: manifestacyjny pogrzeb ofiar.
  - 7 października – Józef Walenty Krzyżanowski został prezydentem Krakowa.
  - 3 listopada – zaczął ukazywać się dziennik informacyjno-polityczny „Czas”[20].
  - Zaczęły wychodzić periodyki „Jutrzenka”, „Polska”, „Przegląd”.
  - Zniesienie pańszczyzny i uwłaszczenie chłopów w Galicji. Uwłaszczenie chłopów otworzyło nowe perspektywy dla producentów sprzętu rolniczego, w szczególności dla zakładów Zieleniewskiego.
  - Po ukończeniu prac przy budynku Collegium Maius, profesor Ferdynand Kojsiewicz ogłosił publiczny list oskarżający architekta Kremera, działającego na zlecenie Jana Schindlera, o zaniechania konserwatorskie budynków podczas przebudowy.
  - Rozpoczęcie prac przy regulacji Wisły. Prace te trwały do roku 1850.
- 1849:
  - 19 kwietnia – Ignacy Paprocki został prezydentem Krakowa.
  - 6 lipca – powstało Starostwo Grodzkie.
  - Wprowadzenie w Galicji i okręgu krakowskim stanu wojennego. W Krakowie trwał on do maja 1854 r.
- 1850:
  - 18 lutego – utworzenie Muzeum Archeologicznego w Krakowie.
  - 12 kwietnia – ogłoszenie decyzji Franciszka Józefa I o budowie Twierdzy Kraków. Prace ruszyły jednocześnie na kopcu Kościuszki i przy rogatce warszawskiej.
  - 18 lipca – wybuchł największy w XIX wieku pożar Krakowa. Spłonęło 160 domów, 4 kościoły i 2 klasztory.
  - 14 listopada – powołanie Izby Handlowej i Przemysłowej.
  - 30 grudnia – otwarcie mostu Podgórskiego w Krakowie, zbudowanego na kamiennych filarach, nazwanego później mostem Franciszka Józefa.
- 1851:
  - 10–13 października – pierwsza wizytacja Krakowa przez cesarza Franciszka Józefa I.
  - Fabryka Ludwika Zieleniewskiego, syna Antoniego Zieleniewskiego, posiada pierwszy w obrębie miasta kocioł parowy i pierwszą maszynę parową.
- 1852, 27 grudnia – wprowadzenie języka niemieckiego do urzędów i na Uniwersytecie Jagiellońskim.
- 1853:
  - 29 lutego – ze struktur Uniwersytetu Jagiellońskiego wyodrębniło się Towarzystwo Naukowe Krakowa.
  - 1 lipca – Fryderyk Tobiaszek został prezydentem Krakowa.
  - Fabryka Ludwika Zieleniewskiego otrzymała nazwę „C.K. Uprzywilejowana Krajowa Fabryka Maszyn Rolniczych i Narzędzi Ludwika Zieleniewskiego”.
- 1854 – Początek działalności Towarzystwa Przyjaciół Sztuk Pięknych w Krakowie.
- 1855:
  - 3 marca – w Krakowie pojawiły się jednokonne dorożki, zwane cypserówkami.
  - 26 grudnia – pierwszy publiczny pokaz elektryczności w Krakowie. Światło elektryczne użyte zostało na premierze opery Prorok jako „słońce elektryczne”.
- 1856:
  - 20 lutego – otwarcie linii kolejowej Kraków-Dębica. W 1860 r. linia przedłużona została do Przemyśla.
  - 26 października – Andrzej Seidler-Wiślański został prezydentem Krakowa.
  - Został oddany do użytku most kolejowy na linii średnicowej w Krakowie.
  - Powstanie Biblioteki Towarzystwa Naukowego Krakowskiego w Krakowie.
- 1857:
  - 27 października – założenie gimnazjum św. Jacka.
  - 1 listopada – uruchomienie gazowni miejskiej w Krakowie.
  - 22 grudnia – uruchomienie oświetlenia gazowego w Krakowie. Początkowo lampami gazowymi oświetlony był Rynek Główny, ulica Stradom, Kazimierz oraz ulica Lubicz przy dworcu.
  - Wprowadzenie wiedeńskiego systemu miar i wag.
  - Przemysłowiec Ludwik Zieleniewski, po uzyskaniu najlepszych wyników w strzelaniu do kura, został królem najstarszej polskiej organizacji paramilitarnej – Bractwa Kurkowego.
  - Liczba mieszkańców Krakowa wynosiła około 41.000.
- 1858 – Powstała fabryka wyrobów stolarskich Muranyego.
- 1860:
  - 14 stycznia – pogrzeb gen. Jana Skrzyneckiego. Pogrzeb zapoczątkował manifestacje niepodległościowe w Krakowie.
  - 14 maja – przywrócenie języka polskiego w szkolnictwie (z wyjątkiem Uniwersytetu Jagiellońskiego).
  - Początek burzenia północnych fasad budynku Collegium Maius. Prace trwały do 1870 r.
  - Zakłady Zieleniewskiego wykonały pierwszy kocioł parowy, przeznaczony dla korpusu kadetów w Łobzowie. W fabryce przy ul. św. Marka 31 rozpoczęła działalność Kasa Chorych.
  - Rozporządzenie cesarskie zniosło rząd w Krakowie. Cały obszar Galicji podporządkowany został bezpośrednio Namiestnictwu we Lwowie, a niektóre urzędy zostały tam przeniesione.
  - Austriacy otaczają Kopiec Wandy szańcem ziemnym. Staje się częścią fortyfikacji Twierdzy Kraków[21].
- 1861:
  - Styczeń – język polski wprowadzono do magistratu miasta Krakowa.
  - 23 lutego – początki repolonizacji Uniwersytetu Jagiellońskiego, częściowe przywrócenie języka polskiego.
  - 8 czerwca – otworzony został gmach Towarzystwa Wzajemnych Ubezpieczeń od Szkód, popularnie zwanego Florianką, przy ul. Basztowej w Krakowie.
  - 4 listopada – uruchomione zostało połączenie kolejowe Krakowa ze Lwowem.
  - W zakładach Zieleniewskiego skonstruowano pierwszą maszynę parową w Krakowie.
- 1862:
  - 28 lutego – otwarcie synagogi postępowej, tzw. Tempel, przy ul. Miodowej w Krakowie. Nabożeństwom przewodzili kaznodzieje o wykształceniu akademickim, przemawiający po polsku lub niemiecku.
  - 5 kwietnia – w Krakowie ukazało się pierwsze wydanie czasopisma „Przegląd Lekarski”.
  - 25 września – obniżenie diecezji krakowskiej do rangi wikariatu apostolskiego.
  - Powstało przedsiębiorstwo „Uprzywilejowana Fabryka Maszyn i Urządzeń Rolniczych Marcina Peterseima”.
- 1863:
  - 22 stycznia – wybuch powstania styczniowego.
  - Dyrekcja Policji w Krakowie wydała zakaz uczestnictwa w powstaniu na terenie Królestwa Kongresowego.
  - 31 stycznia – nocny wymarsz ochotników, pod dowództwem gen. Zygmunta Jordana, do obozu powstańczego w Ojcowie.
  - 17 lutego – klęska ochotników pod Miechowem.
  - Z Krakowa wyruszył oddział ochotników pod dowództwem Józefa Grekowicza. Po przekroczeniu granicy został rozbity. Podobnie skończyły się następne wyprawy.
  - 8–9 marca – narada w Hotelu Saskim, powierzenie dyktatury Marianowi Langiewiczowi.
  - 21 marca – odezwa o przejęciu władzy przez Rząd Narodowy.
  - Sierpień – do Krakowa przybył Romuald Traugutt, ostatni dyktator powstania.
  - W zakładach Zieleniewskiego wyprodukowano armaty dla powstańców styczniowych. Władze carskie na kilka lat zamknęły rynek Królestwa Polskiego przed fabryką Ludwika Zieleniewskiego.
  - Oddano do użytku most kolejowy nad starym korytem Wisły na Grzegórzkach.
- 1864:
  - 29 lutego – w całej Galicji ogłoszono stan oblężenia. Zakazano posiadania broni i amunicji, odbywania zgromadzeń, wspomagania zbiegów. Cudzoziemcy musieli uzyskiwać pozwolenia na pobyt, a wielu przebywających w Krakowie zostało wydalonych.
  - 5 lipca – otwarcie mostu kolejowego na Wiśle w Krakowie-Zabłociu.
  - W zakładach Zieleniewskiego wyprodukowano pierwszą na ziemiach polskich maszynę parową, przeznaczoną dla kopalni węgla w Tenczynku.
  - Po powstaniu styczniowym, liczba studentów na Uniwersytecie Jagiellońskim wynosiła 371.
- 1865:
  - 20 lutego – Sejm Krajowy Galicyjski uchwalił tymczasowy statut gminny dla miasta Krakowa, przywracający samorząd miejski.
  - 15 kwietnia – urodziła się Olga Boznańska, krakowska malarka okresu Młodej Polski.
  - 18 kwietnia – odwołanie stanu oblężenia w Galicji.
  - 1 sierpnia – wybory do Rady Miejskiej Krakowa.
  - 7 października – występy Heleny Modrzejewskiej w Teatrze Starym w Krakowie.
  - 1 września – rozpoczęła działalność Krakowska Kasa Oszczędności.
  - 1 listopada – powstało Towarzystwo Muzyczne „Muza”.
  - Dekret cesarza Franciszka Józefa I o amnestii dla więźniów politycznych. Dekret umożliwił powrót do Krakowa wielu osób przetrzymywanych w więzieniach austriackich.
  - Zakłady Zieleniewskiego w Krakowie rozpoczęły produkcję sprzętu dla powstającego na Podkarpaciu polskiego przemysłu naftowego. Klientem firmy był m.in. konstruktor lampy naftowej i posiadacz pierwszej w świecie kopalni ropy naftowej w Bóbrce Ignacy Łukasiewicz.
  - Utworzenie ochotniczej straży pożarnej.
  - Powstało Towarzystwo Lekarskie w Krakowie.
- 1866:
  - Czerwiec – mieszkańcy Krakowa dowiedzieli się o wojnie prusko-austriackiej, co nie wzbudziło wielkich emocji, mimo zbliżania się Prusaków.
  - 13 września – wybór Józefa Dietla na prezydenta miasta Krakowa.
- 1867:
  - Kwiecień – założenie Czytelni Akademickiej im. Adama Mickiewicza.
  - 26 kwietnia – w siedzibie Towarzystwa Naukowego Krakowskiego odbył się pierwszy pokaz obrazu Alchemik Sędziwój Jana Matejki.
  - 1 listopada – otwarcie zakładu fotograficznego Rzewuskiego.
  - W Krakowie uruchomione zostały pierwsze konne omnibusy.
  - Przyznanie Galicji autonomii przez cesarza Franciszka Józefa I.
  - Równouprawnienie Żydów, zniesienie ograniczeń wyznaniowych.
- 1868:
  - 3 sierpnia – zmarł Ambroży Grabowski, historyk, księgarz, kolekcjoner, archeolog i antykwariusz, autor podstawowych przewodników po Krakowie.
  - 25 listopada – powstały Wyższe Kursy dla Kobiet.
- 1869:
  - 19 marca – urodził się Józef Mehoffer, artysta malarz, witrażysta, grafik, jeden z najbardziej wyrazistych przedstawicieli Młodej Polski.
  - 8 lipca – powtórny pogrzeb na Wawelu odnalezionych w katedrze zwłok króla Kazimierza III Wielkiego.
  - 20 lipca – do Sądu Rejonowego w Krakowie wpłynął anonim informujący o fakcie przetrzymywania od 21 lat w nieludzkich warunkach zakonnicy w klasztorze karmelitanek bosych.
  - 24 lipca – rozruchy w Krakowie wywołane doniesieniami prasowymi o sprawie Barbary Ubryk.
  - 8 listopada – otwarcie Szkoły Przemysłowej.
  - 9 listopada – w kościele Mariackim odsłonięty został po remoncie ołtarz Wita Stwosza.
  - Zaczęło wychodzić czasopismo „Kraj”. Ukazywało się do roku 1874.
  - Powstał Bank Galicyjski dla Przemysłu i Handlu.
  - Publikacja pamfletu politycznego Teka Stańczyka.
- 1870:
  - Został wydany zakaz chodzenia „na pueri” (Pucheroki).
  - Zmarł Dow Ber Meisels, rabin krakowski, senator. W żydowskich szkołach wyznaniowych wprowadził język polski.
  - Liczba mieszkańców Krakowa wynosiła około 50.000.
- 1871:
  - 30 kwietnia – postanowienie cesarskie o przywróceniu języka polskiego na wszystkich wykładach uniwersyteckich.
  - Powstała rządowa Fabryka Tytoniu – „Cygarfabryka”.
  - Na Grzegórzkach wybudowano Miejską Rzeźnię według projektu Macieja Moraczewskiego.
- 1872:
  - 1 stycznia – w Krakowie odbyła się prapremiera dramatu Adama Mickiewicza Konfederaci barscy.
  - 16 lutego – zatwierdzenie statutu Akademii Umiejętności.
  - 29 kwietnia – powstała zawodowa straż pożarna.
  - 1 maja – przejęcie Kasy Oszczędności pod zarząd miasta Krakowa.
  - 24 października – pierwsze wybory do wiedeńskiej Rady Państwa.
  - Decyzja o zasypaniu tzw. Starej Wisły na odcinku od Wisły do Blichu, wzdłuż dzisiejszych ulic Dietla i Grzegórzeckiej.
  - Ukazał się pierwszy tom Bibliografii Polskiej Karola Estreichera.
- 1873:
  - 19 stycznia – urodził się Adam Alojzy Krzyżanowski, ekonomista, profesor i rektor Uniwersytetu Jagiellońskiego, prezes Polskiej Akademii Umiejętności.
  - 7 maja – oficjalna inauguracja działalności Akademii Umiejętności.
  - Rozpoczęcie prac restauracyjnych grobów królewskich na Wawelu.
  - Rozpoczęcie budowy gmachu Collegium Novum według projektu Feliksa Księżarskiego. Budowa trwała do 1884, gmach uroczyście został otwarty w 1887 r.
  - Szkoła Sztuk Pięknych uzyskała pełną niezależność. Pierwszym dyrektorem uczelni został malarz Jan Matejko.
- 1874:
  - 2 lipca – Mikołaj Zyblikiewicz został prezydentem Krakowa.
  - Rozpoczęcie budowy kolei transwersalnej Żywiec – Chabówka – Nowy Sącz – Krosno – Sanok – Stanisławów – Husiatyn (750 km). Zamówienia na urządzenia, konstrukcje i sprzęt otrzymały m.in. zakłady Zieleniewskiego w Krakowie.
- 1875
  - 25 maja – Krakowski Instytut Techniczny przekształcony został w C.K. Instytut Techniczno-Przemysłowy. W latach 1897–1913 zbudowano dla niego nowy gmach przy alei Mickiewicza.
  - 24 listopada – urodził się Xawery Dunikowski, pedagog, rzeźbiarz i malarz.
  - Architekt Tomasz Pryliński rozpoczął prace przy restauracji Sukiennic. Prace trwały do 1879 r.
- 1876, 1 grudnia – otwarcie Muzeum Czartoryskich w Krakowie.
- 1877:
  - 6 października – w Krakowie ukazało się pierwsze wydanie tygodnika literacko-teatralno-artystycznego „Echo”.
  - Leon Wyczółkowski, studiował w Akademii Sztuk Pięknych w Krakowie pod kierunkiem Jana Matejki.
- 1878:
  - 18 stycznia – zmarł Józef Dietl, profesor i rektor Uniwersytetu Jagiellońskiego, prezydent Krakowa.
  - 2 września – powstało Archiwum Krajowe Aktów Grodzkich i Ziemskich w Krakowie.
  - 28 września – w Krakowie zaprezentowano publiczności obraz Jana Matejki Bitwa pod Grunwaldem.
  - Uroczystość wręczenia Janowi Matejce berła na znak jego panowania w sztuce. Aktu dokonał prezydent Mikołaj Zyblikiewicz.
- 1879:
  - 17 lipca – otwarcie gmachu Szkoły Sztuk Pięknych. Pseudorenesansowy gmach Akademii przy placu Matejki w Krakowie zaprojektował Maciej Moraczewski.
  - 3 października – otwarcie przebudowanych Sukiennic w Krakowie.
  - 7 października – uchwałą Rady Miasta Krakowa w Sukiennicach powstało Muzeum Narodowe w Krakowie. Muzeum otwarte zostało 11 września 1883 r.
- 1880:
  - 16 lutego-16 kwietnia – proces Ludwika Waryńskiego.
  - 18 maja – obradował pierwszy zjazd historyków polskich im. Jana Długosza, zorganizowany przez Akademię Umiejętności.
  - 19 maja – w 400. rocznice śmierci, prochy Jana Długosza zostały przeniesione do nowo powstałej krypty Zasłużonych na Skałce.
  - 1–4 września – druga wizyta Franciszka Józefa I w Krakowie.
  - Liczba mieszkańców Krakowa wynosiła około 60.000.
- 1881, 17 lutego – Ferdynand Weigel został prezydentem Krakowa.
- 1882:
  - 28 sierpnia – w Krakowie rozpoczęto budowę linii tramwajowej.
  - 31 października – w Krakowie oddana do użytku została linia „konnej kolei żelaznej zwanej tramwajem”.
  - Zaczęło wychodzić czasopismo „Nowa Reforma”. Ukazywało się do roku 1926.
- 1883:
  - 5 kwietnia – profesorowie Uniwersytetu Jagiellońskiego, Zygmunt Wróblewski i Karol Olszewski jako pierwsi na świecie dokonali skroplenia tlenu.
  - 13 kwietnia – profesorowie Zygmunt Wróblewski i Karol Olszewski jako pierwsi na świecie dokonali skroplenia azotu.
  - 28 lipca – zmarł Władysław Ludwik Anczyc, właściciel drukarni w Krakowie, pisarz i wydawca. W roku 1876 wydał dramat Emigracja chłopska, a w 1881 Kościuszko pod Racławicami.
  - 3 września – otwarto Gimnazjum Jana III Sobieskiego w Krakowie.
  - 11 września – otwarto w Sukiennicach inaugurującą działalność Muzeum Narodowego w Krakowie wystawę zabytków z czasów Jana III Sobieskiego oraz kolekcji Konstantego Schmidta-Ciążyńskiego.
  - 11–13 września – po raz pierwszy zastosowano energię elektryczną w Krakowie – iluminacja Rynku Głównego z okazji 200-lecia odsieczy wiedeńskiej.
- 1884:
  - 3 stycznia – początek działalności Biura Statystycznego Miejskiego.
  - 25 maja – początek ogólnopolskiego zjazdu historyczno-literackiego im. Jana Kochanowskiego.
  - 12 sierpnia – Towarzystwo Telefonów w Krakowie otrzymało zgodę na instalację pierwszych telefonów.
  - 17 września – Feliks Szlachtowski został prezydentem Krakowa.
- 1885:
  - 23 lutego – początek działalności Polskiego Towarzystwa Gimnastycznego „Sokół”.
  - 24 kwietnia – profesor Jan Mikulicz-Radecki przeprowadził w Krakowie pierwszą na świecie operację zszycia pękniętego wrzodu żołądka.
  - 23 czerwca – urodził się Juliusz Osterwa, aktor i reżyser.
  - Nieudany eksperyment z oświetleniem przy pomocy energii elektrycznej wnętrz Sukiennic i magistratu w Krakowie.
  - W Krakowie istniały wewnętrzne, niepubliczne sieci telefoniczne: wojskowa sieć Twierdzy Kraków, połączenia kolei, straży pożarnej, policji, magistratu.
  - Śmierć Ludwika Zieleniewskiego. Nowymi współdyrektorami fabryki zostali jego synowie, starannie przygotowani inżynierowie Leon i Edmund.
  - Założenie parku Krakowskiego. W parku, z inicjatywy rajcy miejskiego S. Rehmana, otworzony został mały ogród zoologiczny.
- 1886:
  - 17 czerwca – uchwała Rady Miejskiej Krakowa o budowie budynku Teatru Miejskiego przy placu Świętego Ducha (późniejszy teatr im. Juliusza Słowackiego).
  - Uroczystości z okazji otwarcia Collegium Novum w Krakowie.
  - Pożar w fabryce Zieleniewskiego przy ul. św. Marka w Krakowie. Spłonął warsztat mechaniczny i stolarnia. Magistrat zatwierdził plany budowy nowego zakładu przy ul. Krowoderskiej, wyposażonego w maszynę parową o mocy 50 KM.
  - Jan Matejko został honorowym doktorem Uniwersytetu Jagiellońskiego.
- 1887:
  - 5 kwietnia – uroczysty pogrzeb Józefa Ignacego Kraszewskiego na Skałce.
  - 16 maja – zmarł Mikołaj Zyblikiewicz, prezydent Krakowa, inicjator krypty Zasłużonych na Skałce.
  - 2 czerwca – powstało Archiwum Aktów Dawnych miasta Krakowa.
  - 14 czerwca – poświęcenie nowo otwartego gmachu Uniwersytetu Jagiellońskiego – Collegium Novum.
  - Na Uniwersytecie Jagiellońskim reaktywowano pieczęć uniwersytecką pochodzącą z 1420 r.
  - Wystawa Krajowa w Krakowie.
  - Początek budowy kolei obwodowej, zwanej cirkumwallacyjną, łączącej Dworzec Główny w Krakowie z dworcem w Płaszowie. Budowę zakończono w 1888 r.
  - Zaczęło wychodzić czasopismo „Kurier Krakowski”. Ukazywało się do roku 1889.
  - Rozpoczęcie porządkowania terenów koryta Starej Wisły w Krakowie, zwanych Plantami Dietlowskimi.
  - Powstanie Zakładu Surowic Leczniczych i Szczepionek Odona Bujwida.
- 1888:
  - 7 lutego – z inicjatywy Władysława Żeleńskiego powstało Konserwatorium Towarzystwa Muzycznego (Akademia Muzyczna w Krakowie).
  - 25 marca – Zygmunt Wróblewski uległ wypadkowi w swoim laboratorium. W wyniku oparzeń zmarł 16 kwietnia.
  - 25 sierpnia – Adam Chmielowski założył Zgromadzenie Albertynów w Krakowie.
  - w miejscu dzisiejszego mostu Dębnickiego wybudowano trójprzęsłowy most o konstrukcji kratowej
- 1889:
  - 5 stycznia – zmarł Konstanty Schmidt-Ciążyński, kolekcjoner i znawca sztuki, ofiarodawca dużego zbioru dla Muzeum Narodowego w Krakowie.
  - W Krakowie zbudowana została klinika chirurgiczna Uniwersytetu Jagiellońskiego oraz Collegium Medicum.
  - Początek restauracji kościoła Mariackiego w Krakowie, według projektu architekta Tadeusza Stryjeńskiego. Polichromie wykonał Jan Matejko w 1891 r.
  - Z inicjatywy dr. Henryka Jordana utworzony został park (park Jordana) na terenie błoń czarnowiejskich, w miejscu byłej wystawy rolniczo-przemysłowej zorganizowanej dwa lata wcześniej.
- 1890
  - 4 lipca – uroczysty pogrzeb Adama Mickiewicza. Poeta pochowany został w krypcie Wieszczów Narodowych na Wawelu.
  - Kornel Kozerski na własny koszt odnawia kopiec Wandy i na szczycie umieszcza marmurową rzeźbę orła, zaprojektowaną przez Jana Matejkę[21].
- 1891:
  - 2–3 maja – obchody 100-lecia Konstytucji 3 maja w Krakowie.
  - 2 czerwca – położono kamień węgielny pod budowę gmachu Teatru Miejskiego w Krakowie (późniejszy teatr im. Juliusza Słowackiego).
  - 6 czerwca – powstało „Krakowskie Ochotnicze Towarzystwo Ratunkowe” jako pierwsze pogotowie w Polsce, a drugie – po wiedeńskim – w Europie.
  - 24 listopada – urodziła się Maria Pawlikowska-Jasnorzewska, poetka dwudziestolecia międzywojennego. Jej ojcem był Wojciech Kossak, a dziadkiem – Juliusz. Siostra Magdaleny Samozwaniec.
  - Założenie Towarzystwa Szkoły Ludowej.
  - Zaczęło wychodzić czasopismo „Krakus”. Ukazywało się do roku 1895.
- 1892:
  - 1 stycznia – zaczęło wychodzić czasopismo „Naprzód”. Ukazywało się do roku 1939.
  - 1 maja – pierwsze obchody święta robotniczego w Krakowie.
  - 23 maja – krakowski kościół Ducha Świętego został wyburzony pod budowę miejskiego teatru; sprzeciwiający się tym planom Jan Matejko na znak protestu zrzekł się tytułu honorowego obywatela miasta.
  - Ukończenie wyburzania kompleksu budynków klasztorno-szpitalnych, obok kościoła św. Krzyża na placu Świętego Ducha, należących w przeszłości do Kanoników Ducha Świętego (duchacy).
- 1893:
  - 10 maja – w Krakowie założono pierwszy klub szachowy w Polsce.
  - 24 maja – Józef Friedlein został prezydentem Krakowa.
  - 21 października – przy placu św. Ducha, w miejscu zburzonego klasztoru duchaków przy kościele Ducha Świętego otwarto Teatr Miejski; podczas inauguracyjnego przedstawienia dano Prolog Adama Asnyka oraz fragmenty Konfederatów barskich Adama Mickiewicza, Balladyny Juliusza Słowackiego i Zemsty Aleksandra Fredry; eklektyczny budynek teatru – wzorowany na gmachu opery paryskiej – zaprojektował Jan Zawiejski, a pierwszym dyrektorem tej instytucji został Tadeusz Pawlikowski[22][23]
  - 1 listopada – zmarł Jan Matejko. Pochowany został w alei zasłużonych na cmentarzu Rakowickim w Krakowie.
  - Powstała elektrownia Teatru Miejskiego w Krakowie. Była to druga elektrownia teatralna na ziemiach polskich[24].
  - Zaczęło wychodzić czasopismo „Głos Narodu”. Ukazywało się do roku 1939.
  - Oficjalne otwarcie sieci telefonicznej.
- 1894:
  - 14 stycznia – zmarł Antoni Hawełka, krakowski restaurator, założyciel restauracji w Rynku Głównym w Krakowie w 1876 r.[25]
  - 18 kwietnia – prezentacja kurtyny Henryka Siemiradzkiego dla Teatru Miejskiego w Krakowie.
  - Dopuszczenie kobiet do studiów na Uniwersytecie Jagiellońskim, początkowo jedynie na Wydziale Farmacji.
  - Emeryk Hutten-Czapski sprowadził zbiory muzealne do Krakowa. Początek Muzeum Czapskich w Krakowie.
- 1895:
  - Kwiecień – Julian Fałat został dyrektorem krakowskiej Szkoły Sztuk Pięknych.
  - Powstanie Drukarni Narodowej.
  - Rozpoczęła działalność kawiarnia Jama Michalika.
  - Oddano do użytku monumentalny gmach Collegium Medicum Uniwersytetu Jagiellońskiego.
  - Stanisław Wyspiański przeprowadził prace przy wykonaniu polichromii w kościele franciszkanów.
  - Rozpoczęcie restauracji katedry wawelskiej pod kierunkiem Sławomira Odrzywolskiego. Od roku 1904 prace te prowadzone były pod kierunkiem Zygmunta Hendla i trwały do 1910 r.
- 1896:
  - 19 lipca – w Podgórzu założony został park im. Bednarskiego.
  - 23 lipca – w Krakowie odbyła się premiera opery Goplana z muzyką Władysława Żeleńskiego i librettem Ludomiła Germana na podstawie Balladyny Juliusza Słowackiego.
  - 14 listopada – w Krakowie odbył się pokaz filmowy, był to drugi pokaz filmowy na ziemiach polskich (po Wrocławiu), do którego użyto aparatury braci Lumière.
  - 21 listopada – utworzenie Towarzystwa Miłośników Historii i Zabytków Krakowa.
  - Dyrektor handlowy fabryki Zieleniewskiego, Leon Zieleniewski, został Królem Kurkowym Krakowskiego Towarzystwa Strzeleckiego.
  - Na Czerwonym Prądniku i na Dąbiu zawiązało się stowarzyszenie robotnicze o orientacji katolicko-narodowej pod nazwą „Przyjaźń”.
  - Zaczęło wychodzić czasopismo „Prawo Ludu”. Ukazywało się do roku 1928.
- 1897:
  - 14 stycznia – w Krakowie utworzono Związek Młodzieży Polskiej „Zet”.
  - Lipiec – pierwsze kobiety uzyskały stopień magistra farmacji na Uniwersytecie Jagiellońskim.
  - 6 sierpnia – uroczysty pogrzeb Adama Asnyka. Poeta pochowany został w krypcie Zasłużonych na Skałce.
  - Otwarto pierwsze gimnazjum żeńskie.
  - Powstanie Towarzystwa Artystów Polskich „Sztuka”.
- 1898:
  - 22 lutego – urodził się Karol Bunsch, pisarz historyczny, publicysta i tłumacz literatury angielskiej i niemieckiej. Zasłynął serią powieści z czasów piastowskich.
  - 6 marca – otwarto Dom Matejki w Krakowie.
  - odsłonięto pomnik Adama Mickiewicza na rynku w Krakowie w stulecie urodzin poety.
  - Uliczne demonstracje robotników zakładów Zieleniewskiego, Rożena i Peterseima, domagających się od władz miejskich składania zamówień na roboty publiczne przedsiębiorstwom miejscowym.
  - Początek budowy Pałacu Sztuki Towarzystwa Przyjaciół Sztuk Pięknych w Krakowie. Gmach oddany został do użytku w roku 1901.
  - Powstała elektrownia stacji kolejowej Płaszów.
- 1899:
  - 3 lutego – w Krakowie zmarł Juliusz Kossak.
  - 2 lipca – powstanie krakowskiego oddziału Towarzystwa Uniwersytetu Ludowego im. Adama Mickiewicza.
  - 25 października – otwarto linię kolejową do Zakopanego.
  - Powstało Muzeum Historyczne Miasta Krakowa.
  - Zaczęło wychodzić czasopismo „Krytyka”. Ukazywało się do roku 1914.
  - Odbył się Zjazd Dziennikarzy Słowiańskich.
- 1900:
  - 24 lutego – przekształcenie Szkoły Sztuk Pięknych w Akademię Sztuk Pięknych.
  - 24 marca – w Krakowie odbyła się premiera dramatu Juliusza Słowackiego Sen srebrny Salomei.
  - 8 czerwca – na dziedzińcu Collegium Maius Uniwersytetu Jagiellońskiego odsłonięto pomnik Mikołaja Kopernika (w 1953 r. przeniesiony na Planty).
  - 20 listopada – w podkrakowskich Bronowicach Małych odbyło się słynne młodopolskie wesele Lucjana Rydla i Jadwigi Mikołajczykówny. Wydarzenie to stanowi temat dramatu Stanisława Wyspiańskiego Wesele.
  - Zawodową elektrownię komunalną jako pierwsze w Krakowie założyło Podgórze, powstała ona przy ul. Nadwiślańskiej 4.
  - Uruchomiona została sieć oświetlenia ulicznego w Podgórzu (z napięciem użytkowym 150 V).
  - Uroczystości z okazji 500 lat istnienia Uniwersytetu Jagiellońskiego.
  - Aktor Stanisław Knake-Zawadzki otworzył Teatr Ludowy. Przedstawienia odbywały się w sali Strzeleckiej, w ujeżdżalni Pod Kapucynami, w hali fabryki Peterseima przy ul. Krowoderskiej 32 i w parku Krakowskim.
  - Zakończenie wprawiania witraży Stanisława Wyspiańskiego w kościele franciszkanów w Krakowie.
  - Liczba mieszkańców Krakowa wynosiła około 85.300.
- 1901:
  - 14 lutego – otwarcie wodociągów miejskich w Krakowie.
  - 16 marca:
    - premiera Wesela Wyspiańskiego w Teatrze Miejskim.
    - uruchomienie pierwszych elektrycznych wąskotorowych tramwajów w Krakowie.

  - 8 czerwca – założenie Towarzystwa Polska Sztuka Stosowana.
  - 17 października – zmarł Michał Bałucki, związany z Krakowem powieściopisarz i komediopisarz.
  - Powstała wytwórnia sody Libana, przejęta w 1909 r. przez koncern Solvaya.
  - Wprowadzono nowy „Statut gminny dla Stołecznego Królewskiego Miasta Krakowa”.
  - Powstała elektrownia Krakowskiej Spółki Tramwajowej w zajezdni przy ul. św. Wawrzyńca.
- 1902:
  - Powstała idea tzw. Wielkiego Krakowa.
  - Rozpoczęło nieformalną działalność Muzeum Etnograficzne w Krakowie[26].
- 1903:
  - 12 marca – przejęcie przez miasto Muzeum Czapskich w Krakowie.
  - 16 maja – ukazało się pierwsze wydanie krakowskiego dziennika „Nowiny”.
  - 12–13 lipca – największa od 1813 r. powódź.
  - Z inicjatywy Wincentego Lutosławskiego rozpoczął działalność krakowski oddział organizacji wychowania narodowego „Eleusis” propagującej wstrzemięźliwość od alkoholu, tytoniu, hazardu i swobody seksualnej.
  - Witold Wojtkiewicz, malarz i rysownik, rozpoczął studia w krakowskiej Akademii Sztuk Pięknych.
  - Kraków stał się, obok Londynu, drugą siedzibą Komitetu Zagranicznego Polskiej Partii Socjalistycznej. Do Krakowa przeniesiono część archiwum PPS oraz redakcję pisma „Przedświat” (pismo wychodziło od 1903 do 1920 r.).
  - Powstała fabryka produktów chemicznych.
- 1904:
  - 11 lipca – Juliusz Leo został prezydentem Krakowa.
  - 12 września – prezydent miasta Juliusz Leo wprowadził w życie ideę Wielkiego Krakowa.
  - Muzeum Narodowe przejęło Dom Matejki, który, nabyty w 1895 r. od rodziny artysty przez Towarzystwo Jana Matejki, został otwarty w 1898 r.
  - Na zjeździe w Krakowie powołana została ogólnoaustriacka żydowska partia robotniczo-syjonistyczna Poale-Sjon.
  - Stanisław Wyspiański zaprojektował strój dla słynnego krakowskiego lajkonika.
- 1905:
  - 18 lutego – uruchomienie Zawodowej Elektrowni Miejskiej w Krakowie.
  - 2 marca – otwarto Dom Lekarski w Krakowie.
  - 7 sierpnia – przekazanie władzom cywilnym zamku wawelskiego. Początek prac remontowych i restauracji zamku.
  - 7 października – powstał pierwszy polski kabaret literacki. Występy Zielonego Balonika można było obejrzeć w Jamie Michalika wyłącznie na specjalne zaproszenie, a niewykazanie zachwytu wiązało się z brakiem zaproszenia na kolejne przedstawienia.
  - Zmarł przedsiębiorca Michał Zieleniewski, syn Ludwika.
  - Uruchomienie Zakładów Sodowych w Borku Fałęckim.
  - Strajk generalny w Krakowie i w Podgórzu pod hasłami walki o reformę prawa wyborczego.
- 1906:
  - 13 czerwca – powstał Klub Sportowy Cracovia (jako Akademicki Klub Footballowy), pierwszy klub sportowy na terytorium obecnej Polski.
  - Wrzesień-listopad – powstał jeden z najstarszych polskich klubów piłkarskich – TS (Towarzystwo Sportowe) Wisła Kraków.
  - 31 października – otwarto linię kolejową Kraków-Trzebinia-Mysłowice (dł. 65,17 km), należącą do Austriackich Kolei Państwowych.
  - 8 grudnia – założono klub sportowy Juvenia Kraków.
  - Początek współpracy Tadeusza Boya-Żeleńskiego z kabaretem Zielony Balonik.
  - Ustawa wiedeńskiej Rady Państwa o budowie kanału łączącego Dunaj z Wisłą, z portem rzecznym w Krakowie.
  - Przekształcenie fabryki Zieleniewskiego, działającej na zasadach spółki rodzinnej, w towarzystwo akcyjne C.K. Uprzywilejowana Fabryka Maszyn L. Zieleniewski Towarzystwo Akcyjne z kapitałem 1,5 mln koron.
- 1907:
  - 28 listopada – zmarł Stanisław Wyspiański. Został pochowany w krypcie Zasłużonych na Skałce. Jego pogrzeb stał się manifestacją narodową.
  - Uruchomione zostało pierwsze w Krakowie stałe kino, zwane Cyrkiem Edisona.
  - Zakłady Zieleniewskiego rozpoczęły budowę dużej, nowoczesnej fabryki na Grzegórzkach, z bocznicą kolejową i z dostępem do Wisły.
  - Założenie spółdzielni pod nazwą Pierwsza Spółka Spożywcza członków Stowarzyszeń Katolickich.
- 1908:
  - 2 maja – Irena Solska wywołała w Krakowie skandal pojawiwszy się nago (acz osłonięta tiulem i własnymi włosami) w wystawionej w Teatrze Miejskim sztuce Leopolda Staffa o Lady Godivie.
  - 20 września – odbyły się pierwsze odnotowane w prasie piłkarskie derby Krakowa.
  - 30 września – zmarł Karol Józef Teofil Estreicher, historyk literatury i teatru, krytyk literacki, bibliograf, wieloletni dyrektor Biblioteki Jagiellońskiej, nazywany „ojcem bibliografii polskiej”.
  - 3 listopada – przyjęcie przez Sejm Krajowy ustawy o utworzeniu Wielkiego Krakowa.
  - 5 grudnia – powstanie Akademickiego Związku Sportowego.
- 1909:
  - 17 lipca – pogrzeb Heleny Modrzejewskiej na cmentarzu Rakowickim.
  - Stocznia Zieleniewskiego przekazała austriackiej policji i straży granicznej statek holownik bocznokołowiec „Melsztyn” uzbrojony w działo 75 mm[27].
  - Czasopismo „Architekt” ogłosiło konkurs urbanistyczny na plan Wielkiego Krakowa.
- 1910:
  - 13 stycznia – w Krakowie Feliks Nowowiejski skomponował melodię do wiersza Rota Marii Konopnickiej.
  - 1 kwietnia – do Krakowa przyłączone zostały Zakrzówek, Dębniki, Półwsie Zwierzynieckie, Zwierzyniec, Czarna Wieś, Nowa Wieś, Łobzów, Krowodrza, Grzegórzki, Piaski, Olsza, oraz część Prądnika Białego i Czerwonego.
  - 1 kwietnia – Rada Miejska Krakowa zakupiła grunty na Grzegórzkach w celu wybudowania Hali Targowej. Wokół hali wkrótce powstały sklepiki i kramy, tworzące plac handlowy działający do dziś.
  - 23 kwietnia – rejestracja Towarzystwa „Strzelec”.
  - 15 lipca – uroczyste odsłonięcie pomnika Grunwaldzkiego w Krakowie.
  - 19 października – do Krakowa przyłączono Bronowice Wielkie jako XXXVI dzielnicę katastralną.
  - 6 grudnia – ukazał się pierwszy numer „Ilustrowanego Kuriera Codziennego”. Pismo wychodziło do 1939 r.
  - Zmiana koryta rzeki Rudawy, płynącej dzisiejszymi ul. Piłsudskiego i Retoryka. Prace trwały do 1912 r.
  - W Niepołomicach pod Krakowem powstał 14-metrowy kopiec, usypany z okazji 500-lecia zwycięstwa pod Grunwaldem. Prace trwały do 1915 r.
  - Powstały Zakłady Cukiernicze Piaseckiego.
  - Liczba mieszkańców Krakowa w grudniu wynosiła 151 886, w tym wojska 9 368. W tym miesiącu zawarto 35 małżeństw, urodziło się 333 żywych dzieci, zmarło 365 osób[28].
- 1911:
  - 29 stycznia – strajk studentów Uniwersytetu Jagiellońskiego przeciw powierzeniu katedry socjologii Kazimierzowi Zimmermannowi (tzw. zimmermaniada).
  - 1 kwietnia – do Krakowa przyłączone zostały Beszcz, Głębinów, Ludwinów i Dąbie.
  - 6 października – powstanie pierwszej drużyny skautowej.
  - „Pierwszy zjazd miłośników ojczystych zabytków”, na którym sformułowano nowoczesne poglądy konserwatorskie.
- 1912:
  - 3 marca – biskup krakowski Adam Stefan Sapieha odbył ingres do katedry wawelskiej.
  - 31 marca – rozegrano pierwszy mecz na stadionie Cracovii.
  - 1 kwietnia – do Krakowa przyłączony został Płaszów.
  - 1 czerwca – w Krakowie otwarto Hotel Francuski.
  - 22 czerwca – do Krakowa z Paryża przybył Włodzimierz Lenin.
  - Otwarcie pierwszego w Krakowie nowoczesnego kina „Wanda” w specjalnie wzniesionym budynku przy ul. św. Gertrudy 5. W tym samym roku otworzone zostało także kino „Uciecha”.
  - Towarzystwo Akcyjne Zieleniewski buduje odlewnię, bocznicę kolejową oraz stocznię rzeczną na Wiśle do produkcji parostatków i pogłębiarek.
  - Budowa kolejnych 3 parostatków dla Wisły i Sanu: „Tyniec”, „Wanda” i „Kopernik”.
  - Zakłady Zieleniewskiego wzięły udział w remoncie więźby dachowej wykupionego z rąk austriackich zamku na Wawelu.
  - W związku z rozwojem lotnictwa Austro-Węgier powstało Lotnisko Kraków-Rakowice-Czyżyny.
  - Ukończenie budowy Szkoły Przemysłowej według projektu Sławomira Odrzywolskiego.
- 1913:
  - 25 maja – w Krakowie śmiercią samobójczą zmarł Adam Bochenek, polski lekarz, autor wielokrotnie wznawianego podręcznika anatomii.
  - Włodzimierz Lenin wygłosił w lokalu Uniwersytetu Ludowego przy ul. Szewskiej 16 odczyt pt. „Ruch robotniczy w Rosji a socjalna demokracja”.
  - Powstała sieć oświetlenia ulicznego w Krakowie (z napięciem użytkowym 200 V).
  - Zakup Fabryki Maszyn księcia Lubomirskiego we Lwowie; fuzja z Pierwszym Galicyjskim Towarzystwem Akcyjnym dla Budowy Wagonów i Maszyn w Sanoku. S.A.L. Zieleniewski stała się pierwszym w zaborze austriackim przedsiębiorstwem wielozakładowym typu koncernowego.
  - Koncern Zieleniewskiego rozpoczął produkcję silników dwusuwowych „Elzeta” konstrukcji Edmunda Zieleniewskiego.
  - Wojciech Kossak, malarz, syn Juliusza Kossaka, został przewodniczącym Sekcji Samochodowej przy Krajowym Związku Turystycznym.
  - Oddano do użytku most Krakusa.
- 1914:
  - 16 kwietnia – został uroczyście otwarty Stadion Wisły Kraków.
  - Zebranie Rady Miejskiej nowej kadencji. W jej skład weszło 67 chrześcijan i 20 Żydów.
  - Magistrat wydał „regulamin dla komunikacji w stołecznym królewskim mieście Krakowie”. Przewidywał on ruch lewostronny. Zakazywano przejazdów „wszelkimi wozami i automobilami ciężarowymi” w obrębie Plant, z wyjątkiem ulic Franciszkańskiej i Dominikańskiej.
  - 28 lipca – wybuch I wojny światowej.
  - Ciała ofiar zamachu w Sarajewie, następcy tronu Austro-Węgier arcyksięcia Ferdynanda i jego małżonki Zofii, przetransportowane zostały do Wiednia wagonem-lodówką firmy L. Zieleniewski.
  - 3 sierpnia – powstała Pierwsza Kompania Kadrowa.
  - Józef Piłsudski ogłosił mobilizację polskich sił strzeleckich.
  - 6 sierpnia – wymarsz z krakowskich Oleandrów Pierwszej Kompanii Kadrowej, w tym 13 pułku piechoty złożonego z miejscowych rekrutów („krakowskie dzieci”).
  - 13 sierpnia – Władysław Belina-Prażmowski, członek Związku Walki Czynnej, późniejszy prezydent Krakowa, stworzył pierwszy szwadron w sile 140 ludzi.
  - 16 sierpnia – powołano Naczelny Komitet Narodowy – reprezentację polityczną polskich stronnictw z Galicji i niektórych z Królestwa Polskiego.
  - 16 listopada-grudzień – bitwa pod Krakowem: walki o Twierdzę Kraków. Ewakuacja urzędów i części ludności.
  - 30 listopada/1 grudnia – po wkroczeniu wojsk rosyjskich w nocy do Wieliczki rozpoczęła się bitwa pod Krakowem.
- 1915:
  - 3 kwietnia – wydanie zakazu malowania pisanek (zakaz zniesiono dopiero 19 marca 2008 r.)
  - 19 maja – zatwierdzenie statutu Książęco-Biskupiego Komitetu Pomocy.
  - 1 lipca – przyłączenie Podgórza do Krakowa, zakończenie procesu tworzenia Wielkiego Krakowa. Miasto obejmowało 46,9 km² i liczyło ponad 180 tys. mieszkańców.
  - 4 lipca – na moście Krakusa miało miejsce uroczyste połączenie Krakowa z Podgórzem, w którym wzięli udział prezydent Krakowa Juliusz Leo i ostatni burmistrz Podgórza Franciszek Maryewski.
  - 1 grudnia – pod obeliskiem wzniesionym na wzgórzu Kaim pod Wieliczką dla uczczenia odparcia wojsk rosyjskich odbyła się uroczystość w rocznicę tego wydarzenia.
- 1916:
  - Utworzono miejski urząd opieki socjalnej dla inwalidów oraz wdów i sierot po poległych.
  - Powstała Krajowa Komisja Związków Zawodowych w Krakowie, podległa centrali w Wiedniu.
  - 25 grudnia – zmarł Adam Chmielowski, powstaniec, malarz, zakonnik, opiekun ubogich.
- 1917:
  - Odkrycie najstarszej świątyni na ziemiach polskich podczas prac konserwatorskich na Wawelu. Odkryta została świątynia św. św. Feliksa i Adaukta pochodząca z przełomu X i XI w. Świątynia wykonana była z surowego łupanego kamienia.
  - Teren Lasku Wolskiego został wykupiony przez Komunalną Kasę Oszczędności i ofiarowany miastu Kraków.
  - Na Dębnikach powstała filia lwowskiej spółki „Automotor”.

## Lata 1918–1939 – okresII Rzeczypospolitej
- 1918:
  - 11–13 lutego – demonstracje antyniemieckie i antyaustriackie spowodowane podpisaniem „traktatu brzeskiego”, w wyniku których m.in. zdemolowano konsulat niemiecki przy pl. Biskupim[29]. Dla ich stłumienia władze sprowadziły z Wiednia pułki tyrolskie, uchodzące za najwierniejsze monarchii.
  - 6 marca – Jan Kanty Federowicz został prezydentem Krakowa.
  - 9 lipca – ukazało się pierwsze wydanie krakowskiego Nowego Dziennika, polskojęzycznej gazety żydowskiej.
  - 28 października – utworzenie w Krakowie Polskiej Komisji Likwidacyjnej.
  - 31 października:
    - wczesnym rankiem żołnierze Polscy, pod dowództwem poruczników Antoniego Stawarza i Ludwika Iwaszkę, rozbili Niemców w koszarach w Podgórzu, a następnie – przypiąwszy orzełki i kokardy narodowe – przemaszerowali przez Rynek Główny w Krakowie. Za ich przykładem poszli inni polscy żołnierze.
    - w budynku magistratu Austriacy przekazali władzę w mieście i twierdzy w ręce pułkownika Bolesława Roi, mianowanego przez Komisję Likwidacyjną komendantem wojska polskiego. Kraków, jako drugie po Tarnowie miasto polskie, zrzucił obce panowanie i stał się cząstką niepodległego państwa polskiego.
    - Edmund Paweł Zieleniewski jr., szef Sekcji Handlu i Przemysłu Polskiej Komisji Likwidacyjnej, przejął z rąk kapitulujących Austriaków fort na kopcu Kościuszki.

  - 1 listopada – w Płaszowie pod Krakowem zdobyto austriacki tabor pancerny. Powstały z niego pociągi pancerne: Śmiały i Piłsudczyk.
  - 2 listopada – utworzenie Straży Obywatelskiej, rozwiązanej 9 października 1919 r.
  - 3 listopada – rozpoczęcie formowania Batalionu Akademickiego.
  - Listopad – Rada Miejska Krakowa uchwaliła ostry protest przeciw warunkom pokoju brzeskiego, na mocy którego włączono do Ukrainy ziemie Królestwa Polskiego (gubernia chełmska). W mieście odbyła się wielka manifestacja ludności, porządku pilnowała straż obywatelska.
  - Marian Dąbrowski, wydawca i redaktor krakowskiego „Ilustrowanego Kuryera Codziennego”, zainicjował powstanie teatru Bagatela w Krakowie.
- 1919:
  - 8 stycznia – krakowski magistrat zakazał wyrabiania i pozakartkowego sprzedawania chleba jasnego z mąki pszennej.
  - 10 stycznia – do obiegu wprowadzono w Krakowie austriackie znaczki pocztowe z nadrukiem „Poczta Polska”.
  - 26 stycznia – pierwsze wybory do Sejmu Ustawodawczego w niepodległej Polsce. W Krakowie prawica zdobyła 45%, lewica – 30%, stronnictwa żydowskie – 17% głosów.
  - 20 marca – otwarcie Giełdy Pieniężnej w Krakowie.
  - 8 kwietnia – powołanie Akademii Górniczej w Krakowie.
  - Rada Miejska Krakowa uchwaliła rezolucję domagającą się przyznania Polsce Śląska Cieszyńskiego, Spisza i Orawy. Identyczną rezolucję uchwalił wiec na Rynku Głównym.
  - 8 czerwca – Krakowski Komitet Walki z Lichwą zaapelował do producentów i kupców, by bezzwłocznie obniżyli ceny.
  - 13 lipca – założono klub sportowy Wawel Kraków.
  - 16 lipca – na Błoniach odbyła się rewia wojskowa z udziałem przebywających w mieście oddziałów armii gen. Józefa Hallera. Rewia była częścią obchodów rocznicy grunwaldzkiej.
  - 21–29 lipca – na Wawelu prowadzone były rokowania polsko-czeskie w sprawie podziału Śląska Cieszyńskiego.
  - 26 lipca – lotnicy z wojskowego lotniska w Czyżynach zorganizowali wycieczkowe przeloty nad Krakowem. Jeden przelot kosztował 1000 marek. Dochód przeznaczony był na sfinansowanie wyjazdu polskich sportowców na igrzyska olimpijskie do Antwerpii.
  - 7 września – wystawa Formistów Polskich w Pałacu Sztuki.
  - 11 października – w Krakowie założono pierwszy związek sportowy w niepodległej Polsce – Polski Związek Lekkiej Atletyki.
  - 12 października – w Krakowie powstał Polski Komitet Olimpijski.
  - 19 października – święto zjednoczenia armii, symboliczne połączenie trzech formacji wojskowych walczących o niepodległość.
  - 20 października – oficjalna inauguracja roku akademickiego na Akademii Górniczej.
  - 25 października – inauguracja działalności Teatru Bagatela w Krakowie.
  - Śmierć dyrektora naczelnego Koncernu Zieleniewskiego, Edmunda Zieleniewskiego.
  - Koncern „S.A.L. Zieleniewski” udanie zadebiutował na giełdzie. Rozkwit przedsiębiorstwa.
  - Powstała fabryka maszyn „Labor”.
  - Na Uniwersytecie Jagiellońskim kobietom zezwolono studiować prawo.
- 1920:
  - Studenci podjęli decyzję o przerwaniu zajęć, wstąpieniu do wojska i wzięciu udziału w wojnie polsko-bolszewickiej.
  - 29 lutego:
    - na Rynku Głównym w Krakowie odbył się Wiec Śląski z udziałem 100 tys. osób. Z tej okazji przybyło do miasta około 10 tys. gości ze Śląska Cieszyńskiego, Spisza i Orawy. W uchwalonych rezolucjach deklarowano wszelką pomoc na czas plebiscytu, zapowiadano, że sfałszowane wyniki plebiscytu nie zostaną uznane, a na wszelki gwałt ludność polska odpowie gwałtem.
    - w ramach „Tygodnia obrony Kresów Zachodnich” rozpoczęto w Krakowie zbiórkę pieniędzy, którą poparli wspólną odezwą prezes Polskiej Akademii Umiejętności (PAU) prof. K. Morawski, dowódca frontu śląskiego gen. F. Latinik oraz posłowie śląscy do Sejmu Ustawodawczego.

  - 28 marca – w ujeżdżalni wojskowej przy ul. Zwierzynieckiej w Krakowie odbyły się zapasy atletyczne oraz pierwszy w Polsce mecz bokserski.
  - 17 sierpnia – na stacji Grzegórzki biskup Adam Stefan Sapieha poświęcił pociąg pancerny „Śmierć”. Tuż po uroczystości pociąg odjechał na front, a na jego wieżyczce powiewała flaga z trupią głową i napisem: „Śmierć komunie”.
  - 24 sierpnia – w polskim przytułku św. Kazimierza w Paryżu zmarł Edward Goldstein, uczestnik powstania styczniowego, kolekcjoner dzieł sztuki. Bogate zbiory ofiarował krakowskiemu Muzeum Narodowemu.
- 1921:
  - 16 stycznia – w Krakowie zorganizowano uroczystość powitania wracającej z frontu 6. Dywizji Piechoty. W kościele Mariackim odprawiono nabożeństwo, a na Rynku Głównym 53 żołnierzy dywizji udekorowano krzyżami Virtuti Militari i odbyła się defilada.
  - 28 kwietnia – wydział prawa Uniwersytetu Jagiellońskiego nadał Józefowi Piłsudskiemu doktorat honoris causa.
  - 4 maja:
    - nadzwyczajne posiedzenie Rady Miejskiej Krakowa, na którym powołano komitet pomocy dla kresów śląskich i przekazano mu 1 mln marek.
    - wiec młodzieży na Uniwersytecie Jagiellońskim, popierający walkę ludu śląskiego o połączenie z macierzą. Powołano Akademicki Komitet Obrony Górnego Śląska. Wiec zakończył się pod pomnikiem Mickiewicza.

  - 21 maja – w Krakowie ukazał się pierwszy numer „Przeglądu Sportowego”.
  - 29 maja – konsekracja bazyliki Najświętszego Serca Pana Jezusa w Krakowie.
  - 30 września – ogłoszenie wyników pierwszego po wojnie spisu ludności Krakowa. Kraków liczył 183751 mieszkańców.
  - 6 listopada – otwarcie Studium Pedagogicznego Uniwersytetu Jagiellońskiego.
  - 13 listopada – ukazała się jednodniówka futurystów „Nuż w bżuhu”, zredagowana przez Brunona Jasieńskiego i Anatola Sterna.
  - Listopad – otwarcie kina „Warszawa”.
  - Amerykańska misja ratunkowa otwarła przy ul. św. Krzyża 7 kuchnię dla ubogiej inteligencji.
- 1922:
  - 18 marca – powstało Kuratorium Okręgu Szkolnego Krakowskiego.
  - 30 kwietnia – powróciła na Wawel pierwsza część arrasów i głów wawelskich rewindykowanych z Rosji.
  - 4 maja – w kinie „Sztuka” rozpoczęto wyświetlanie filmu Chłopi według powieści Władysława Reymonta.
  - 25 maja – Krakowianie przyjęli uroczyście Władysława Mickiewicza. Pod pomnikiem Adama Mickiewicza przedefilowała przed nim młodzież Uniwersytetu Jagiellońskiego. Uniwersytet nadał Władysławowi Mickiewiczowi doktorat honoris causa za zasługi w propagowaniu twórczości ojca.
  - 28 maja – „Ilustrowany Kurier Codzienny” zorganizował Pierwszy Bieg Okrężny.
  - Lipiec – kierownictwo i pracownicy Wojskowego Magazynu Pościeli w Krakowie-Grzegórzkach ufundowali trzytysięczną cegiełkę wawelską.
  - 1 sierpnia – w związku z szybką inflacją podniesiono cenę cegiełki wawelskiej do 100 tys. marek. Cena ustalona na początku 1921 r. pokrywała wówczas koszty jednego dnia pracy przy renowacji Wawelu, a w roku 1922 już tylko jedną godzinę.
  - 6 sierpnia – powstał w Krakowie Związek Legionistów.
  - 15 grudnia – powstało Towarzystwo Miłośników Książki w Krakowie.
- 1923:
  - 8 stycznia – strajkujący krakowscy drukarze napadli na łamistrajków pracujących w Drukarni Anczyc i Ska. Musiała interweniować policja.
  - 17 lutego – otwarcie Fabryki Czekolady i Cukrów „Optima”.
  - 20 kwietnia – obok domu rektora Uniwersytetu Jagiellońskiego Władysława Natansona przy ulicy Studenckiej 3 eksplodowała bomba. Obyło się bez ofiar w ludziach, zniszczone zostały drzwi i szyby w sąsiednich budynkach.
  - 11 maja:
    - wizyta w Krakowie francuskiego marszałka Ferdynanda Focha.
    - uruchomienie fabryki Kapeluszy Słomkowych i Filcowych Samuela Weinera przy ul. Krowoderskiej w Krakowie. Fabryka zatrudniała 120 osób.

  - 15 maja – w Krakowie dokonano zamachu bombowego na budynek redakcji żydowskiego, wydawanego w języku polskim „Nowego Dziennika”.
  - 15–16 czerwca – Kraków wizytował prezydent RP Stanisław Wojciechowski, który położył kamień węgielny pod budowę gmachu Akademii Górniczej.
  - Wrzesień – powstała Fabryka Wyrobów Czekoladowych O. Pischingera.
  - 5 października – na Kazimierzu przy ul. Józefa 1 wykryto tajny kantor, w którym na dużą skalę dokonywano nielegalnych transakcji walutowych. W trakcie rewizji skonfiskowano znaczną ilość towarów, złotych i srebrnych koron austriackich, klejnotów i marek polskich.
  - 22 października – początek kilkunastodniowego strajku kolejarzy krakowskich.
  - 5 listopada – początek strajku powszechnego.
  - 6 listopada – starcia robotników z policją i wojskiem – zginęło 18 robotników, a kilkudziesięciu zostało rannych. Po stronie sił porządkowych również były ofiary – 14 żołnierzy straciło życie, a około 130 zostało rannych.
  - Adolf Szyszko-Bohusz opublikował wyniki swoich prac badawczych prowadzonych na wzgórzu wawelskim w książce Z historii romańskiego Wawelu.
  - Powstanie grupy kapistów (Komitet Paryski).
  - Wydział prawa Uniwersytetu Jagiellońskiego opowiedział się za wprowadzeniem zasady numerus clausus. Podobne stanowisko zajął wydział lekarski, a przeciwko tej zasadzie wypowiedział się wydział filozoficzny.
- 1924:
  - 12 stycznia – obrabowano sklep jubilerski Jakuba Kwaśniewskiego w Sukiennicach. Złodzieje zabrali: 8 budzików, 20 złotych pierścionków z brylantami, 100 złotych pierścionków z kamieniami szlachetnymi, 25 par złotych kolczyków, 10 złotych spinek do krawatów, 5 par złotych spinek do mankietów oraz około 100 sztuk innej biżuterii złotej i srebrnej[30].
  - 18 lipca – w wyniku reformy pieniężnej przeprowadzonej przez ministra finansów Władysława Grabskiego pojawiły się w obiegu pierwsze monety o nominale 1 i 10 groszy. Były one rozchwytywane przez kupców.
  - 19 lipca – rozwiązanie Rady Miejskiej Krakowa i ustanowienie zarządu komisarycznego.
  - 21 lipca – Zdzisław Wawrausch został prezydentem Krakowa.
  - 7 sierpnia – wyszedł pierwszy numer tygodnika „Światowid”.
  - 7 września – z inicjatywy Związku Legionistów otwarto w Pałacu Sztuki Wystawę Legionów Polskich. Przy otwarciu obecni byli płk Bolesław Wieniawa-Długoszowski i płk Walery Sławek, prezes Związku Legionistów. Na wystawie zgromadzono dzieła sztuki związane z Legionami oraz pamiątki legionowe.
  - 2 października – w Krakowie zainaugurowano obrady II Zjazdu Fizyków Polskich, uroczystego otwarcia dokonał senior Władysław Natanson.
  - Przy ul. Wielopole otwarty został gmach krakowskiego oddziału PKO.
  - Rozpoczął działalność krakowski oddział Banku Polskiego.
  - Sąd przysięgłych uniewinnił robotników oskarżonych o uczestnictwo w zajściach listopadowych.
- 1925:
  - 4 stycznia – temperatura w Krakowie wynosiła tego dnia plus 16 stopni Celsjusza. Była to najwyższa styczniowa temperatura zanotowana w mieście od 100 lat.
  - 8 stycznia – w krakowskiej dyrekcji PKP rozpoczęły się obrady międzynarodowej konferencji kolejarskiej z udziałem przedstawicieli sześciu krajów.
  - 28 maja – powstało państwowe Wyższe Studium Handlowe w Krakowie[31].
  - 21 lipca – Witold Ostrowski został prezydentem Krakowa.
  - 28 września – dolar kosztował w Krakowie od 6, 05 zł do 6,19 zł.
  - 14 grudnia – podniesienie biskupstwa krakowskiego do rangi arcybiskupstwa.
  - Asystent Krakowskiego Obserwatorium Astronomicznego Lucjan Orkisz dokonał pierwszego w Polsce odkrycia komety.
  - Powstał Instytut Leczenia Radem.
- 1926:
  - 12 stycznia – powstało koło „Literat”.
  - Luty – na ulice Krakowa wyjechały nowe samochody miejskie przeznaczone do wywożenia śmieci i popiołu. Niektóre z nich miały samoczynne opróżniające się paki.
  - 12 maja – do Krakowa dotarły pierwsze wiadomości o zamachu stanu Józefa Piłsudskiego.
  - 15 maja – strajk powszechny proklamowany przez PPS na znak poparcia dla Józefa Piłsudskiego.
  - 4 czerwca – reaktywowanie Rady Miejskiej Krakowa.
  - 13 czerwca – w Krakowie została założona PPS-Lewica (1926-1931).
  - 19 czerwca – Karol Rolle został prezydentem Krakowa.
  - 18 lipca – na terenach należących do klubu „Cracovia” oddano do użytku największy w kraju tor wyścigowy, mający 440 metrów długości i 8 szerokości. Na uroczyste otwarcie urządzono wyścigi kolarskie i motocyklowe.
  - 24 października – do użytku oddany został drugi Dom Akademicki w Oleandrach.
  - 12 grudnia – powstał regionalny oddział Obóz Wielkiej Polski.
  - Zaczął wychodzić dwutygodnik „Gazeta Literacka”. Ukazywał się do roku 1934.
  - Koncern Zieleniewskiego przekazał Polskiej Marynarce Wojennej zbudowany w Krakowie na Grzegórzkach pierwszy z planowanej serii okrętów-monitorów. Okręt o wyporności 70,3 t. uzbrojony był w haubicę 100 mm i 2 działa 75 mm.
  - Zlikwidowanie elektrowni w Podgórzu.
  - Powstała Polsko-Szwajcarska Fabryka Czekolady „Suchard”.
  - Powstała pierwsza w Krakowie radiostacja.
- 1927:
  - 1–10 stycznia – strajk drukarzy.
  - 9–18 stycznia – strajk czeladników piekarskich.
  - 15 lutego – Rozgłośnia Polskiego Radia w Krakowie jako druga w Polsce, po Warszawie, rozpoczęła emisję programów.
  - 15 marca – Krakowski Koncern Prasowy IKC przeniósł się do Pałacu Prasy.
  - 16 kwietnia – nadana została pierwsza transmisja radiowa hejnału z wieży Mariackiej kościoła Mariackiego w Krakowie.
  - 5 czerwca – katastrofa w Witkowicach spowodowała panikę wśród mieszkańców miasta i straty materialne.
  - 28 czerwca – złożenie sprowadzonych z Francji prochów Juliusza Słowackiego w podziemiach katedry wawelskiej.
  - 16 lipca – nad Krakowem przeszła gwałtowna burza z silnymi wyładowaniami elektrycznymi. Piorun uszkodził podziemne kable, przerwana została komunikacja tramwajowa, jako że 10 wozów miało uszkodzone silniki. Pioruny uszkodziły też przewody elektryczne i telefony w wielu mieszkaniach.
  - 20 lipca – Stanisław Adamczyk, polski radny z Chicago, złożył na sarkofagu Kościuszki wieniec od murzyńskich radnych tego miasta z napisem: „Od przedstawicieli czarnej ludności miasta Chicago USA – naszemu bohaterowi Tadeuszowi Kościuszce, prekursorowi demokracji”.
  - Lipiec – na placu Świętego Ducha powstał samorzutnie dworzec autobusowy, z którego autobusy lancia odjeżdżały do wszystkich ważniejszych miejscowości w województwie.
  - 28 września – przy ulicy Lubicz otwarto kino „Corso”.
  - 30 września-1 października – wizyta prezydenta RP Ignacego Mościckiego w Krakowie.
  - 5 października – poświęcony został nowy gmach Wyższej Szkoły Handlowej w Krakowie przy ul. Sienkiewicza 4, inaugurując tym samym nowy rok akademicki.
  - 1 listopada – na cmentarzu Rakowickim odsłonięty został pomnik Żołnierzy Legionów.
  - 12 listopada – pierwsza w Krakowie rewia mody w Starym Teatrze.
  - 4 grudnia – otwarcie gmachu Kasy Chorych.
  - Uruchomienie pierwszej miejskiej linii autobusowej.
  - Antoni Wasilewski zainicjował organizację dorocznego konkursu na najpiękniejszą szopkę bożonarodzeniową w Krakowie.
- 1928:
  - 3 stycznia – uruchomiono linię autobusową z Krakowa przez Prądnik Biały do Witkowic. Codziennie odjeżdżały cztery autobusy.
  - 1 lutego – powstał Aeroklub Krakowski.
  - 6–7 kwietnia – pożar Teatru Bagatela w Krakowie.
  - 16 lipca – po południu temperatura w Krakowie osiągnęła plus 47 stopni Celsjusza.
  - 31 lipca – ukazał się ostatni numer pisma „Nowa Reforma”.
  - 7 września – po raz pierwszy w dziejach krakowskiego ogrodu botanicznego zakwitła agawa.
  - Październik – na Wawel przybyły rewindykowane z ZSRR, na mocy traktatu ryskiego, dobra kultury narodowej, m.in. Szczerbiec.
  - 15 listopada – otwarty został Żydowski Dom Akademicki.
  - Otwarcie Państwowej Fabryki Kabli, która od 1930 r. działała w Płaszowie.
  - Nieudany zamach bombowy na Pałac Prasy.
- 1929:
  - 6 lipca – w Lasku Wolskim otwarty został ogród zoologiczny pod nazwą „Zwierzyniec Fauny Krajowej”.
  - 14 lipca – Krakowski Związek Literatów wystąpił do władz miasta z propozycją umieszczenia tablic pamiątkowych na domach, w których mieszkali wybitni pisarze.
  - 17 sierpnia – na kilku ulicach w Krakowie, m.in. na Zakopiańskiej, zainstalowane zostało oświetlenie elektryczne.
  - 22 września – Radio Kraków zrealizowało pierwszą w Polsce transmisję radiową z meczu piłkarskiego: Wisła – Cracovia.
  - 8 października – zmarł Jacek Malczewski, malarz, jeden z głównych przedstawicieli symbolizmu przełomu XIX i XX wieku.
  - 28 listopada – otworzone zostało Śląskie Seminarium Duchowne przy alei Mickiewicza w Krakowie.
  - 21 grudnia – pierwsza projekcja filmu dźwiękowego w kinie „Uciecha”.
  - Czołowy zakład Koncernu Zieleniewskiego, fabryka na Grzegórzkach, zatrudniała prawie tysiąc robotników. Stanowiło to 2/3 zatrudnionych w całym przemyśle maszynowym w Krakowie.
  - Powstał Klub Sportowy „Zieleniewski-Fitzner-Gamper (ZFG)”, rozwiązany w ramach represji po strajku w 1936 r.
  - Ukonstytuował się komitet Bezpartyjny Blok Współpracy z Rządem (BBWR) w Krakowie.
  - Podczas prac konserwacyjnych w katedrze na Wawelu otworzony został sarkofag Anny Jagiellonki.
  - Demonstracje Żydów krakowskich przeciwko pogromom w Palestynie.
- 1930:
  - 13 stycznia – powstanie Rycerskiego Zakonu Bibliofilskiego i Kapituły Orderu Białego Kruka.
  - 16 marca – Radio Kraków pierwszy raz transmitowało mszę świętą z katedry na Wawelu.
  - 6 kwietnia – otwarcie kina „Apollo”.
  - 11 maja – odbył się dziewiąty Bieg Okrężny. Pierwsze miejsce zajął Janusz Kusociński. Uczestniczyło 150 zawodników.
  - 8 czerwca – nakładem koncernu „IKC” ukazał się pierwszy numer tygodnika satyryczno-humorystycznego „Wróble na dachu”.
  - 12 czerwca – położono kamień węgielny pod budowę gmachu Biblioteki Jagiellońskiej.
  - 29 czerwca – w budynku Starego Teatru w Krakowie odbyły się obrady Kongresu Centrolewu.
  - 16 lipca – prasa informowała, iż Biblioteka Jagiellońska „znajduje się dzisiaj w opłakanym stanie, że księgi gniją, a brak pieniędzy nie pozwala na nowe nabytki”.
  - Lipiec – w Krakowie obok klasztoru norbertanek otwarto plażę. Nawieziono piasku, zbudowano szatnie i ustawiono kosze.
  - Październik – otwarcie Domu Medyków.
  - 7 grudnia – w Starym Teatrze w Krakowie wystąpiła Ada Sari.
  - 10 grudnia – list 45 profesorów Uniwersytetu Jagiellońskiego z protestem w „Sprawie brzeskiej”.
  - Powstanie Grupy Krakowskiej.
  - Światowy kryzys gospodarczy spowodował drastyczny spadek zatrudnienia we wszystkich zakładach Koncernu Zieleniewskiego, w fabryce krakowskiej aż o 56 procent.
  - Krakowski Klub Motocyklowy zorganizował w Lasku Wolskim pierwszy w Polsce wyścig terenowy.
  - Powstała fabryka chemiczno-farmaceutyczna, która dała początek „Polfie”.
  - Kraków przeszedł na zasilanie z elektrowni okręgowej w Jaworznie.
- 1931:
  - Styczeń – literaci krakowscy przyłączyli się do protestu w sprawie więźniów brzeskich.
  - 13 stycznia – policja rozpędziła przed magistratem demonstrujących bezrobotnych.
  - 15 lutego – Krakowska Kasa Chorych wprowadziła nocne, świąteczne i niedzielne dyżury lekarzy.
  - 18 lutego – wojewoda krakowski rozwiązał Radę Miejską Krakowa.
  - 21 kwietnia – ukazał się pierwszy numer tygodnika sportowego „Raz, Dwa, Trzy”.
  - 18 maja – dwaj profesorowie Wydziału Lekarskiego Uniwersytecie Jagiellońskim zostali porwani. Żona jednego z nich wypłaciła okup 4 tys. dolarów. Policja wpadła na trop porywacza, który podczas pościgu popełnił samobójstwo. Okup został odzyskany.
  - 26 maja – urodził się Antoni Jan Dziatkowiak, lekarz kardiochirurg, od 1979 związany z Akademią Medyczną. Wsławił się rutynowo przeprowadzanymi operacjami przeszczepienia serca w skali takiej jak na klinice prof. Religi.
  - Lipiec – prasa krakowska pisała, że żebranie stało się szczególnie uciążliwe: żebracy zawodowi nawiedzają natrętnie sklepy i kupców, aby wymóc dla siebie wsparcie.
  - 16 lipca – Władysław Belina-Prażmowski został prezydentem Krakowa.
  - 17 lipca – rozpoczęcie budowy Domu im. Józefa Piłsudskiego w Oleandrach.
  - 31 sierpnia – aby powstrzymać narastającą przestępczość, krakowska policja przeprowadziła wielką nocną obławę.
  - 28–30 października – rozruchy antyżydowskie na uczelniach krakowskich.
  - 10–13 listopada – ponownie rozruchy antyżydowskie na uczelniach krakowskich i w mieście.
  - Rozpoczęcie budowy nowego gmachu Biblioteki Jagiellońskiej. Prace zostały ukończone w 1939 r.
  - Liczba mieszkańców Krakowa wynosiła około 219.300.
- 1932:
  - 6 stycznia – w Teatrze Starym w Krakowie występowała Hanka Ordonówna.
  - 7 stycznia – w Starym Teatrze wystąpił z recitalem Artur Rubinstein.
  - 15 stycznia – w mieszkaniu przy ul. św. Gertrudy 6 policja zatrzymała 38 uczestniczek komunistycznego zebrania wychowawczyń dzieci i pielęgniarek. Spośród zatrzymanych aresztowano 12 osób.
  - 19 stycznia – krakowska policja aresztowała dwóch członków Ligi Zielonej Wstążki, rozrzucających ulotki wzywające do bojkotu sklepów żydowskich.
  - 16 marca – rozpoczął się strajk generalny robotników, proklamowany przez PPS.
  - 25 maja – po kilkuletniej przerwie reaktywowano obchody święta 20. Pułku Dzieci Ziemi Krakowskiej.
  - 18 września – otwarcie Pierwszej Ogólnopolskiej Wystawy Fotografii Artystycznej.
  - 24–25 listopada – obchody 25-lecia śmierci Stanisława Wyspiańskiego.
  - 22 grudnia – ukończono odnawianie ołtarza Wita Stwosza.
  - Manifestacja w Rynku Głównym przeciwko rewizjonistycznej polityce Niemiec.
- 1933:
  - 19 stycznia – otwarcie czwartego mostu na Wiśle w Krakowie, nazwanego mostem Józefa Piłsudskiego.
  - 16 lutego – Mieczysław Kaplicki został prezydentem Krakowa.
  - 18 marca – wojewoda rozwiązał Związek Hallerczyków i Obóz Wielkiej Polski.
  - 6 marca-29 kwietnia – proces Rity Gorgonowej.
  - 28 marca – ustanowienie nagrody literackiej miasta Krakowa.
  - 1 czerwca – wyszedł pierwszy numer pisma „Tempa Dnia”.
  - 12 czerwca – otwarcie centrali międzymiastowej w gmachu Poczty Głównej.
  - 20–25 czerwca – obrady Pierwszego Kongresu Eucharystycznego Archidiecezji Krakowskiej.
  - 13 lipca-30 września – wystawa pamiątek po Janie III Sobieskim na Zamku Królewskim na Wawelu.
  - 24 lipca – początek strajku robotników budowlanych, którzy protestowali przeciwko obniżce płac. Po miesięcznym proteście uzyskali podwyżkę w postaci zaokrąglenia o grosze swoich wypłat.
  - 6 października – święto Jazdy Polskiej na Błoniach z udziałem Józefa Piłsudskiego z okazji 250-lecia odsieczy wiedeńskiej.
  - Powstanie awangardowego teatru Cricot.
  - Pierwsze Kajakowe Mistrzostwa Polski pod Wawelem.
- 1934:
  - 19 stycznia – na gmachu krakowskiej Poczty Głównej zainstalowano elektryczny zegar świetlny.
  - 1 czerwca – położenie kamienia węgielnego pod budowę nowego gmachu Muzeum Narodowego w Krakowie.
  - 5 lipca – uchwała Rady Miejskiej Krakowa o usypaniu na Sowińcu kopca Piłsudskiego.
  - 5 sierpnia – otwarcie domu im. Józefa Piłsudskiego w Oleandrach.
  - 6 sierpnia – położenie kamienia węgielnego pod budowę kopca Józefa Piłsudskiego. Oficjalne zakończenie sypania kopca nastąpiło 9 lipca 1937 r., prace wykończeniowe trwały do 1939 r.
  - 28 września – aleja 3 Maja w Krakowie na całej długości została oświetlona 34 trzystuwatowymi lampami elektrycznymi.
  - 1 października – zmarł Antoni Mateczny, architekt, twórca zakładu wodoleczniczego.
  - 24 listopada – uruchomiono nowe połączenie kolejowe Krakowa z Warszawą przez Tunel.
  - 25 listopada – inauguracyjny koncert Filharmonii Krakowskiej w Teatrze Starym.
  - 31 grudnia – ukazał się ostatni krakowski numer dziennika „Czas”, redakcja pisma przeniosła się do Warszawy.
  - Po raz pierwszy od lat nie zgłoszono policji ani jednego wypadku, oszustwa i kradzieży.
  - Z inicjatywy mieszkańców Płaszowa: Jana Golika, Józefa Madeja, Ignacego Krzepickiego, Józefa Gaczoła powstał Klub sportowy Płaszowianka Płaszów[32].
- 1935:
  - Styczeń – ukazał się pierwszy tom Polskiego Słownika Biograficznego.
  - 14 stycznia – w Teatrze im. J. Słowackiego odbył się koncert Jana Kiepury, z którego tzw. czysty dochód w wysokości 13 387, 86 zł przekazano na budowę Muzeum Narodowego.
  - 19 stycznia – do Krakowa przyjechał na dwa dni Ernst Zörner, nadburmistrz Drezna, późniejszy niemiecki komisarz Krakowa.
  - 9 maja – oddanie do użytku po przebudowie gmachu Poczty Głównej.
  - 12 maja – zmarł Marszałek Polski Józef Piłsudski.
  - 18 maja – do Krakowa specjalnym pociągiem przywieziona została trumna z ciałem Józefa Piłsudskiego. Pogrzeb zgromadził 300 tys. osób. Mszę żałobną odprawił arcybiskup Adam Sapieha. Trumna z ciałem Marszałka złożona została w krypcie św. Leonarda na Wawelu.
  - 1 czerwca – rozpoczęły się kolejowe wycieczki na sypanie kopca Józefa Piłsudskiego. Zorganizowała je Liga Popierania Turystyki.
  - 8 lipca – pogrzeb Michała Bobrzańskiego na cmentarzu Rakowickim.
  - 17 lipca – w Borku Fałęckim uruchomiono oświetlenie elektryczne.
  - 20 lipca – do Krakowa przybyły delegacje wszystkich chorągwi ZHP, razem około tysiąca harcerzy, które złożyły hołd u trumny marszałka Piłsudskiego i wzięły udział w sypaniu jego kopca.
  - 7 grudnia – ukończona została budowa gmachu Akademii Górniczej w Krakowie, jednej z największych budowli w Polsce.
  - Józef Cyrankiewicz został sekretarzem Okręgowego Komitetu Robotniczego PPS w Krakowie.
  - Kraków został odznaczony Śląskim Krzyżem Waleczności i Zasługi.
- 1936:
  - 5 stycznia – przy ul. Pędzichów Boczna 3 w Krakowie otwarto uroczyście nową siedzibę krakowskiej rozgłośni radiowej.
  - 7 stycznia – w ramach amnestii z krakowskiego więzienia wypuszczono około 280 więźniów.
  - 24–30 stycznia – strajk studentów przeciw wygórowanym opłatom.
  - 1 marca – otwarto Dom Śląski przy ul. Pomorskiej.
  - 2–8 marca – strajk okupacyjny w Polsko-Szwajcarskiej Fabryce Czekolady „Suchard”.
  - 18–21 marca – strajk okupacyjny w Polskich Zakładach Gumowych „Semperit”.
  - 23 marca – w Krakowie doszło do rozruchów antysanacyjnych. Policja otworzyła ogień do manifestujących robotników, zabijając 10 i raniąc 45 osób.
  - 28 marca – przy krakowskim Rynku Głównym otwarto lokal Związku Żydów Uczestników Walk o Niepodległość Polski.
  - 9–24 czerwca – zorganizowano pierwsze obchody Dni Krakowa.
  - 3 sierpnia – zamknięto kulę zdjętą przed rokiem z Bramy Floriańskiej w Krakowie. Pozostawiono w niej znalezione tam pamiątki i włożono nowe. Wśród nich znajdował się tekst pisany ręcznie na pergaminie z historią remontu wieży, plakietka porcelanowa, wydana przez komitet budowy Muzeum Narodowego, znaczek pocztowy o nominale 1 zł wydany z okazji dziesięciolecia prezydentury Ignacego Mościckiego, 10 monet obiegowych, medal brązowy budowy kopca Józefa Piłsudskiego, dyplom sypania kopca i egzemplarz „IKC”. Kula została następnie zalutowana i umieszczona na szczycie wieży.
  - 3 listopada – uroczysty pogrzeb Ignacego Daszyńskiego na cmentarzu Rakowickim w Krakowie.
  - 14 listopada – połączenie żydowskich gmin wyznaniowych Krakowa i Podgórza.
  - Pod wodzą Józefa Kałuży, legendarnego piłkarza Cracovii, później selekcjonera reprezentacji Polski, reprezentacja Polski zajęła 4. miejsce na olimpiadzie w Berlinie.
  - Pierwszy wawelski festiwal muzyczny transmitowany przez Radio Kraków dla słuchaczy z Polski, Niemiec i Anglii.
- 1937:
  - 7 stycznia – rozpoczął urzędowanie Tymczasowy Zarząd Gminy Żydowskiej w Krakowie. Przejął on kompetencje dotychczasowych Zarządów Gmin w Krakowie i Podgórzu.
  - 14 marca-29 kwietnia – strajk okupacyjny (tzw. blokada) w Pierwszym Domu Akademickim Uniwersytetu Jagiellońskiego.
  - 7 kwietnia – w krypcie Zasłużonych na Skałce został pochowany Karol Szymanowski.
  - 1 czerwca – ustanowiono Herb Krakowa.
  - 22 czerwca – na polecenie arcybiskupa Adama Sapiehy trumna Józefa Piłsudskiego przeniesiona została z krypty św. Leonarda na Wawelu do krypty pod Wieżą Srebrnych Dzwonów. Tzw. konflikt wawelski.
  - 9 lipca – zakończono usypywanie kopca Piłsudskiego w Krakowie.
  - 19 października – strajk protestacyjny przeciw gettu ławkowemu na uczelniach.
- 1938:
  - Styczeń – powstanie krakowskiej grupy Obozu Narodowo-Radykalnego „Falanga”.
  - 7 stycznia – do Krakowa przyjechał generał Józef Haller, który przeprowadził rozmowy z miejscowymi działaczami Stronnictwa Pracy.
  - 25 maja – odsłonięcie tablicy ku pamięci profesorów Karola Olszewskiego i Zygmunta Wróblewskiego, którzy jako pierwsi skroplili tlen i azot, na budynku przy ul. św. Anny 6 w Krakowie.
  - 13 czerwca – Krakowski Klub Demokratyczny przyjął uchwałę o utworzeniu Stronnictwa Demokratycznego.
  - 9 lipca – w krakowskim kościele dominikanów odnaleziono szczątki Leszka Czarnego, brata Władysława Łokietka.
  - 26 sierpnia – zmarł Teodor Axentowicz, krakowski malarz, rysownik i grafik, pochodzenia ormiańskiego, profesor i rektor Akademii Sztuk Pięknych.
  - 1 września – podniesienie Wyższego Studium Handlowego do rangi Akademii Handlowej w Krakowie.
  - 5 października – zmarła Faustyna Kowalska, zakonnica ze Zgromadzenia Sióstr Matki Bożej Miłosierdzia w Kościele katolickim, mistyczka.
  - 8 października – odsłonięcie pomnika Józefa Dietla dłuta Xawerego Dunikowskiego.
  - Październik – Karol Wojtyła rozpoczął studia polonistyczne na Wydziale Filozoficznym Uniwersytetu Jagiellońskiego.
  - Osiągnięcie przez zakład Koncernu Zieleniewskiego na Grzegórzkach pełnej mocy produkcyjnej w systemie jednozmianowym: 1.250 robotników, 11.033 ton maszyn, urządzeń i konstrukcji.
  - Bojówki endeckie nie wpuszczały studentów żydowskich na zajęcia.
  - Na cmentarzu Rakowickim w Krakowie odsłonięto pomnik projektu Marii Jaremy robotników poległych w marcu 1936 r.
  - Liczba mieszkańców Krakowa wynosiła około 251.500.
- 1939:
  - Przeprowadzono prace wykopaliskowe w kopcu Krakusa.
  - 5 stycznia – w kościele Kapucynów w Krakowie odprawiono mszę w intencji zmarłego 2 stycznia Romana Dmowskiego. W mszy uczestniczył bp Adam Sapieha. Na krakowskich budynkach Stronnictwa Narodowego wywieszono czarne flagi. Studenckie organizacje narodowe opublikowały odezwę, wzywającą do wzięcia udziału w pogrzebie Dmowskiego.
  - 8 stycznia – w Krakowie powstał Komitet Opracowania Historii Oswobodzenia Miasta Krakowa. Do uczestników wydarzeń z października 1918 r. wystosowano apel o nadsyłanie dokumentów, zdjęć i relacji.
  - Luty – w Krakowie przebywało około 3,5 tys. Żydów, uciekinierów z Niemiec.
  - 7 marca – odbyło się posiedzenie prezydium Reprezentacji Zjednoczonego Żydostwa Miasta Krakowa. Udział wzięli przedstawiciele rabinatu i cechu rzeźników żydowskich. Dyskutowano o ustawie o uboju rytualnym.
  - 23 marca – powołanie armii „Kraków” pod dowództwem Antoniego Szyllinga.
  - 21 kwietnia – Bolesław Czuchajowski został prezydentem Krakowa.
  - 11 maja – Krakowski Zarząd Zrzeszeń Właścicieli Kinoteatrów zaapelował do właścicieli, by zaprzestali wyświetlania niemieckich filmów.
  - W Collegium Novum odbył się wiec słuchaczy uczelni krakowskich pod hasłem: „Młodzież odeprze zakusy germanizmu”.
  - Do opactwa tynieckiego po 120-letniej nieobecności powrócili ojcowie benedyktyni.
  - 3 sierpnia – wielka manifestacja patriotyczna na Błoniach z udziałem marszałka Edwarda Śmigłego-Rydza w 25 rocznice wymarszu Pierwszej Kadrowej.

## Lata 1939–1945 – okresII wojny światowej
- 1939:
  - 1 września – bombardowanie Krakowa przez lotnictwo niemieckie. Zbombardowane zostały koszary, dworzec i lotnisko. W walce powietrznej zginął kpt. pilot Mieczysław Medwecki.
  - 3 września – Stanisław Klimecki został prezydentem Krakowa.
  - 4 września – utworzenie Obywatelskiego Komitetu Pomocy z arcybiskupem Adamem S. Sapiehą.
  - 6 września – około południa do Krakowa wkroczyły oddziały Wehrmachtu. Żołnierze Wehrmachtu zastrzelili 11 Żydów.
  - 20 września:
    - powstała konspiracyjna wojskowa Organizacja Orła Białego (w kwietniu 1940 wcielona do Związku Walki Zbrojnej (ZWZ)).
    - komisarzem miasta Krakowa z nadania okupacyjnych władz niemieckich został Ernst Zörner.

  - 12 października – na murach Krakowa pojawiły się obwieszczenia proklamujące utworzenie Generalnego Gubernatorstwa (GG) dla okupowanych obszarów środkowej Polski ze stolicą w Krakowie.
  - 15 października – początek tworzenia struktur krakowskiego okręgu Służby Zwycięstwu Polski.
  - Październik-listopad – powstały zalążki tajnych struktur Polskiej Partii Socjalistycznej (PPS), Stronnictwa Narodowego (SN), Stronnictwa Demokratycznego (SD) i Stronnictwa Pracy (SP).
  - Listopad – początek burzenia przez Niemców Pomnika Grunwaldzkiego w Krakowie. Operacja ta trwała do kwietnia 1940 r.
  - 6 listopada – aresztowanie przez gestapo profesorów Uniwersytetu Jagiellońskiego, Akademii Górniczej i Akademii Handlowej w Krakowie, zaproszonych do Collegium Novum na wykład SS-Sturmbannführera dr. B. Mullera. Podczas tej akcji, znanej jako Sonderaktion Krakau, uwięziono 183 osoby (UJ: 155, AG: 22, AH: 3).
  - 9 listopada – kolejna akcja pacyfikacyjna elity intelektualnej Krakowa, aresztowano około 120 osób (Zweite Sonderaktion Krakau).
  - 21 listopada – zamknięcie średnich szkół ogólnokształcących.
  - 15 grudnia – powołanie przez niemieckie władze okupacyjne Banku Emisyjnego w Polsce z siedzibą w Krakowie, pełniącego rolę banku centralnego dla Generalnego Gubernatorstwa.
  - W dzielnicy żydowskiej Krakowa, tj. na Kazimierzu, Niemcy przeprowadzili akcję rekwizycyjną. Zabierali ludności złoto, kosztowności i gotówkę powyżej 2.000 zł.
- 1940:
  - 7 stycznia – w Krakowie ukazało się pierwsze wydanie gazety „Krakiwśki Wisti”, rozprowadzanej wśród Ukraińców w Generalnym Gubernatorstwie i III Rzeszy.
  - 17 lutego – Niemcy zniszczyli pomnik Tadeusza Kościuszki na Wawelu.
  - 22 lutego – powołanie Rady Głównej Opiekuńczej.
  - 23 lutego – komisarzem miasta Krakowa z nadania okupacyjnych władz niemieckich został Karl Schmid.
  - 20 kwietnia – otwarcie w gmachu Collegium Maius Instytutu Niemieckich Prac na Wschodzie (Institut für Deutsche Ostarbeit), mającego dokumentować domniemany niemiecki charakter ziem polskich.
  - 18 maja – początek akcji wysiedlania Żydów.
  - 17 sierpnia – zniszczenie przez hitlerowców pomnika Adama Mickiewicza w Krakowie.
  - 9 września – założenie Teatru Podziemnego przez Adama Mularczyka.
  - 13 października – przyjazd do Krakowa Reichsführera SS Heinricha Himmlera na uroczystości 1. rocznicy powstania GG.
  - 14 października – inauguracja działalności Filharmonii GG.
  - Członkowie Związku Odwetu dokonali pierwszego w Krakowie zamachu na konfidenta gestapo.
  - Listopad-grudzień – akcje dywersyjne organizowane przez Związek Walki Zbrojnej (ZWZ), grupy bojowe PPS oraz Związek Odwetu.
  - Delegacje ludności niemieckiej z całego GG wzięły udział w uroczystości założenia Organizacji Wspólnoty Niemieckiej. Wieczorem przemaszerowały z pochodniami na Wawel, gdzie przyjął je Hans Frank, generalny gubernator GG.
  - Niemcy przeprowadzili masową łapankę na ulicach Krakowa. Zatrzymano kilkaset osób.
  - Na boisku „Juvenii” rozpoczął się konspiracyjny turniej piłkarski. Zakończył się zwycięstwem „Wisły”.
- 1941:
  - 28 lutego – Gestapo przejęło więzienie przy ul. Montelupich w Krakowie.
  - 3 marca – szef dystryktu krakowskiego wydał zarządzenie o utworzeniu w Krakowie żydowskiej dzielnicy mieszkaniowej (getta).
  - Marzec-kwiecień – fala aresztowań wśród członków ZWZ.
  - Kwiecień – komisarzem miasta Krakowa z nadania okupacyjnych władz niemieckich został Rudolf Pavlu.
  - 28 maja – Prokocim wraz z częścią Bieżanowa (do ul. Mała Góra, a więc teren dzisiejszego osiedla Bieżanów Nowy) zostały włączone do miasta Krakowa
  - 13 czerwca – 27 okolicznych gmin wiejskich wcielono do Krakowa. Ludność miasta wzrosła w ten sposób do 321 tys.
  - 22 sierpnia – powstał konspiracyjny Teatr Słowa, zwany Rapsodycznym.
  - 15 października – zamknięcie przez niemieckie władze okupacyjne getta krakowskiego. Za przekroczenie granic dzielnicy bez specjalnej przepustki groziła kara śmierci.
  - 1 listopada – odbyło się pierwsze przedstawienie konspiracyjnego Teatru Rapsodycznego.
  - Niemieckie władze okupacyjne zakazały używania polskiej nazwy Krakowa. Wkrótce na niemieckie zmieniona została też większość nazw ulic i placów Krakowa.
  - Bronowice Małe zostały przyłączone do Krakowa jako XXXV dzielnica katastralna poprzez starania generalnego gubernatora Hansa Franka.
- 1942:
  - 8 lutego – powstał Komitet Okręgowy PPR.
  - 15 kwietnia – na terenie kamieniołomów w Podgórzu Niemcy założyli karny obóz Służby Budowlanej S-Lager Krakau, zwany „Liban”.
  - 16 kwietnia – aresztowanie 198 osób (inteligencję, plastyków, aktorów, dziennikarzy) w „Kawiarni Plastyków” przy ul. Łobzowskiej 3 (168 z nich zginęło w Oświęcimiu).
  - Maj – rozpoczął działalność konspiracyjny Uniwersytet Jagielloński.
  - 26 czerwca – pierwsza publiczna egzekucja w Płaszowie.
  - Czerwiec – w forcie koło kopca Krakusa w Krakowie Niemcy założyli obóz dla jeńców radzieckich.
  - 22 grudnia – zamach grupy Żydowskiej Organizacji Bojowej, wraz bojowcami żydowskimi z Warszawy i przy współpracy gwardzistów PPR z grupy „Iskra” na niemieckie lokale „tylko dla Niemców” – „Cyganeria”, „Pawilon” i „Bizanc”, w wyniku czego zginęło według różnych szacunków od 7 do 10 niemieckich oficerów. Grupą PPR-owską dowodził Idek Libera. Tego samego dnia doszło na ulicach miasta do potyczki gwardzistów z grupą hitlerowców, w rezultacie której zginął niemiecki pułkownik lotnictwa i gestapowiec. Dokonano również udanego zamachu na referenta wydziału politycznego w starostwie Wernera[33].
  - Niemcy utworzyli obóz w Płaszowie.
  - Gestapo zlikwidowało zakład psychiatryczny w Kobierzynie. 30 chorych zastrzelono, 537 wywieziono do KL Auschwitz.
- 1943:
  - 3 lutego – Hans Frank, generalny gubernator GG, zarządził trzydniową żałobę z powodu klęski armii niemieckiej pod Stalingradem. Zamknięte zostały teatry, kina, lokale.
  - luty – rozbicie przez Niemców żydowskiego oddziału Gwardii Ludowej „Iskra” działającego głównie w getcie[33].
  - 13–14 marca – Niemcy przeprowadzili krwawą akcję likwidacji żydowskiej dzielnicy mieszkaniowej (getta) w Krakowie.
  - Kwiecień – komisarzem miasta Krakowa z nadania okupacyjnych władz niemieckich został Josef Krämer.
  - 20 kwietnia – nieudany zamach żołnierzy Kedywu AK na dowódcę SS i policji w GG Friedricha W. Krügera.
  - 28 kwietnia – w Krakowie z inicjatywy nacjonalistycznych środowisk ukraińskich powstała tzw. SS-Galizien, 14 Dywizja Grenadierów SS (1 ukraińska).
  - 8 maja – utworzenie filii obozu płaszowskiego w fabryce Oskara Schindlera.
  - 2 października – gubernator Hans Frank wydał rozporządzenie o zwalczaniu zamachów na niemieckie dzieło odbudowy w Generalnym Gubernatorstwie.
  - 28 października – pod murami Synagogi Starej hitlerowcy rozstrzelali 30 Polaków.
  - Metropolita krakowski arcybiskup Adam Sapieha złożył na ręce generalnego gubernatora GG Hansa Franka protest przeciwko nasilającemu się terrorowi.
- 1944:
  - 15 marca – otwarcie Teatru Powszechnego dla Polaków w gmachu Starego Teatru.
  - 24 marca – aresztowanie komendanta Okręgu Krakowskiego AK, Józefa Spychalskiego.
  - 30 maja – powstała konspiracyjna Wojewódzka Rada Narodowa.
  - 11 lipca – grupa żołnierzy AK z Warszawy dokonała nieudanego zamachu na dowódcę SS i policji w GG gen. Wilhelma Koppego.
  - 6 sierpnia – w związku z wybuchem powstania warszawskiego aresztowano około 8 tys. osób.
- 1945:
  - 7 stycznia – rozpoczął działalność Instytut Nafty i Gazu w Krośnie. Po trzech latach siedziba instytutu została przeniesiona do Krakowa.
  - 12 stycznia – początek ofensywy Armii Czerwonej. Niemcy zarządzili pogotowie ewakuacyjne.
  - 15 stycznia – na Dąbiu w Krakowie Niemcy przeprowadzili ostatnią egzekucję.
  - 16 stycznia – przestał istnieć obóz w Płaszowie. Ostatnich więźniów wywieziono do KL Auschwitz.
  - 17 stycznia – ostatnie posiedzenie okupacyjnego rządu Generalnego Gubernatorstwa.
  - 18 stycznia – Niemcy wysadzili mosty na Wiśle.
  - 18 stycznia – około godziny 16 do Krakowa wkroczyły wojska sowieckie Pierwszego Frontu Ukraińskiego marszałka Iwana Koniewa.
  - 21 stycznia – Aleksander Żaruk-Michalski został prezydentem Krakowa.

## Lata 1945–1989 – okresPolski Ludowej
- 1945:
  - 29 stycznia – Krakowska Rozgłośnia Polskiego Radia wznowiła regularne nadawanie programu.
  - 3 lutego – inauguracja działalności Filharmonii Krakowskiej.
  - 4 lutego – ukazał się pierwszy numer pisma „Dziennika Polskiego” (pod nazwą „Dziennik Krakowski”).
  - 5 lutego – Alfred Fiderkiewicz został prezydentem Krakowa.
  - 19 lutego – inauguracja działalności teatru im. Juliusza Słowackiego w Krakowie.
  - 20 lutego – wznowiła działalność Akademia Sztuk Pięknych w Krakowie.
  - 15 marca – uroczysta inauguracja roku akademickiego na Uniwersytecie Jagiellońskim.
  - 24 marca – ukazał się pierwszy numer pisma „Tygodnik Powszechny”.
  - 15 kwietnia – ukazał się pierwszy numer tygodnika „Przekrój”.
  - 16 kwietnia – wznowiła działalność Akademia Górnicza w Krakowie.
  - 8 maja – wznowiła działalność Akademia Handlowa w Krakowie.
  - 9 czerwca – powstał Teatr Lalki, Maski i Aktora Groteska, jako teatr dziecięcy.
  - 14 czerwca – Stefan Wolas został prezydentem Krakowa.
  - 1 lipca – na konspiracyjnym posiedzeniu Rada Jedności Narodowej wydała Manifest do Narodu Polskiego i Narodów Zjednoczonych oraz Testament Polski Walczącej i rozwiązała się.
  - 21 lipca – pierwsze posiedzenie Polskiej Akademii Umiejętności (PAU).
  - 8 sierpnia – Urząd Bezpieczeństwa (UB) zlikwidował radiostację Delegatury Sił Zbrojnych na Kraj, mieszczącą się w lokalu konspiracyjnym przy ul. Koletki 6.
  - 11 sierpnia – rozruchy antysemickie na Kazimierzu. Zginęło co najmniej 5 osób, podpalona została synagoga Kupa.
  - 12–15 sierpnia – odprawa kierownictwa Delegatury Sił Zbrojnych na Kraj, przygotowania do powołania organizacji Wolność i Niezawisłość (WiN).
  - 31 października – zmarł Wincenty Witos, działacz ruchu ludowego, przywódca Polskiego Stronnictwa Ludowego Piast.
  - Został odbudowany po zniszczeniach wojennych Most Kolejowy na Zabłociu.
  - Założona została restauracja „Wierzynek”, przez Kazimierza Książka jako restauracja Pod Wierzynkiem. Jej nazwa nawiązuje do postaci mieszczanina Mikołaja Wierzynka i wydanej przez niego w 1364 roku legendarnej uczty.
  - Liczba mieszkańców Krakowa wynosiła około 298.500.
- 1946:
  - 10 marca – wyszedł pierwszy numer pisma „Echo Krakowa”.
  - 21 kwietnia – otworzenie katedry wawelskiej dla wiernych.
  - 30 kwietnia – do Krakowa przybył, konwojowany przez amerykańskich żołnierzy, liczący 26 wagonów, pociąg ze zrabowanymi w czasie wojny dziełami sztuki, z czego 10 wagonów zajmowały elementy ołtarza mariackiego Wita Stwosza, pociągiem rewindykacyjnym wróciły także Dama z gronostajem Leonarda da Vinci, Krajobraz z miłosiernym Samarytaninem Rembrandta, obrazy Canaletta, Rubensa, Watteau, Cranacha oraz kodeks Baltazara Behema.
  - 3 maja – burzliwe, zakończone strzelaniem i aresztowaniami, obchody święta Konstytucji 3 maja.
  - 11 maja – powołanie Wyższej Szkoły Pedagogicznej. Uczelnia podjęła działalność dydaktyczną 25 października.
  - 27 maja – rozpoczął działalność Instytut Francuski.
  - 30 czerwca – referendum w sprawie przemian ustrojowych (84% odpowiedzi „nie” na pierwsze pytanie).
  - 18 sierpnia – brawurowa akcja podziemia niepodległościowego w więzieniu św. Michała.
  - 6 października – ze struktur Akademii Górniczo-Hutniczej (AGH) utworzono Politechnikę Krakowską. Pełną niezależność uczelnia uzyskała w roku 1954.
  - 27 października – uruchomiono most im. Tadeusza Kościuszki.
  - Listopad – z inicjatywy Konstantego Ildefonsa Gałczyńskiego powstał pierwszy powojenny kabaret, Siedem Kotów.
  - Powstały Krakowskie Zakłady Elektroniczne Unitra-Telpod, później Telpod S.A. Zakłady funkcjonowały do roku 2002.
- 1947:
  - 17 lutego – w Krakowie wznowiła działalność Polska Akademia Umiejętności.
  - 7 czerwca – po raz pierwszy po wojnie obchodzone były Dni Krakowa.
  - 21 czerwca – na podstawie decyzji Ministra Przemysłu i Handlu, fabryka „Zieleniewski” formalnie przeszła na własność państwa i została podporządkowana Zjednoczeniu Przemysłu Kotlarskiego.
  - 10 sierpnia-19 września – proces kierownictwa PSL oraz członków organizacji Wolność i Niezawisłość (WiN).
  - 6 października – Henryk Dobrowolski został prezydentem Krakowa.
  - 1 listopada – kardynał Adam Stefan Sapieha wyświęcił Karola Wojtyłę na księdza.
  - 24 listopada-22 grudnia – pierwszy proces oświęcimski: proces 40 członków załogi niemieckiego obozu koncentracyjnego Auschwitz-Birkenau w Oświęcimiu.
  - Grudzień – z Rynku Głównego Krakowa usunięta została część linii tramwajowych.
- 1948:
  - 24 stycznia – o wschodzie słońca (7:09) w krakowskim więzieniu Montelupich rozpoczęto wykonywanie wyroków zapadłych w pierwszym procesie oświęcimskim. Powieszono 21 skazanych w tym Arthura Liebehenschel – komendanta obozu, Hansa Aumeiera, Maxa Grabnera, Karla Ernsta Möckel, Marię Mandl.
  - 16 września – zmiana nazwy krakowskiej Fabryki Zieleniewskiego na Zakłady Budowy Maszyn, Mostów i Aparatów L. Zieleniewski.
  - 21 września – plac Szczepański w Krakowie przestał pełnić funkcję targowiska.
  - 27 listopada – powstanie pierwszego klubu jazzowego.
  - 15–21 grudnia – kongres zjednoczeniowy Polskiej Partii Robotniczej (PPR) i Polskiej Partii Socjalistycznej (PPS) w Warszawie. Powstanie Polskiej Zjednoczonej Partii Robotniczej (PZPR).
  - Grudzień – wystawa sztuki nowoczesnej w Pałacu Sztuki w Krakowie.
  - Procesy funkcjonariuszy hitlerowskich, m.in. szefa rządu Generalnego Gubernatorstwa J. Buhlera, gubernatora dystryktu krakowskiego Kurta Ludwiga Ehrenreicha, szefa policji Th. Thiera.
  - Oddano do użytku odbudowany po zniszczeniach wojennych most Józefa Piłsudskiego.
- 1949:
  - 15 lutego – wyszedł pierwszy numer „Gazety Krakowskiej”.
  - Marzec – decyzja władz państwowych o budowie Nowej Huty – pierwszego miasta socjalistycznego w Polsce.
  - 13 czerwca – rozpoczęcie budowy Nowej Huty.
  - 20 lipca – otwarcie Powszechnego Domu Towarowego przy ul. św. Anny w Krakowie.
  - 8–13 sierpnia – proces grupy ks. J. Gurgacza.
  - 1 grudnia – otwarcie arterii komunikacyjnej łączącej Kraków z Nową Hutą.
  - Remont generalny zabudowań Uniwersytetu Jagiellońskiego. Prace trwały do 1964 r.
- 1950:
  - 1 stycznia – powołanie Akademii Medycznej w Krakowie.
  - 14 marca – władze komunistyczne zmieniły nazwy 422 ulic w Krakowie.
  - 26 kwietnia – rozpoczyna się budowa Kombinatu Metalurgicznego w Nowej Hucie.
  - 6 czerwca – Marcin Waligóra został prezydentem Krakowa.
  - 26 listopada – powstał Młodzieżowy Dom Kultury w dawnym gmachu YMCA.
  - Przy fabryce „Zieleniewski” powstał Dom Socjalny z salą widowiskowo-teatralną na 800 miejsc i kinem fabrycznym „Związkowiec”.
  - Liczba mieszkańców Krakowa wynosiła około 344.000.
- 1951:
  - 1 stycznia – wieś Mogiła oraz cała Nowa Huta zostały włączone do obszaru miasta Krakowa
  - 22–28 stycznia – proces księży oskarżonych o działalność antypaństwową.
  - 4 lutego – wyszedł pierwszy numer pisma „Życie Literackie”.
  - 23 lipca – zmarł kardynał Adam Stefan Sapieha.
  - 20 września – otworzona została linia kolejowa Kraków – Nowa Huta.
  - 30 października – uchwała o likwidacji Polskiej Akademii Umiejętności (PAU) i utworzeniu Polskiej Akademii Nauk (PAN).
  - W wielu krakowskich przedsiębiorstwach, m.in. w zakładach „Zieleniewski”, narastają problemy kadrowe – efekt budowy Nowej Huty.
  - Z połączenia fabryk „Pischinger”, „Suchard” i firmy Piaseckiego utworzone zostały Zakłady Przemysłu Cukierniczego Wawel.
  - Oddano do użytku most Nowohucki.
  - Kraków zajmował obszar 230 km².
- 1952:
  - 20 stycznia – oddano do użytku odbudowany po zniszczeniach wojennych most Dębnicki.
  - 27 czerwca – przez Rynek Główny w Krakowie przejechał ostatni tramwaj normalnotorowy.
  - 21 lipca – uruchomione zostały cegielnie w Zasławicach.
  - Wrzesień – w Krakowie odbyły się centralne uroczystości dożynkowe, z udziałem Bolesława Bieruta.
  - 18 września – kolejna zmiana nazwy zakładów „Zieleniewskiego”. Zakłady otrzymały imię rozstrzelanego przez Niemców w 1942 roku Stanisława Szadkowskiego, krakowskiego działacza KPP oraz PPR, który w wieku 25 lat w roku 1920 przez dwa tygodnie pracował w „Zieleniewskim”.
  - 23 października – pierwszy spust stali w kombinacie metalurgicznym w Nowej Hucie.
  - 22 listopada – powstał Teatr Satyryków.
  - Powstało Archiwum Państwowe z połączenia Archiwum Państwowego i Archiwum Aktów Dawnych m. Krakowa (założonego w 1878 r.). W zbiorach Archiwum znajduje się akt lokacji miasta Krakowa z 1257 roku.
  - Usunięcie linii tramwajowych poza Rynek Główny w Krakowie.
- 1953:
  - 10 stycznia – powstało Wydawnictwo Literackie.
  - 21–27 stycznia – proces księży krakowskiej kurii metropolitalnej i osób świeckich oskarżonych przez władze państwowe o szpiegostwo na rzecz wywiadu USA.
  - 8 lutego – została opublikowana rezolucja Związku Literatów Polskich w Krakowie, wyrażająca poparcie dla wyroków zapadłych w sfingowanym procesie księży kurii krakowskiej.
  - 8 marca – władze komunistyczne zlikwidowały „Tygodnik Powszechny” i miesięcznik „Znak”.
  - 30 kwietnia – zlikwidowany został Teatr Rapsodyczny[34].
  - 1 października – inauguracja działalności Wyższej Szkoły Rolniczej.
  - 25 listopada – otwarcie Domu Matejki przy ul. Floriańskiej w Krakowie.
  - Z inicjatywy Karola Estreichera pomnik Mikołaja Kopernika został przeniesiony z dziedzińca Collegium Maius na Planty przy Collegium Witkowskiego Uniwersytetu Jagiellońskiego.
- 1954:
  - 21 stycznia – nadanie Kombinatowi Metalurgicznemu w Nowej Hucie imienia Włodzimierza Lenina.
  - 7 kwietnia – Tadeusz Mrugacz został prezydentem Krakowa.
  - 21 lipca – zadmuchanie pierwszego wielkiego pieca w Hucie im. Lenina[35].
  - 22 lipca – w Hucie im. Lenina odbył się pierwszy spust surówki z wielkiego pieca nr 1; wydarzenie to jest uznawane za oficjalną datę otwarcia kombinatu[35].
  - 17 listopada – zmarł Tadeusz Banachiewicz, matematyk, astronom i geodeta, dyrektor obserwatorium astronomicznego Uniwersytetu Jagiellońskiego.
  - 19 grudnia – zmarł Ludwik Solski, aktor, reżyser. Został pochowany w krypcie Zasłużonych na Skałce.
  - Likwidacja Wydziału Teologicznego Uniwersytetu Jagiellońskiego.
- 1955:
  - 4 lutego – powrót do Krakowa obrazu Dama z łasiczką Leonarda da Vinci.
  - 23 kwietnia – Iwan Koniew został honorowym obywatelem Miasta Krakowa.
  - 11 maja – zmarł Jerzy Kossak, malarz, syn Wojciecha Kossaka.
  - 2 października – odsłonięcie odremontowanej fasady Collegium Maius w Krakowie.
  - 4 listopada – uruchomienie ujęcia wody pitnej na Rudawie.
  - 11 listopada – przeniesienie na Skałkę ciała matematyka i astronoma Tadeusza Banachiewicza, zmarłego w 1954 r.
  - 26 listopada – odsłonięcie zrekonstruowanego pomnika Adama Mickiewicza w Krakowie w 100 rocznicę śmierci wieszcza.
  - 3 grudnia – premierą sztuki "Krakowiacy i Górale” Wojciecha Bogusławskiego rozpoczął swą działalność Teatr Ludowy w Nowej Hucie.
  - Powstała mała elektrownia wodna na Wiśle „Przewóz”.
  - Liczba mieszkańców Krakowa wynosiła około 421.000.
- 1956:
  - 3 stycznia – przekazanie budynku więzienia św. Michała Muzeum Archeologicznemu w Krakowie.
  - 29 lutego – Tadeusz Kantor uruchomił teatr Cricot 2.
  - 21 kwietnia – w Krakowie odbył się pierwszy w kraju oficjalny mecz brydżowy.
  - 26 maja – oficjalne otwarcie Piwnicy pod Baranami w Krakowie. W pierwszych występach udział brali m.in. Piotr Skrzynecki, Joanna Olczak-Ronikier, Krzysztof Litwin, Tadeusz Kwinta, Wiesław Dymny.
  - 10 października – Kazimierz Kordylewski po raz pierwszy zaobserwował księżyce pyłowe Ziemi.
  - 25 października – rękopis dzieła De revolutionibus Mikołaja Kopernika, podarowany narodowi polskiemu przez rząd Czechosłowacji, został przekazany Bibliotece Jagiellońskiej.
  - 25 grudnia – Tygodnik Powszechny ponownie zaczął ukazywać się pod redakcją Jerzego Turowicza.
  - Janusz Meissner, pilot myśliwski z 1939 i pisarz, zamieszkał w Krakowie.
  - W ogrodzie kolegialnym, należącym do Uniwersytetu Jagiellońskiego, znaleziono zakopane kosztowności.
- 1957:
  - 6 stycznia – ukazało się pierwsze wydanie tygodnika „Wieści”.
  - 29 stycznia:
    - premiera Studenckiego Teatru 38.
    - w więzieniu Montelupich został powieszony seryjny morderca Władysław Mazurkiewicz.

  - 13 kwietnia – przekazano kościołowi Mariackiemu w Krakowie ołtarz Wita Stwosza.
  - 9 maja – otwarcie wystawy „Grupy Krakowskiej” w Galerii Krzysztofory. Początek odwrotu sztuki od wzorców socrealizmu.
  - Czerwiec – reaktywowanie miesięcznika społeczno-kulturalnego o profilu katolickim „Znak”.
  - 19 lipca – reaktywowanie Teatru Rapsodycznego.
  - 22 lipca – ukazał się pierwszy numer „Głosu Nowej Huty”.
  - 24 października – Wiktor Boniecki został prezydentem Krakowa.
  - Pierwsze święto młodzieży studenckiej „Juwenalia”.
- 1958:
  - 12 kwietnia – Rada Narodowa m. Krakowa potwierdziła, ustanowiony w XVI w., herb Krakowa oficjalnym herbem miasta.
  - 27 września – zmarł Marian Dąbrowski, dziennikarz, wydawca, największy potentat prasowy okresu międzywojennego.
  - 28 września – konsekracja biskupia ks. Karola Wojtyły w katedrze na Wawelu. Konsekracji dokonał metropolita krakowski i lwowski, arcybiskup Eugeniusz Baziak.
  - Krzysztof Penderecki ukończył Państwową Wyższą Szkołę Muzyczną w Krakowie.
- 1959:
  - 16 lutego – powrót z Kanady na Wawel pierwszej partii skarbów polskiej kultury narodowej, m.in. Szczerbca.
  - 11 maja – otwarcie stałej Galerii Współczesnego Malarstwa Polskiego w nowym gmachu Muzeum Narodowego w Krakowie.
  - 6 listopada – Zbigniew Skolicki został prezydentem Krakowa.
  - Zakłady Szadkowskiego (dawne zakłady Zieleniewskiego) otrzymały sztandar przechodni Związku Zawodowego Metalowców i rozpoczęły rywalizację o tytuł Brygady Pracy Socjalistycznej.
  - Oddano do użytku most kolejowy na małej obwodnicy w Krakowie.
- 1960:
  - 23 kwietnia – w Krakowie otworzony został studencki klub „Pod Jaszczurami”.
  - 27 kwietnia – w Nowej Hucie – pomiędzy władzami – a mieszkańcami wybuchła walka o krzyż, postawiony w Osiedlu Teatralnym.
  - 13 lipca – powódź – uszkodzonych zostało wiele budynków.
  - 10 sierpnia – na Wawel powrócił zrekonstruowany przez władze Drezna pomnik Tadeusza Kościuszki.
  - 4 września – otwarcie Pierwszego Ogólnopolskiego Biennale Grafiki.
- 1961:
  - 19 stycznia – powrót z Kanady na Wawel arrasów króla Zygmunta Augusta.
  - 18 lutego – przy Hali Targowej otwarto pierwsze w Krakowie sztuczne lodowisko.
  - 26 kwietnia – Józef Cyrankiewicz został honorowym obywatelem Miasta Krakowa.
  - 30 kwietnia-27 maja – I Ogólnopolski Festiwal Filmów Krótkometrażowych.
  - Powstał regionalny ośrodek TVP w Krakowie.
  - W grobach mnichów benedyktyńskich w Tyńcu znaleziono złoty kielich podróżny i patenę z XI wieku.
  - Kazimierz Kordylewski, astronom, odkrył pyłowe księżyce Ziemi (księżyce Kordylewskiego) położone w punktach Lagrange’a układu Ziemia-Księżyc.
  - Oddano do użytku wybudowany na Wiśle Stopień Wodny Dąbie.
- 1962:
  - Po raz pierwszy zorganizowano Studencki Festiwal Piosenki.
  - Liczba mieszkańców Krakowa przekroczyła 500.000.
- 1963:
  - 14 października – zapadła decyzja o likwidacji lotniska wojskowego w Rakowicach w Krakowie.
  - 16 grudnia – nieznani sprawcy podpalili stadion Cracovii, który doszczętnie spłonął.
  - 30 grudnia – półtora roku po śmierci swego poprzednika, arcybiskupa Eugeniusza Baziaka, Karol Wojtyła został mianowany arcybiskupem metropolitą krakowskim.
  - Zapadła decyzja o budowie elektrociepłowni w Łęgu.
  - Liczba mieszkańców Krakowa wynosiła około 517.800.
- 1964:
  - 13 stycznia – Karol Wojtyła został nominowany na arcybiskupa krakowskiego.
  - 29 lutego – przeniesienie lotniska wojskowego z Rakowic w Krakowie do Balic pod Krakowem. Na lotnisku wylądował pierwszy rejsowy samolot PLL LOT. Dzień wcześniej decyzją MON z dnia 6 lutego 1964 r. władze wojskowe udostępniły na potrzeby przyszłej cywilnej części około 10 ha terenu oraz prawo do korzystania z urządzeń lotniskowych.
  - 8 marca – w katedrze na Wawelu odbył się ingres arcybiskupi Karola Wojtyły.
  - 9–13 maja – główne uroczystości jubileuszu 600-lecia założenia Uniwersytetu Jagiellońskiego.
  - 1 czerwca – inauguracja I Międzynarodowego Festiwalu Filmów Krótkometrażowych.
- 1965:
  - 22 czerwca – otwarto Hotel „Cracovia”.
  - 24 czerwca – pierwszy Kongres Międzynarodowej Rady Ochrony Zabytków. Obrady toczyły się na Wawelu.
  - 5 października – oddano do użytku Miasteczko Studenckie AGH w Krakowie.
  - 20 listopada – w Starej Synagodze otwarto stałą ekspozycję „Dzieje i kultura Żydów”.
  - 10 grudnia – rozpoczął pracę zespół klinik pediatrycznych Akademii Medycznej w Prokocimiu, ufundowany przez USA.
  - Powstał kontrowersyjny architektonicznie pawilon wystawowy krakowskiego Biura Wystaw Artystycznych (BWA) przy placu Szczepańskim (późniejsza Galeria Sztuki Współczesnej „Bunkier Sztuki”). Poprzednio w tym miejscu placu Szczepańskiego mieściła się secesyjna restauracja, tzw. „Drobnerówka”.
- 1966:
  - 18 stycznia – inauguracja Wieczorów Wawelskich na Zamku Królewskim.
  - 20 lutego – z inicjatywy Krzysztofa Jasińskiego rozpoczął działalność Teatr STU.
  - maj – miasto Kraków i województwo krakowskie zostały odznaczone Orderem Budowniczych Polski Ludowej[36].
  - 4 maja – otwarcie dla publiczności Skarbca Królewskiego na Wawelu.
  - 16 czerwca – inauguracja I Międzynarodowego Biennale Grafiki.
  - 14 lipca – aresztowany został Karol Kot, znany jako „Wampir z Krakowa”, oskarżony o zamordowanie 2 osób, 10 prób zabójstwa oraz 4 zbrodnicze podpalenia. Kot został skazany na karę śmierci i powieszony w 1968 r.
  - 16 września – TVP Kraków rozpoczęła emisję programu informacyjnego Kronika.
  - Listopad – sesja naukowa w Sali Senatorskiej na Wawelu, ostatni punkt programu obchodów 1000-lecia Państwa Polskiego.
  - W zakładach „Szadkowski” (dawnych zakładach Zieleniewskiego) początek szybkiego wzrostu produkcji globalnej Zakładów (przeciętnie 13,23 procent), głównie aparatury chemicznej, sprężarek chłodniczych i powietrznych, dmuchaw, wentylatorów, urządzeń do zapór wodnych.
  - Oddano do użytku most nad stopniem wodnym na Dąbiu.
  - Pomiędzy Nową Hutą a Krakowem utworzony został teren zielony park Kultury i Wypoczynku[37].
- 1967:
  - 31 sierpnia – ostateczna likwidacja Teatru Rapsodycznego.
  - Wrzesień – podczas oficjalnej wizyty w Polsce Charles de Gaulle odwiedził Kraków.
  - 20 października – w podziemiach kościoła św. Wojciecha otwarto ekspozycję „Dzieje Rynku krakowskiego”.
  - 3 listopada – zakończenie konserwacji wieży ratuszowej w Krakowie.
  - Na Wiśle powstała mała elektrownia wodna „Dąbie”.
  - Rozpoczęcie budowy elektrociepłowni w Łęgu.
- 1968:
  - 11 marca – wiec studentów pod pomnikiem Adama Mickiewicza w Krakowie. (Wydarzenia marcowe).
  - 13 marca – brutalne pobicie studentów pod budynkiem Collegium Novum przez oddziały ZOMO.
  - 14–20 marca – strajk absencyjny studentów krakowskich uczelni.
  - 17 marca – krakowski seryjny morderca Karol Kot został skazany na karę śmierci.
  - 16 maja – zgodnie z wyrokiem Karol Kot został powieszony. Podczas sekcji jego zwłok stwierdzono rozległego guza mózgu[38].
  - 23 października – ośrodek telewizji Kraków, działający od 1961 r., otrzymał nowe studio na Krzemionkach.
  - 18 grudnia – zmarł Stanisław Pigoń, historyk literatury polskiej, edytor, wychowawca i pedagog.
  - Część istniejącego lotniska wojskowego w Balicach przeznaczona została dla lotnictwa cywilnego. Początki Portu lotniczego Kraków-Balice.
- 1969:
  - 4 kwietnia – rozpoczęcie budowy nowego gmachu Instytutu Pediatrii Akademii Medycznej.
  - 18 maja – położenie kamienia węgielnego pod budowę kościoła w Bieńczycach (kościół Matki Bożej Królowej Polski – Arka Pana).
  - 6 czerwca – Jerzy Pękala został prezydentem Krakowa.
  - Ewa Demarczyk zdobyła I nagrodę na Festiwalu Mondial du Theatre w Nancy.
- 1970:
  - Uruchomienie pierwszego kotła wodnego nr 1 w Elektrociepłowni Kraków.
  - 16 listopada – zmarł Władysław Szafer, botanik, profesor i rektor Uniwersytetu Jagiellońskiego, dyrektor Ogrodu Botanicznego w Krakowie.
  - Grudzień – ponowne zamieszki w Krakowie, tym razem z powodu strajku robotników na Wybrzeżu. W wyniku wydarzeń na Wybrzeżu Edward Gierek został pierwszym sekretarzem KC PZPR.
- 1971:
  - 1 stycznia – Elektrociepłownia Kraków-Łęg w budowie została połączona z Elektrownią Wodną Dąbie, Elektrownią Wodną Przewóz i Elektrownią Dajwór (później ciepłownią) w Zespół Elektrociepłowni Kraków.
  - 29 kwietnia – premiera w Starym Teatrze „Biesów” Fiodora Dostojewskiego w reżyserii Andrzeja Wajdy.
  - Powstała Rada Naukowa Kraków 2000.
- 1972:
  - 6 listopada – zmarł Walery Goetel, geolog, ekolog i paleontolog, dziekan Wydziału Górniczego Akademii Górniczo-Hutniczej. Twórca nowej gałęzi nauki – sozologii.
  - Roman Ingarden, filozof, profesor Uniwersytetu Jagiellońskiego, opublikował Książeczkę o Człowieku.
  - Oddano do użytku most Grunwaldzki.
- 1973:
  - 1 stycznia – wszedł w życie nowy podział administracyjny Krakowa. Miasto podzielone zostało na 4 dzielnice: Śródmieście, Krowodrza, Nowa Huta i Podgórze.
  - 18 stycznia – pierwsza od 1968 roku premiera Dziadów według Adama Mickiewicza w Teatrze Starym w Krakowie, w reżyserii Konrada Swinarskiego.
  - 22 kwietnia – odsłonięcie pomnika Włodzimierza Lenina w Nowej Hucie, autorstwa Mariana Koniecznego.
  - 18 października – powtórny pogrzeb Kazimierza IV Jagiellończyka i Elżbiety Rakuszanki w katedrze wawelskiej.
  - Liczba mieszkańców Krakowa przekroczyła 600 000 osób.
- 1974:
  - 1 stycznia – Studio Filmów Animowanych w Krakowie rozpoczęło działalność jako samodzielna jednostka organizacyjna.
  - 12 stycznia – w Teatrze Starym w Krakowie odbyła się premiera Nocy Listopadowej Stanisława Wyspiańskiego w reżyserii Andrzeja Wajdy.
  - 30 maja – premiera Wyzwolenia Stanisława Wyspiańskiego w reżyserii Konrada Swinarskiego w Teatrze Starym w Krakowie.
  - Powstała ustawa na szczeblu rządowym dotycząca rewaloryzacji zabytków miasta Krakowa.
- 1975:
  - 19 stycznia – zmarł Kazimierz Wyka, historyk i krytyk literatury, profesor Uniwersytetu Jagiellońskiego.
  - 11 czerwca – wprowadzenie nowego podziału administracyjnego Polski. Utworzenie województwa miejskiego krakowskiego.
  - 5 września – Światowa Wystawa Medalierstwa na Wawelu.
  - 15 listopada – premiera Umarłej klasy Tadeusza Kantora w teatrze Cricot 2.
  - Wystawa Romantyzm i romantyczność w sztuce polskiej XIX i XX wieku autorstwa Marka Rostworowskiego.
- 1976:
  - Czerwiec – organizowane przez władze komunistyczne masówki (przymusowe wiece) na stadionach sportowych i w zakładach pracy, w związku z wydarzeniami w „Ursusie” i Radomiu.
  - 15 sierpnia – inauguracja festiwalu Muzyka w Starym Krakowie.
  - 16 października – odsłonięcie zrekonstruowanego pomnika Grunwaldzkiego na placu Matejki w Krakowie.
  - 18 listopada – premiera Pacjentów według Mistrza i Małgorzaty Michaiła Bułhakowa w krakowskim Teatrze STU.
  - 15 grudnia – otwarcie Muzeum Historii Fotografii w Krakowie.
- 1977:
  - 7 maja – zabójstwo Stanisława Pyjasa, studenta Uniwersytetu Jagiellońskiego i działacza Komitetu Obrony Robotników (KOR).
  - 15 maja
    - wielka demonstracja w Krakowie po mszy żałobnej za Stanisława Pyjasa, którego śmierć uznano powszechnie za morderstwo polityczne. Utworzono Studencki Komitet Solidarności.
    - konsekracja kościoła Matki Bożej Królowej Polski w Nowej Hucie (Arka Pana).

  - Otwarcie pierwszego bloku ciepłowniczego w Elektrociepłowni Kraków.
- 1978:
  - 27 kwietnia – Edward Barszcz został prezydentem Krakowa.
  - 28 września – kardynał Karol Wojtyła otworzył obecne Muzeum Katedralne im. Jana Pawła II na Wawelu.
  - 23 września – zespół architektoniczno-urbanistyczny Starego Miasta w Krakowie i kopalnia soli w Wieliczce wpisane zostały na listę światowego dziedzictwa kulturalnego i przyrodniczego UNESCO.
  - 16 października – o 18:44 Kraków świętuje. Na zwołanym po śmierci papieża Jana Pawła I drugim konklawe Karol Wojtyła został wybrany na papieża i przybrał imię Jana Pawła II.
  - 18 grudnia – powołanie Społecznego Komitetu Odnowy Zabytków Krakowa.
  - 30 grudnia – Franciszek Macharski został nominowany na arcybiskupa metropolitę krakowskiego.
  - W miejsce mostu Krakusa oddano do użytku most Powstańców Śląskich.
- 1979:
  - 4 stycznia – zamknięto dla ruchu samochodowego Rynek Główny w Krakowie.
  - 28 stycznia – odbył się ingres Franciszka Macharskiego do katedry wawelskiej.
  - 18/19 kwietnia – w nocy doszło do próby wysadzenia w powietrze znienawidzonego przez krakowian pomnika Lenina w Nowej Hucie. Zamach „na Lenina” jednak się nie powiódł.
  - 6 czerwca – w ramach pierwszej pielgrzymki do Polski Jan Paweł II odwiedził Kraków i ponownie w ostatnim dniu pielgrzymki 10 czerwca.
  - 8 października – w Muzeum Narodowym w Krakowie otwarto wystawę Marka Rostworowskiego Polaków Portret Własny.
- 1980:
  - 22 stycznia – zmarł Jan Kaczara, krakowski dorożkarz, rozsławiony wierszem Konstantego Ildefonsa Gałczyńskiego Zaczarowana dorożka.
  - 21 marca – samospalenie Walentego Badylaka w akcie protestu przeciw przemilczaniu zbrodni katyńskiej.
  - 23 marca – powstał Obywatelski Komitet Opieki nad kopcem Kościuszki.
  - 21 sierpnia – strajk na wydziale walcowni w Hucie im. Lenina.
  - 15 września – powstał Międzyzakładowy Komitet Założycielski NSZZ „Solidarność”.
  - 23 września – powstał Komitet Założycielski Niezależnego Zrzeszenia Studentów na Uniwersytecie Jagiellońskim oraz Polskiego Klubu Ekologicznego.
  - 26 września – Józef Gajewicz został prezydentem Krakowa.
  - Liczba mieszkańców Krakowa wynosiła około 705.000.
- 1981:
  - 8 lutego – wznowienie zajęć na Uniwersytecie Jagiellońskim.
  - 16 lutego – strajk studentów uczelni krakowskich.
  - 19 marca – strajki ostrzegawcze w zakładach pracy w odpowiedzi na wydarzenia bydgoskie.
  - 17 maja – wielka manifestacja (tzw. Biały Marsz) na wieść o zamachu na Jana Pawła II, którego dokonał 13 maja Mehmet Ali Ağca.
  - 8 grudnia – Jan Paweł II ustanowił Papieską Akademię Teologiczną w Krakowie z trzema wydziałami: teologii, filozofii i historii.
  - 13 grudnia – wprowadzenie przez władze państwowe stanu wojennego w Polsce.
  - 16–17 grudnia – pacyfikacja strajków robotniczych w zakładach przemysłowych Krakowa.
  - W plebiscycie przeprowadzonym z inicjatywy Wiktora Zieleniewskiego (syna Edmunda jr) załoga opowiedziała się za przywróceniem zakładom nazwiska „Zieleniewski” w nazwie firmy.
- 1982:
  - 13 maja – atak ZOMO na tłum po nabożeństwie w kościele Mariackim w Krakowie.
  - 13 czerwca – Nowa Huta miejscem manifestacji przeciwko rygorom stanu wojennego.
  - 31 sierpnia – starcia demonstrantów z milicją w Bieńczycach.
  - 11 października – manifestacja i zamieszki po delegalizacji „Solidarności”.
  - 13 października – zastrzelenie Bogdana Włosika przez funkcjonariuszy Służby Bezpieczeństwa (SB) w Nowej Hucie.
  - 18 października – w Krakowie utworzona została Papieska Akademia Teologiczna.
  - 28 listopada – odsłonięcie pomnika Stanisława Wyspiańskiego w 75 rocznicę śmierci poety. Pomnik wykonany został według projektu Mariana Koniecznego, odsłonięcia dokonała wnuczka poety Krystyna Michalska.
  - 9 grudnia – Tadeusz Salwa został prezydentem Krakowa.
  - 31 grudnia – zawieszenie stanu wojennego przez władze komunistyczne.
- 1983:
  - 30 stycznia – na wezwanie Biura Politycznego KC PZPR, rozwiązał się krakowski Klub Kultury „Kuźnica”.
  - 15 marca – podwyżka cen kawy, papierosów i benzyny.
  - 1 maja – pierwszomajowa kontrmanifestacja „Solidarności” w Krakowie.
  - 3 maja – niezależne obchody święta 3 Maja, starcia z oddziałami ZOMO.
  - 21–23 czerwca – papież, podczas drugiej pielgrzymki do Polski, odwiedził Kraków.
  - 21 lipca – uwolnienie internowanych i więzionych działaczy opozycyjnych na mocy amnestii ogłoszonej przez władze państwowe.
  - 22 lipca – zniesienie stanu wojennego i rozwiązanie Wojskowej Rady Ocalenia Narodowego (WRON) przez władze komunistyczne.
  - 31 sierpnia – manifestacje w Nowej Hucie.
  - 10–11 września – obchody 300-lecia odsieczy wiedeńskiej.
  - 8 października – rozpoczęło działalność Nowohuckie Centrum Kultury.
  - 28 listopada – uroczyste otwarcie Muzeum Stanisława Wyspiańskiego w Krakowie.
  - 13–16 grudnia – starcia demonstrantów z milicją w Nowej Hucie.
- 1984, 29 kwietnia – zmarł Karol Estreicher, jeden z najwybitniejszych polskich historyków sztuki XX wieku.
- 1985:
  - 14 kwietnia – w Krakowie utworzono ruch Wolność i Pokój (WiP).
  - 30 czerwca – przeniesienie relikwii Brata Alberta do kaplicy Ecce Homo.
  - 13 grudnia – w rocznicę wprowadzenia Stanu Wojennego opozycjoniści Kazimierz Krauze i Jacek Żaba unieruchomili 30 autobusów MPK Kraków.
  - Powstanie Narodowego Funduszu Rewaloryzacji Zabytków Krakowa.
- 1986:
  - 26 kwietnia – największa w dziejach energetyki jądrowej katastrofa jądrowa w elektrowni w Czarnobylu na Ukrainie (wtedy w ZSRR).
  - 3 maja – panika w Krakowie po podaniu spóźnionej informacji o awarii elektrowni jądrowej w Czarnobylu.
  - 4 grudnia – wystawa prac Józefa Szajny, pt. Teatr-Plastyka.
  - 31 grudnia – powstało Muzeum Historii Fotografii w Krakowie.
  - Grudzień – zakończenie budowy elektrociepłowni w Łęgu. Elektrociepłownia osiągnęła zainstalowaną moc elektryczną 460 MW i cieplną 1547 MW.
- 1987:
  - 10–11 czerwca – podczas trzeciej pielgrzymki do Polski Jana Pawła II w Krakowie.
- 1988:
  - 21 kwietnia – w krakowskim więzieniu Montelupich wykonano ostatni w Polsce wyrok śmierci na Stanisławie Czabańskim.
  - 10–22 maja – zorganizowany został pierwszy Festiwal Kultury Żydowskiej w Krakowie[39].
  - 18 października – zmarł Julian Aleksandrowicz, profesor medycyny, gorący zwolennik tzw. holistycznej koncepcji człowieka. Autor wielu książek, m.in. Nie ma nieuleczalnie chorych.
- 1989:
  - 1 stycznia – utworzenie przedsiębiorstwa państwowego Elektrociepłownia Kraków-Łęg.
  - 15 marca – wprowadzono w Polsce legalny obrót dewizami. Pojawiły się pierwsze prywatne kantory, kurs dolara wahał się w granicach 2.900 – 3.000 zł[40].
  - 17 maja – Wyższa Szkoła Filozoficzno-Pedagogiczna „Ignatianum” w Krakowie otrzymała potwierdzenie osobowości prawnej przez polskie władze państwowe.
  - 4 czerwca – w wyborach parlamentarnych w Krakowie 83% oddanych głosów przypadło „Solidarności”. Początek III Rzeczypospolitej.
  - 2 września – w Muzeum Historii Fotografii otwarto wystawę „Zginęli w Katyniu”.
  - 16 listopada – reaktywowanie Polskiej Akademii Umiejętności (PAU).
  - 10 grudnia – po początku tzw. zmian ustrojowych i odrzuceniu komunizmu, zdemontowany został pomnik Lenina w Nowej Hucie.
  - W Krakowie powstają pierwsze zarejestrowane agencje towarzyskie.

## Lata od 1990 –III Rzeczpospolita
- 1990:
  - 15 stycznia – w Krakowie rozpoczęła nadawanie pierwsza polska komercyjna stacja radiowa – RMF FM.
  - 9 lutego – Jerzy Rościszewski został prezydentem Krakowa.
  - 4 maja – Hutę im. Włodzimierza Lenina przemianowano na Hutę im. Tadeusza Sendzimira.
  - 19 maja – uroczyste odsłonięcie Krzyża Katyńskiego na placu im. ojca Adama Studzińskiego
  - 27 maja – w wyborach samorządowych kandydaci Komitetu Obywatelskiego (opozycyjnego do byłych członków PZPR) zdobyli 73 z 75 mandatów.
  - 28 maja-7 czerwca – krakowskie sympozjum Organizacji Bezpieczeństwa i Współpracy w Europie (KBWE) pod hasłem „Dziedzictwo kulturowe kontynentu”.
  - 20 czerwca – Jacek Woźniakowski został prezydentem Krakowa.
  - 31 lipca – pożar w pałacu Pod Baranami przy Rynku Głównym w Krakowie.
  - 3 września – początek pierwszego Festiwalu Kultury Japońskiej w Krakowie.
  - 7 września – uchwała Rady Miasta Krakowa o przywróceniu dawnych nazw ulic i placów.
  - 15 września – na cmentarzu Rakowickim w Krakowie odbył się pogrzeb zmarłego w 1942 roku gen. Bolesława Wieniawy-Długoszowskiego.
  - 20 listopada – Kraków podłączony został do sieci komputerowej EARN (European Academic and Research Network).
  - 8 grudnia – powstała fundacja Międzynarodowego Centrum Kultury w Krakowie.
  - Przywrócenie dawnej nazwy „L. Zieleniewski” najstarszej fabryce Krakowa. Oficjalna nazwa zakładu – Zakład Budowy Maszyn i Aparatury im. Ludwika Zieleniewskiego.
  - Oddano do użytku Stopień Wodny Kościuszko.
- 1991:
  - 9 stycznia – usunięcie pomnika marszałka Iwana Koniewa.
  - 7 lutego – Krzysztof Bachmiński został prezydentem Krakowa.
  - 27 marca – Kraków został podzielony 18 dzielnic oznaczonych cyframi rzymskimi i nazwami.
  - 31 maja – rozpoczęcie działalności Studia Filmowego Telewizji Polskiej w Łęgu.
  - Sierpień – podczas podróży apostolskiej, papież Jan Paweł II odwiedził Kraków.
  - Wrzesień – Kraków podłączony został do ogólnoświatowej sieci komputerowej Internet.
  - 3 października – wizyta premier Wielkiej Brytanii Margaret Thatcher.
  - 5–6 października – pierwszy szczyt Grupy Wyszehradzkiej na terenie Polski i podpisanie na Wawelu tzw. deklaracji krakowskiej przez prezydentów Polski, Czechosłowacji i Węgier.
  - 11 grudnia – pożar sali koncertowej i biblioteki Filharmonii Krakowskiej.
- 1992:
  - 13 lutego – powstanie spółki Elektrociepłownia Kraków S.A.
  - 8 maja – uchwałą Rady Miasta tytuły Honorowego Obywatela Miasta Krakowa zostały odebrane następującym osobom: Iwanowi Koniewowi, Józefowi Cyrankiewiczowi, Ludwikowi Swobodzie, Michałowi Żymierskiemu i Henrykowi Jabłońskiemu.
  - Wrzesień – zarejestrowano pierwsze telefony komórkowe w systemie analogowym (Centertel).
  - 9 października – Józef Lassota został prezydentem Krakowa.
  - 21 grudnia – podpisanie na zamku wawelskim porozumienia o wolnym obrocie handlowym w ramach tzw. Grupy Wyszehradzkiej.
- 1993:
  - 12 maja – Akademia Medyczna w Krakowie powtórnie stała się częścią Uniwersytetu Jagiellońskiego jako Collegium Medicum UJ.
  - 17 września – w podziemiach katedry wawelskiej złożone zostały prochy gen. Władysława Sikorskiego.
  - 16 października – Czesław Miłosz został honorowym obywatelem Krakowa.
  - 24 listopada – w budynku Synagogi Bne Emuna w Krakowie otwarte zostało Centrum Kultury Żydowskiej.
- 1994:
  - 22 kwietnia – Rada Miasta Krakowa nadała Piotrowi Skrzyneckiemu honorowe obywatelstwo.
  - 5 maja – otwarcie Muzeum Archidiecezjalnego w Krakowie.
  - 25 maja – Rada Miasta Krakowa podjęła uchwałę o powołaniu Orkiestry Stołecznego Królewskiego Miasta Krakowa Sinfonietta Cracovia.
  - 1 września – na dworcu PKS w Krakowie został pozostawiony nieuzbrojony ładunek wybuchowy. Terrorysta, nazywający siebie „Gumisiem” zażądał 500 tysięcy marek okupu, grożąc podłożeniem ładunków bez ostrzeżenia.
  - 26 października – Karolina Lanckorońska przekazała kolekcję dzieł sztuki dla Zamku Królewskiego na Wawelu i dla Biblioteki Jagiellońskiej.
  - 30 listopada – otwarte zostało Centrum Sztuki i Techniki Japońskiej Manggha w Krakowie.
- 1995:
  - 8 kwietnia – na cmentarzu Rakowickim w Krakowie odsłonięty został pomnik Ofiar Komunizmu.
  - 30 listopada – Port lotniczy Kraków-Balice otrzymał imię Jana Pawła II.
- 1996:
  - Styczeń – inauguracja programu Kraków 2000 Europejskie Miasto Kultury.
  - 27 marca – królowa Wielkiej Brytanii Elżbieta II z wizytą w Krakowie.
  - 3 października – Wisława Szymborska została laureatką Nagrody Nobla.
  - 17 grudnia – otwarcie wystawy „Kraków przed tysiącem lat” w Muzeum Archeologicznym w Krakowie.
  - Sławomir Mrożek, po powrocie do kraju, zamieszkał w Krakowie.
  - Zarejestrowano pierwsze telefony komórkowe w systemie cyfrowym (Era, Plus).
- 1997:
  - 29 stycznia – Stanisław Lem został honorowym obywatelem Miasta Krakowa.
  - 14 marca – w Krakowie śmiertelnie pobito studenta Uniwersytetu Jagiellońskiego Michała Łyska; zmarł dwa dni później.
  - 27 marca – początek I Wielkanocnego Festiwalu Ludwiga van Beethovena w Krakowie.
  - 27 kwietnia – zmarł Piotr Skrzynecki, twórca Piwnicy pod Baranami. Pochowany został 6 maja na cmentarzu Rakowickim.
  - 7–10 czerwca – papież Jan Paweł II w Krakowie.
- 1998:
  - 11 marca – Wisława Szymborska otrzymała tytuł honorowego obywatela Krakowa.
  - 21 marca – zmarł Maciej Słomczyński, pisarz i tłumacz. Pochowany został na cmentarzu Rakowickim w Alei Zasłużonych.
  - Kwiecień – firma Motorola otworzyła w Krakowie Centrum Oprogramowania Motorola GSG Poland.
  - 29 maja – zamknięcie transakcji sprzedaży akcji Elektrociepłowni Kraków S.A. 55% akcji kupiło Konsorcjum EDF International i Finelex BV (spółki Électricité de France).
  - 2 października – zmarł Jerzy Bińczycki, aktor Teatru Starego.
  - 29 października – Andrzej Gołaś został prezydentem Krakowa.
  - 24 listopada – z biblioteki naukowej PAN w Krakowie skradziono pierwodruk dzieła Mikołaja Kopernika De revolutionibus orbium coelestium.
- 1999:
  - 1 stycznia – utworzenie województwa małopolskiego z siedzibą w Krakowie.
  - 30 maja – Wisła Kraków, po zwycięstwie nad Pogonią Szczecin, została mistrzem Polski w piłce nożnej.
  - 14 czerwca i 16–17 czerwca – papież Jan Paweł II w Krakowie.
  - 19 listopada – w Arsenale otworzona została wystawa grafik Albrechta Dürera.
- 2000:
  - 15 stycznia – Weimar przekazał Krakowowi tytuł Europejskiego Miasta Kultury. W uroczystościach na rynku udział wzięli przedstawiciele 8 pozostałych Europejskich Miast Kultury.
  - 11 czerwca – Kraków trafił do Księgi rekordów Guinnessa za sprawą 1.914 trębaczy, którzy na Rynku Głównym zagrali hejnał mariacki.
  - 28 czerwca – zmarł Józef Tischner, ksiądz katolicki i filozof.
  - 26 sierpnia – na lotnisku Aeroklubu Krakowskiego w Pobiedniku pod Krakowem w ramach finałowego koncertu Inwazji Mocy RMF FM odbył się występ zespołu Scorpions. Pod sceną bawiło się 800 tysięcy osób i była to największa tego typu impreza w Polsce.
- 2001:
  - 12 maja – odsłonięto pomnik Piotra Skargi w Krakowie.
  - 1 lipca – zmarła Halina Czerny-Stefańska, pianistka, laureatka pierwszej nagrody Konkursu Chopinowskiego.
  - 1 października – oddano do użytku nowe skrzydło gmachu Biblioteki Jagiellońskiej.
  - grudzień – Wybudowano w Krakowie dwa nowe mosty na Wiśle: most Zwierzyniecki i most Kotlarski.
- 2002:
  - 5 stycznia – krakowska straż pożarna trzykrotnie wzywana była na ratunek łabędziom, przymarzającym do lodu na Wiśle.
  - 11 lipca – cesarz Akihito wraz z małżonką Michiko odwiedzili Centrum Sztuki i Techniki Japońskiej Manggha. Na specjalne życzenie cesarza zorganizowana została wystawa drzeworytów dziewiętnastowiecznego artysty japońskiego Utagawy Hiroshigego.
  - 16–19 sierpnia – podczas ósmej pielgrzymki do Polski papież Jan Paweł II odwiedził Kraków i Kalwarię Zebrzydowską.
  - 26 października – dokonano oficjalnego otwarcia mostu Wandy.
  - 19 listopada – Jacek Majchrowski został prezydentem Krakowa.
  - Robert Korzeniowski, lekkoatleta, chodziarz, wielokrotny mistrz olimpijski i świata, współorganizował „Cracovia Maraton”.
  - Na skutek niefortunnego umieszczenia rusztowań z reklamami oraz huraganu w Krakowie poważnie uszkodzone zostały renesansowe maszkary oraz attyka sukiennic.
  - Zakończono remont krakowskich kopców: Kościuszki i Piłsudskiego.
- 2003:
  - 1 stycznia – Huta im. T. Sendzimira weszła w skład koncernu Polskie Huty Stali SA.
  - 31 maja – wizyta prezydenta USA George’a Busha w Krakowie.
- 2004:
  - 20 stycznia – doszło do eksplozji zbiornika z olejem i pożaru w Elektrociepłowni Kraków.
  - 1 lutego – zmarł dziennikarz, reżyser i reportażysta filmowy Maciej Szumowski, w okresie „karnawału Solidarności” (1980–81) redaktor naczelny „Gazety Krakowskiej”.
  - 14 sierpnia – zmarł Czesław Miłosz, poeta, pisarz, laureat literackiej Nagrody Nobla. Pochowany został w krypcie Zasłużonych na Skałce.
  - Wymiana nawierzchni na Rynku Głównym w Krakowie.
  - Obchody 200 rocznicy powstania najstarszej fabryki Krakowa, Zakładów Budowy Maszyn i Aparatury im Ludwika Zieleniewskiego.
  - Rozpoczęcie budowy nowego gmachu Opery przy ul. Lubicz w Krakowie.
- 2005:
  - 14 stycznia – Huta im. T. Sendzimira weszła w skład Mittal Steel Company, największego producenta stali na świecie. Zmiana nazwy kombinatu na Mittal Steel Poland S.A. Oddział Kraków.
  - 19 stycznia – paraliż komunikacyjny w Krakowie spowodowany obfitymi opadami śniegu.
  - 2 kwietnia – Kraków pogrąża się w żałobie po śmierci Jana Pawła II. W Watykanie osobisty papieski lekarz stwierdził śmierć papieża o godzinie 21:37.
  - 3 czerwca – papież Benedykt XVI mianował Stanisława Dziwisza arcybiskupem krakowskim. Abp Dziwisz zastąpił na tym stanowisku kard. Franciszka Macharskiego.
- 2006:
  - 24 marca – metropolita krakowski, arcybiskup Stanisław Dziwisz został mianowany przez papieża Benedykta XVI kardynałem.
  - 27 marca – zmarł Stanisław Lem, pisarz, filozof, futurolog, eseista i satyryk.
  - 6 kwietnia – utworzono Krakowski Szlak Techniki.
  - 26–28 maja – papież Benedykt XVI podczas pielgrzymki do Polski odwiedził Kraków.
  - 3 sierpnia – uchwałą Senat RP zdecydował o ustanowieniu roku 2007 Rokiem Miasta Krakowa[41].
  - 28 września – otworzone zostało centrum handlowe Galeria Krakowska przy ul. Pawiej w Krakowie.
  - 9 października – zmarł Marek Grechuta, piosenkarz, poeta i kompozytor. Pochowany został 17 października w Alei Zasłużonych cmentarza Rakowickiego.
  - 21 grudnia – kardynał Stanisław Dziwisz poświęcił pierwszą oddaną do użytku część biblioteki Papieskiej Akademii Teologicznej w Krakowie.
- 2007:
  - 1 czerwca – inauguracja dziesięciodniowych obchodów 750-lecia lokacji Krakowa na prawie magdeburskim. W ramach uroczystości premierowe wykonanie kantaty Zakochani w Krakowie Piotra Rubika i Zbigniewa Książka na Rynku Głównym.
  - 2 czerwca – prezydent Krakowa Jacek Majchrowski otworzył Pawilon Wyspiańskiego.
  - 3 czerwca – papież Benedykt XVI kanonizował w Watykanie błogosławionego Szymona z Lipnicy, jednego z patronów Krakowa.
  - 3 czerwca – prezydent Krakowa Jacek Majchrowski odsłonił w Sukiennicach pamiątkową tablicę lokacyjną oraz wręczył srebrne medale lokacji Miasta Krakowa przedstawicielom kupców ze Stowarzyszenia „Kram” i „Krakowskiej Kongregacji Kupieckiej”.
  - 15 czerwca – uczestnicy ogłoszonego przez „Dziennik Polski” plebiscytu na najwybitniejszego mieszkańca Krakowa od chwili lokacji miasta w 1257 r. do czasów nam współczesnych uznali Karola Wojtyłę Krakowianinem 750-lecia. Drugie miejsce w plebiscycie zajęła św. Jadwiga, a trzecie Jan Matejko.
  - 4 października – otwarto w podkrakowskich Niepołomicach fabrykę samochodów ciężarowych koncernu MAN.
- 2008:
  - 23 stycznia – katastrofa lotnicza w Mirosławcu, w wyniku której zginęło 20 wysokich rangą polskich żołnierzy, w tym czterech żołnierzy 13 Eskadry Lotnictwa Transportowego z Balic.
  - 19 marca – prezydent Krakowa zniósł, obowiązujący niemal 93 lata, zakaz malowania pisanek.
  - 19 kwietnia – Wisła Kraków po raz 11. zdobyła tytuł mistrza Polski w piłce nożnej.
  - 10 listopada – odsłonięcie pomnika Marszałka Józefa Piłsudskiego autorstwa Czesława Dźwigaja w przeddzień 90. rocznicy Niepodległości.
  - 25 listopada – na wniosek katowickiego IPN-u, w Zakładzie Medycyny Sądowej w Krakowie, otwarto trumnę ze szczątkami gen. Władysława Sikorskiego. Trumna została wcześniej wyniesiona z wojskowymi honorami z krypty św. Leonarda katedry na Wawelu.
  - 26 listopada – szczątki generała Władysława Sikorskiego, ekshumowane na wniosek IPN, ponownie spoczęły w krypcie św. Leonarda na Wawelu.
  - 8 grudnia – Dalajlama XIV odebrał w Krakowie doktorat honoris causa Uniwersytetu Jagiellońskiego.
  - 11 grudnia – otwarto Tunel Krakowskiego Szybkiego Tramwaju.
  - 13 grudnia – przy ul. Lubicz 48 uroczyście otwarto nowy gmach Opery Krakowskiej.
- 2009:
  - 31 stycznia-1 lutego – w Krakowie odbył się Kongres Programowy centroprawicowej partii politycznej Prawo i Sprawiedliwość.
  - Luty/marzec – oddano do użytku kładkę pieszo-rowerową przy Stopniu Wodnym Kościuszko.
  - 19 lutego – około trzech tysięcy pracowników służb mundurowych protestowało w Krakowie. Policjanci, strażacy, funkcjonariusze służby więziennej i straży granicznej demonstrowało przeciw planom rządowym zmian w emeryturach.
  - 19–20 lutego – w Krakowie odbyło się nieformalne spotkanie Ministrów Obrony Państw NATO. Spotkaniu przewodniczył sekretarz generalny Paktu Jaap de Hoop Scheffer.
  - 28 czerwca – po zakończeniu VI edycji Małopolskiego Pikniku Lotniczego na lotnisku Rakowice-Czyżyny miał miejsce wypadek samolotu Cessna 172. Zginęły 2 osoby (w tym pilot), a 2 zostały ranne.
  - 21 listopada – w Podgórzu rozpoczął działalność „Bonarka City Center”, największy w regionie kompleks handlowo-usługowo-rozrywkowy.
- 2010:
  - 10 kwietnia – metropolita krakowski ks. kard. Stanisław Dziwisz celebrował żałobną mszę świętą w katedrze wawelskiej w intencji ofiar katastrofy polskiego Tu-154 w Smoleńsku. We mszy św. uczestniczyły tłumy krakowian. Mieszkańcy Krakowa zapalali znicze i składali kwiaty przy Krzyżu Katyńskim, przy kościele św. Idziego.
  - 18 kwietnia – w Krakowie odbyły się uroczystości pogrzebowe pary prezydenckiej Lecha i Marii Kaczyńskich.
  - 18/19 maja – w czasie przechodzenia fali kulminacyjnej poziom Wisły w Krakowie osiągnął rekordowy poziom 9 metrów i 57 centymetrów. Wał na Wiśle w okolicy ulicy Nowohuckiej został przerwany. Ewakuowano wszystkie osoby znajdujące się na tym terenie.
  - 2–4 lipca – ponad 70 zagranicznych delegacji wzięło udział w Krakowie w konferencji z okazji 10-lecia Wspólnoty Demokracji. W konferencji wzięło udział wielu zagranicznych polityków w tym szef Europarlamentu Jerzy Buzek i amerykańska sekretarz stanu Hillary Clinton.
  - 3 lipca – Polska i Stany Zjednoczone Ameryki podpisały w Krakowie aneks do umowy w sprawie obrony przeciwrakietowej.
  - 16 sierpnia – rozpoczął się jubileuszowy zlot z okazji 100-lecia harcerstwa w Polsce. W inauguracji Zlotu, która odbyła się w dniu 17 sierpnia, uczestniczył prezes Rady Ministrów Donald Tusk – honorowy patron Zlotu.
  - 6 września – Kraków gościł przedstawicieli „wszystkich religii świata” na międzynarodowym spotkaniu poświęconym sprawom dialogu i pokoju na świecie. Organizatorem była wspólnota św. Idziego i Kuria Metropolitalna w Krakowie.
  - 24 września – zostało otwarte podziemne muzeum pod płytą Rynku Głównego. Wystawa nosząca tytuł „Śladami europejskiej tożsamości Krakowa” jest multimedialnym widowiskiem, podróżą w czasie. Zwiedzający mogą nie tylko zobaczyć, ale i dotknąć historii z początków legendarnego miasta.
  - 30 września – oddano do użytku kładkę Ojca Bernatka.
- 2011:
  - 19 maja – w Krakowie otwarto Muzeum Sztuki Współczesnej.
  - 16 grudnia – oddano do użytku 14 krakowski kompleks „Moje Boisko – Orlik 2012” przy ul. Sadzawki 1[42].
- 2012:
  - 26 stycznia – w Krakowie około 15 tys. osób protestowało przeciwko rządowym planom podpisania kontrowersyjnej umowy międzynarodowej w sprawie walki z naruszeniami własności intelektualnej (ACTA).
  - 9 lutego – na Cmentarzu Rakowickim odbył się pogrzeb polskiej noblistki – Wisławy Szymborskiej.
  - 5 grudnia – decyzją Ministra Kultury i Dziedzictwa Narodowego Archiwum Państwowe w Krakowie zostało przekształcone w Archiwum Narodowe w Krakowie.
- 2014:
  - 27 stycznia – w Krakowie doszło do spotkania izraelskich i polskich posłów. Przedstawiciele Knesetu przyjechali do Polski by uczcić 69. rocznicę wyzwolenia niemieckiego obozu śmierci Auschwitz.
  - 5–6 lutego – spotkanie w Krakowie ministrów spraw wewnętrznych grupy G6 i USA[43]. Uczestniczyli: Bartłomiej Sienkiewicz (Polska), Thomas de Maizière (Niemcy), Theresa May (Wielka Brytania), Manuel Valls (Francja), Angelino Alfano (Włochy), Jorge Fernández Díaz (Hiszpania), Eric Holder i Jeh Johnson (USA)[44].
  - 25 maja – referendum w sprawie organizacji Zimowych Igrzysk Olimpijskich 2022, budowy metra, ścieżek rowerowych oraz rozwoju systemu monitoringu wizyjnego w mieście.
  - 22 lipca – podpisano umowę na budowę wschodniej obwodnicy Krakowa (w ciągu drogi ekspresowej S7) na odc. od ul. Christo Botewa do węzła „Igołomska”. W skład odcinka będzie wchodzić nowa przeprawa mostowa nad Wisłą[45].
- 2016:
  - 27–31 lipca – papież Franciszek rozpoczął swoją pierwszą podróż apostolską do Polski, gdzie głównym celem tej wizyty był udział papieża w 31. Światowych Dniach Młodzieży w Krakowie.
- 2017:
  - 28 stycznia – abp Marek Jędraszewski odbył ingres do katedry wawelskiej, zostając 77. biskupem w historii Kościoła krakowskiego, zastępując odchodzącego na emeryturę kard. Stanisława Dziwisza.
  - 29 czerwca – oddano do użytku wschodnią obwodnicę Krakowa (w ciągu drogi ekspresowej S7) na odc. od ul. Christo Botewa do węzła „Igołomska” wraz z nową przeprawą przez Wisłę.
  - 2–12 lipca – w Krakowie odbyła się 41. sesja Komitetu Światowego Dziedzictwa Kulturowego UNESCO[46].
- 2019:
  - 2–5 czerwca – w Krakowie odbył się 15. Kongres Organizacji Miast Światowego Dziedzictwa, podczas którego Kraków został wybrany do Rady Dyrektorów organizacji, a Jacek Majchrowski został jej prezydentem[47][48].